# Список померлих 2021 року
Це список енциклопедично значимих людей, що померли 2021 року, упорядкований за датою смерті. Під кожною датою розміщено перелік осіб в алфавітному порядку за прізвищем або псевдонімом. Тут також зазначено дати смерті значимих тварин та інших біологічних форм життя.
Типовий запис містить інформацію в такій послідовності:
- Ім'я, вік, країна громадянства і рід занять (причина значимості), встановлена причина смерті та джерело інформації.

Інструменти пошуку в новинах: google [Архівовано 31 грудня 2021 у Wayback Machine.], meta [Архівовано 31 грудня 2021 у Wayback Machine.].

## Грудень

### 31 грудня
- Бетті Вайт, 99, американська акторка та телеведуча[1].
- Габор Каллаї, 62, угорський шахіст та тренер, гросмейстер (1995)[2].
- Ґертруда Прессбурґер, 94, австрійський свідок Голокосту[3].
- Сторожук Анатолій Васильович, 77, радянський металург, новатор виробництва, Герой Соціалістичної Праці (1984)[4].
- Хамутцьких Вадим Анатолійович, 52, радянський волейболіст[5].
- Шаренгович Василь Петрович, 82, білоруський художник та педагог[6].

### 30 грудня
- Сем Джонс, 88, американський баскетболіст[7].
- Ісупов Рудольф Васильович, 84, радянський футболіст, голкіпер[8].

### 29 грудня
- Захаренко Лідія Костянтинівна, 89, радянська та російська співачка (сопрано), Народна артистка Росії (1989)[9].
- Прядко Володимир Володимирович, 74, український економіст, голова Фонду державного майна України (1991—1994)[10].

### 28 грудня
- Гришка Богданов, 72, французький телеведучий та популяризатор науки російського походження; COVID-19[11].
- Майкл Р. Кліффорд, 69, американський астронавт[12].
- Уго Марадона, 52, аргентинський футболіст[13].
- Гаррі Рід, 82, американський політик[14].

### 27 грудня
- Кері Г'юм, 74, новозеландська письменниця[15].

### 26 грудня
- Жан-Марк Валле, 58, канадський режисер та сценарист[16].
- Едвард Осборн Вілсон, 92, американський біолог, письменник та педагог[17].
- Мокрицький Георгій Павлович, 69, український письменник, журналіст та краєзнавець[18].
- Каролос Папуліас, 92, грецький політик та дипломат, Президент Греції (2005—2015), Міністр закордонних справ Греції (1993—1996)[19].
- Тимчук Михайло Петрович, 40, український художник; COVID-19[20].
- Десмонд Туту, 90, південноафриканський релігійний діяч та борець з апартеїдом і расизмом, лауреат Нобелівської премії миру (1984)[21].

### 25 грудня
- Корабельникова Маргарита Павлівна, 90, радянська та російська акторка, Заслужена артистка Росії (1983)[22].

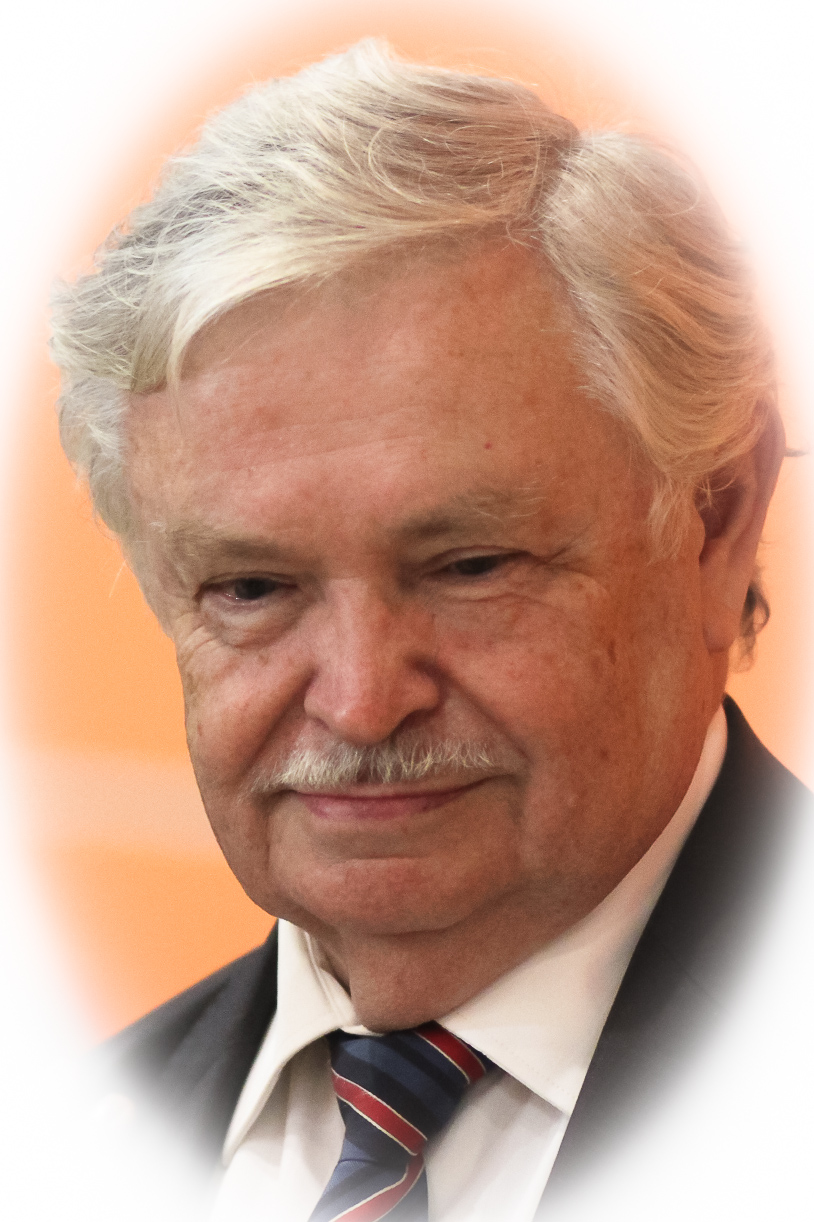
Радянський та російський письменник Альберт Ліханов у 2011 році

- Ліханов Альберт Анатолійович, 86, радянський і російський письменник та сценарист; COVID-19[23].
- Річард Марчінко, 81, американський військовий, командер ВМС США, засновник та перший командир SEAL Team Six[24].
- Федечко Мар'ян Григорович, 67, український поліграфіст та журналіст[25].

### 24 грудня
- Хосе Вільєгас, 87, мексиканський футболіст[26].
- Татосов Володимир Михайлович, 95, радянський та російський актор, Народний артист Росії (1991); COVID-19[27].
- Шибко Віталій Якович, 73, український науковець та політик.

### 23 грудня
- Бунечко Іван Григорович, 71, український дипломат[28].
- Джоан Дідіон, 87, американська письменниця[29].
- Кріс Дікерсон, 82, американський бодібілдер, Містер Олімпія-1982[30].
- Кудрявцев Валерій Борисович, 85, радянський і російський математик та педагог, Заслужений діяч науки Російської Федерації (1997)[31].

### 22 грудня
- Зімін Дмитро Борисович, 88, російський підприємець, засновник та президент компанії «Вимпел-Комунікації» (торговельна марка «Білайн»), вчений-радіотехнік[32].

### 21 грудня

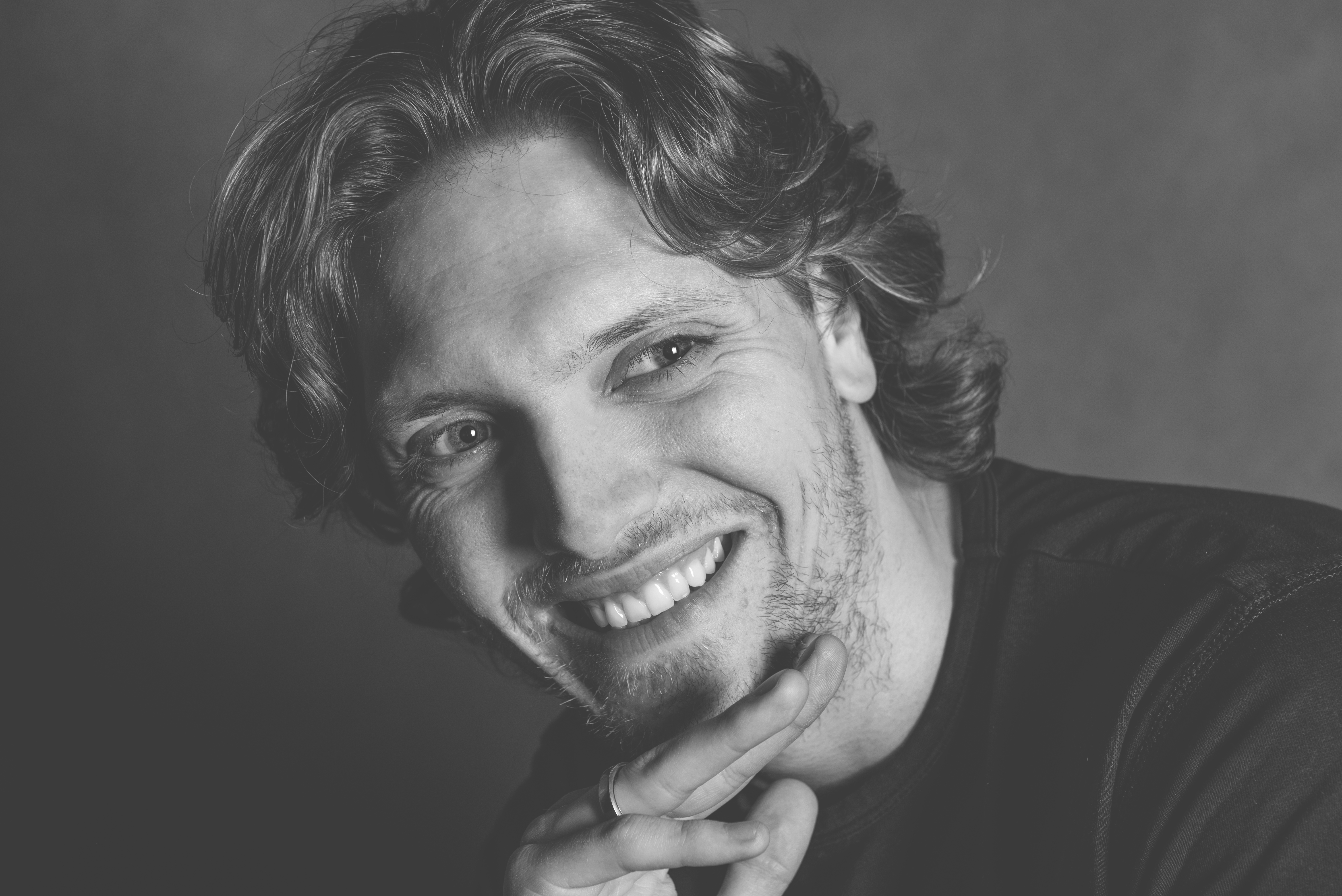
Польсько-український танцюрист Зора Корольов у 2017 році

- Зора Корольов, 34, польсько-український танцюрист та хореограф[33].
- Ян Матос, 32, бразильський стрибун у воду[34].
- Стукалов Олег Костянтинович, 81, радянський і український архітектор та художник.

### 20 грудня
- Норберто Боджо, 90, аргентинський футболіст[35].
- Анджей Розплоховський, 71, польський профспілковий діяч і політик[36].
- Міхал Рокицький, 37, польський плавець[37].
- Їржі Чадек, 86, чехословацький футболіст[38].

### 19 грудня
- Бошко Абрамович, 70, сербський шахіст та тренер, гросмейстер (1984)[39].
- Джон Айзаксон, 76, американський політик[40].
- Саллі Енн Говс, 91, британська акторка та співачка[41].
- Роберт Граббс, 79, американський хімік та педагог, лауреат Нобелівської премії з хімії (2005, спільно з Річардом Шроком та Івом Шовеном)[42].
- Малюков Андрій Ігорович, 73, радянський і російський режисер, сценарист та продюсер, Народний артист Росії (2004); COVID-19[43].
- Карлос Марін, 53, іспанський співак (баритон), вокаліст квартету Il Divo; COVID-19[44].

### 18 грудня
- Ашибоков Руслан Султанович, 72, радянський футболіст[45].
- Баграт Оганян, 40, вірменський боксер[46].
- Річард Роджерс, 88, британський архітектор[47].

### 17 грудня
- Джемал Чкуаселі, 86, грузинський співак, художній керівник ансамблю Ерісіоні (1986—2015), Народний артист Грузинської РСР (1990)[48].

### 16 грудня
- Лусія Іріарт, 99, чилійська політична діячка[49].
- Наумкіна Олена Олексіївна, 73, радянська та російська акторка[50].

### 15 грудня
- Белл Гукс, 69, американська письменниця та феміністка[51].
- Файєз ат-Таравне, 72, йорданський політик, Прем'єр-міністр Йорданії (1998—1999, 2012)[52].

### 14 грудня
- Рінне Паулі Унович, 87, радянський і російський актор та режисер, Заслужений артист Росії (1970), Народний артист Карельської АРСР (1984)[53].
- Розіта Соку, 98, грецька журналістка, письменниця та перекладач; COVID-19[54].

### 13 грудня
- Дембський Віктор Васильович, 81, радянський та український кінооператор[55].
- Теуво Кохонен, 87, фінський науковець у галузі штучних нейронних мереж та машинного навчання[56].
- Рижих Віктор Іванович, 88, радянський та український художник; COVID-19[57].

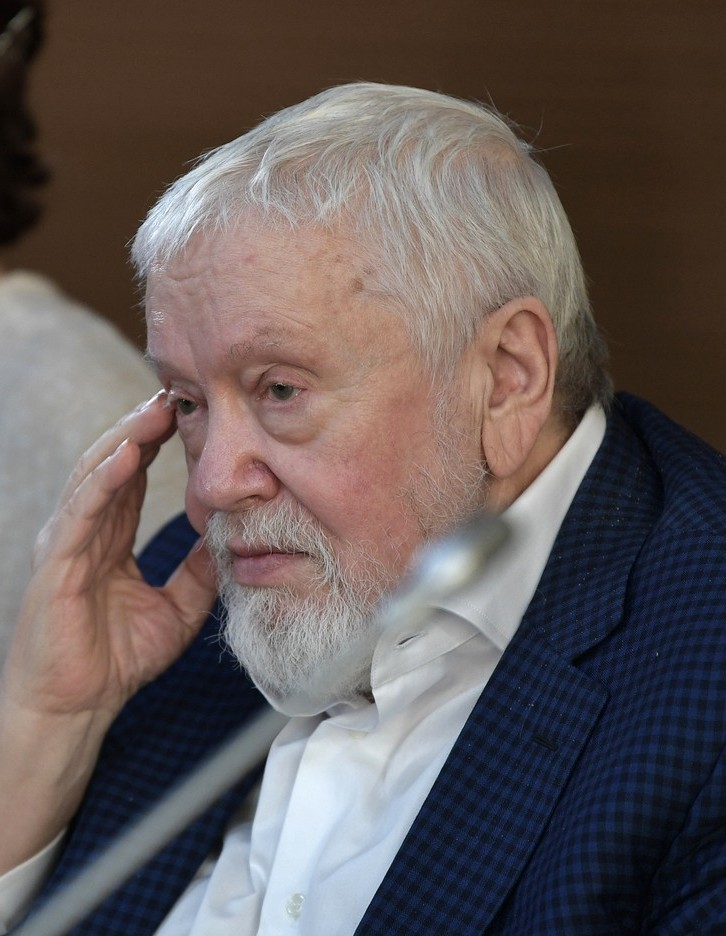
Радянський і російський режисер Сергій Соловйов у 2019 році

- Соловйов Сергій Олександрович, 77, радянський і російський режисер, сценарист, продюсер і педагог, Народний артист Росії (1993)[58].
- Вероніка Форке, 66, іспанська акторка; самогубство[59].
- Шараєв Леонід Гаврилович, 86, український радянський діяч, перший секретар Миколаївського обласного комітету КПУ (1980—1990)[60].

### 12 грудня
- Лекалов Рудольф Миколайович, 88, український художник та журналіст[61].
- Поліас Нгуні Матанє, 90, політик, дипломат і журналіст, генерал-губернатор Папуа Нової Гвінеї (2004—2010)[62].
- Могильницька Галина Анатоліївна, 84, радянський і український педагог, публіцист та поетеса[63].
- Шаров Юрій Дмитрович, 82, радянський фехтувальник на рапірах[64].

### 11 грудня
- Бояківський Омелян Васильович, 80, український науковець, нотаріус, Заслужений юрист України[65].
- Віра Кістяківська, 93, американський фізик українського походження[66].
- Енн Райс, 80, американська письменниця[67].
- Фінберг Михайло Якович, 74, білоруський диригент і педагог, Народний артист Білорусі (1994)[68].

### 10 грудня
- Магдич Степан Володимирович, 91, український радянський механізатор, Герой Соціалістичної Праці (1974); дата повідомлення про смерть[69].

### 9 грудня

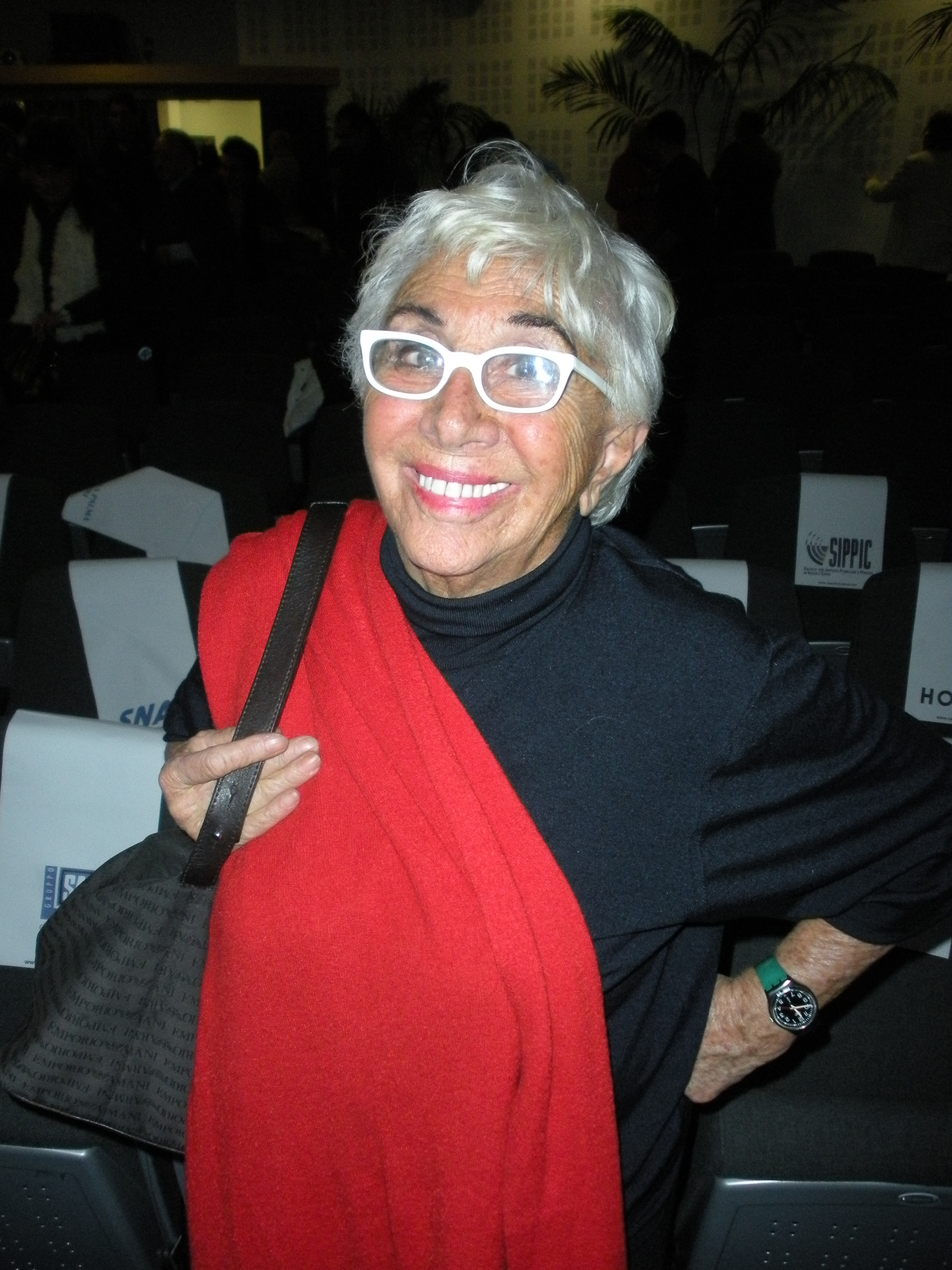
Італійська режисерка й сценаристка Ліна Вертмюллер у 2011 році

- Ліна Вертмюллер, 93, італійський режисер та сценаристка[70].
- Горлова Світлана Іванівна, 86, радянський та український радіодиктор, Заслужена артистка Української РСР (1990)[71].
- Роберт Джервіс, 81, американський політолог[72].
- Парамон, 66, український спортивний вболівальник, «суперфан» київського «Динамо»[73].
- Отар Пацация, 92, грузинський політик, Прем'єр-міністр Грузії (1993—1995); COVID-19[74].
- Кармен Салінас, 82, мексиканська акторка та політична діячка[75].

### 8 грудня
- Гамула Ігор Васильович, 61, радянський і український футболіст і тренер[76].
- Баррі Гарріс, 91, американський джазовий піаніст, композитор і педагог[77].
- Ларс Гег, 62, данський футболіст і тренер[78].
- Жак Зімако, 69, французький футболіст[79].
- Альфредо Морено, 41, аргентинський футболіст[80].

### 7 грудня
- Абрамов Віктор Васильович, 81, український лікар, фахівець у галузі спортивної медицини, педагог[81].
- Мустафа бен Галім, 100, лівійський політик, Прем'єр-міністр Лівії (1954—1957)[82].
- Карабасов Юрій Сергійович, 82, радянський і російський політик, науковець та педагог[83].
- Часницький Михайло Михайлович, 83, український краєзнавець, журналіст, засновник та керівник Музею історії євреїв Глухівщини[84].

### 6 грудня
- Клаус фон Байме, 87, німецький політолог[85].
- Коре Віллок, 93, норвезький політик, Прем'єр-міністр Норвегії (1981—1986)[86].
- Зузук Федір Васильович, 81, український науковець та педагог[87].
- Ільків Ольга Фаустинівна, 101, провідниця жіночої мережі ОУН Львова, зв'язкова Романа Шухевича, поетеса[88].
- Янош Кобор, 78, угорський співак, вокаліст рок-гурту Omega; COVID-19[89].

### 5 грудня
- Боб Доул, 98, американський політик[90].
- Ларс Еллестром, 61, шведський літературознавець та педагог[91].
- Перцов Данило Володимирович, 48, український композитор; COVID-19[92].
- Рудінштейн Марк Григорович, 75, радянський і російський продюсер, актор і кінокритик, засновник кінофестивалю Кінотавр, Заслужений працівник культури Російської Федерації (2003)[93].

### 4 грудня
- Жуков Вадим Васильович, 87, радянський і російський режисер та актор, художній керівник Липецького театру ляльок (1968—2007), Народний артист Росії (1993)[94].
- У Сіньчжи, 93, китайський палеоантрополог[95].

### 3 грудня
- Момчило Вукотич, 71, сербський футболіст і тренер[96].

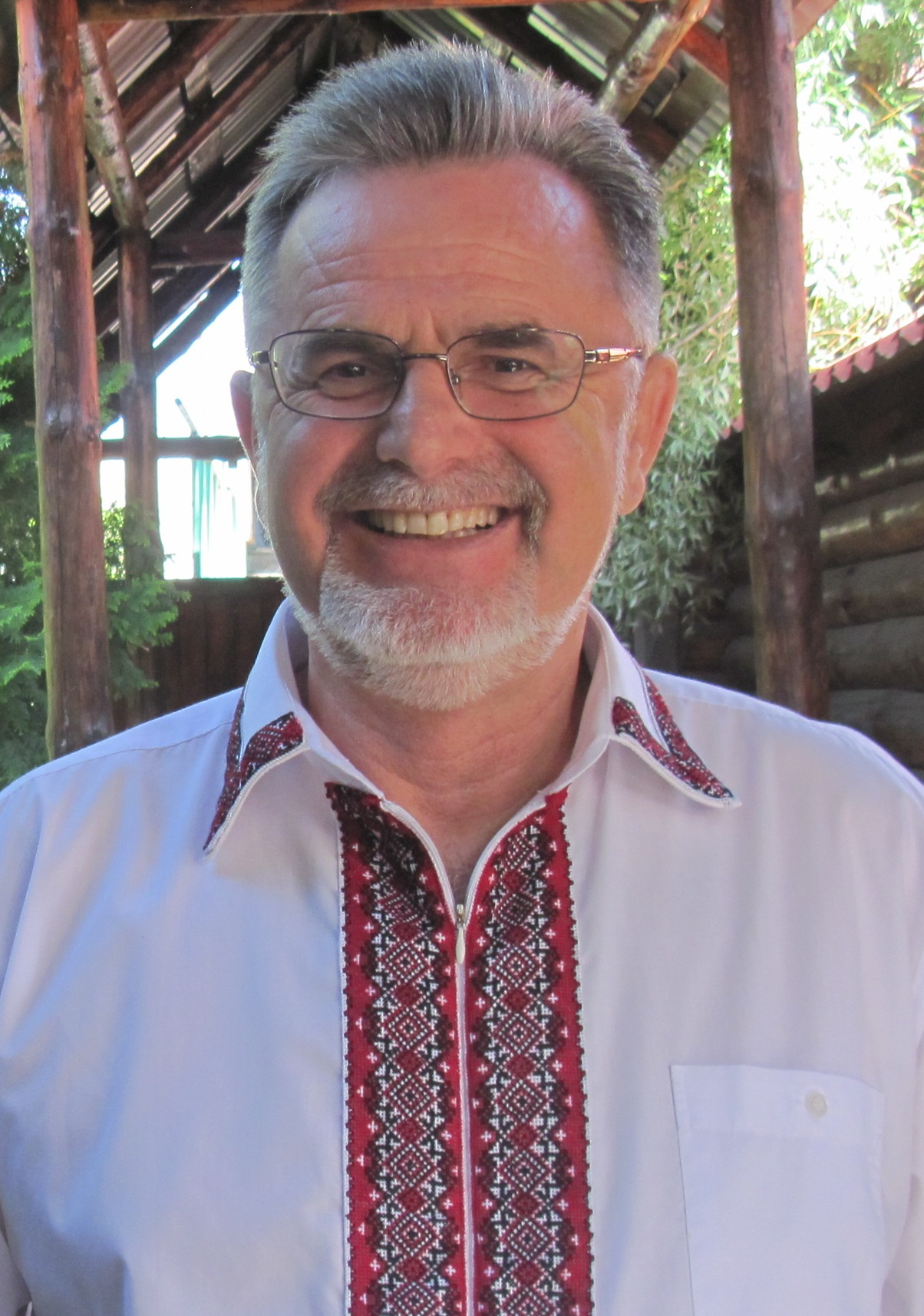
Український композитор і співак Мар'ян Гаденко у 2014 році

- Гаденко Мар'ян Ілліч, 66, український композитор, співак, поет і телеведучий, Народний артист України (1999)[97].
- Горст Еккель, 89, німецький футболіст[98].
- Ургант Ніна Миколаївна, 92, радянська та російська акторка, Народна артистка Росії (1974)[99].
- Фортуна Фіцрой, герцогиня Графтонська, 101, британська аристократка та придворна, Господиня Мантій королеви Єлизавети II (1967—2021)[100].

### 2 грудня
- Балабуха Андрій Дмитрович, 74, радянський і російський письменник-фантаст, критик, поет і перекладач[101].
- Дарлін Гард, 85, американська тенісистка[102].
- Горносталь Михайло Миколайович, 76, радянський та український актор, Заслужений артист України (2007); COVID-19[103][104].
- Скобло Тамара Семенівна, 85, радянський і український науковець та педагог[105].

### 1 грудня
- Бухонська Лариса Володимирівна, 77, український хормейстер і педагог, засновник та керівник хору «Хрещатик» (1994—2007), Заслужений діяч мистецтв України[106].
- Мирослав Зікмунд, 102, чеський мандрівник та письменник[107].
- Ельвін Люсьєр, 90, американський композитор[108].

## Листопад

### 30 листопада
- Марі-Клер Бле, 82, франко-канадська письменниця[109].
- Рей Кеннеді, 70, британський футболіст і тренер[110].

### 29 листопада
- Арлін Дал, 96, американська акторка[111].
- Зіхерман Шандор Роберт Матяшович, 86, радянський та угорський художник[112].
- Кінза Клодумар, 76, політик, Президент Науру (1997—1998)[113].
- Кузяєва Галина Матвіївна, 67, радянська і українська співачка (сопрано) та педагог, Заслужена артистка України (1998); COVID-19[114].

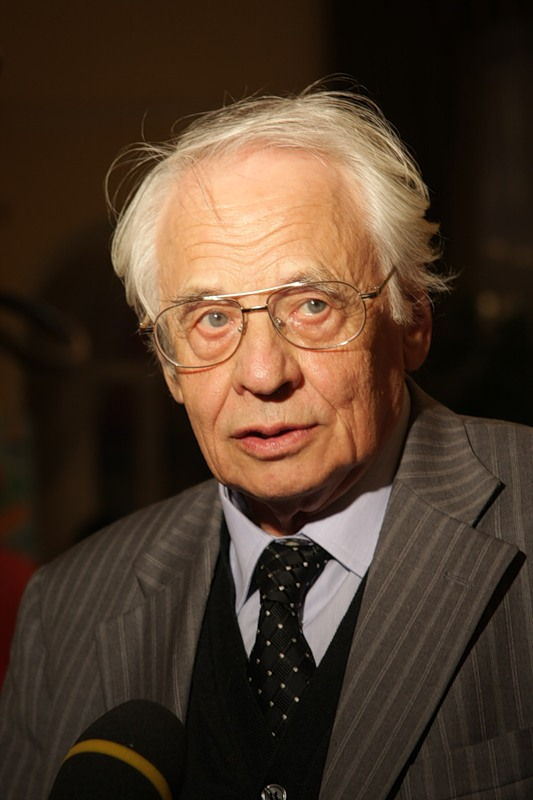
Радянський і російський режисер і сценарист Володимир Наумов

- Наумов Володимир Наумович, 93, радянський і російський режисер, сценарист, актор, продюсер та педагог, Народний артист Росії (1974), Народний артист СРСР (1983)[115].

### 28 листопада
- Вірджил Абло, 41, американський модельєр[116].
- Френк Вільямс, 79, британський підприємець, засновник та керівник команди Формули-1 Вільямс[117].
- Градський Олександр Борисович, 72, радянський російський композитор і співак, Народний артист Росії (1999)[118].
- Нородом Ранаріт, 77, камбоджийський принц та політик, Прем'єр-міністр Камбоджі (1993—1997)[119].

### 27 листопада
- Альмудена Грандес, 61, іспанська письменниця[120].
- Даг Коуї, 95, шотландський футболіст і тренер[121].
- Мандзій Любомира Степанівна, 48, український політолог та педагог, в. о. міністра освіти і науки України (2020)[122].
- Милутин Мрконіч, 79, сербський політик[123].

### 26 листопада
- Дзюбан Юрій Іванович, 61, український політик та підприємець[124].
- Зонін Герман Семенович, 95, радянський футболіст і тренер[125].
- Мельник Анатолій Іванович, 68, український науковець та політик, голова Чернігівської обласної ради (2010—2014); COVID-19[126].
- Мостовий Руслан Іванович, 47, український футболіст і тренер; ДТП[127].
- Стівен Сондхайм, 91, американський композитор і драматург[128].

### 25 листопада
- Бистряков Віктор Петрович, 78, український художник, Заслужений діяч мистецтв України (1990)[129].
- Левків Богдан Євгенович, 71, український господарчий та громадсько-політичний діяч, мер Тернополя (2002—2006)[130].

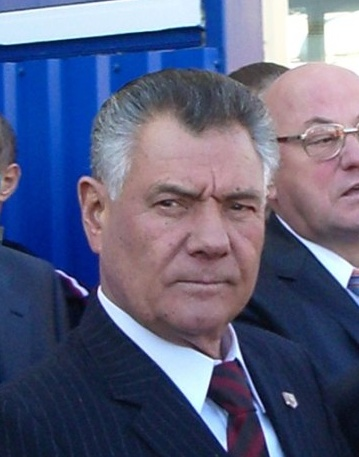
Український політик Омельченко Олександр Олександрович у 2005 році

- Омельченко Олександр Олександрович, 83, український політик та підприємець, мер Києва (1996—2006), Герой України (2001)[131].

### 24 листопада
- Зозуля Юрій Панасович, 93, радянський і український нейрохірург та педагог, Заслужений діяч науки і техніки України (1978)[132].
- Іван Станчов, 92, болгарський дипломат, міністр закордонних справ Болгарії (1994—1995)[133].

### 23 листопада
- Власенко Аллін Григорович, 83, радянський і український диригент і педагог, Народний артист України (2000)[134].
- Малицький Ігор Федорович, 96, радянський і український науковець у галузі технології та складання у машинобудуванні, педагог[135].
- Моховик Ганна-Надія Миколаївна, 64, радянська та українська журналістка[136].
- Чон Ду Хван, 90, корейський військовик та політик, Президент Південної Кореї (1980—1988)[137].

### 22 листопада
- Кравченко Андрій Євгенович, 65, радянський і український письменник, літературознавець та педагог[138].

### 21 листопада
- Гречанінов Вадим Олександрович, 87, український військовик, генерал-майор, президент Атлантичної Ради України[139].
- Пілунський Леонід Петрович, 74, український політик та журналіст[140].
- Русланова Ніна Іванівна, 75, радянська та російська акторка, Народна артистка Росії (1998); COVID-19[141].
- Рябченко Петро Федорович, 75, радянський та український колекціонер, дослідник історії боністики.

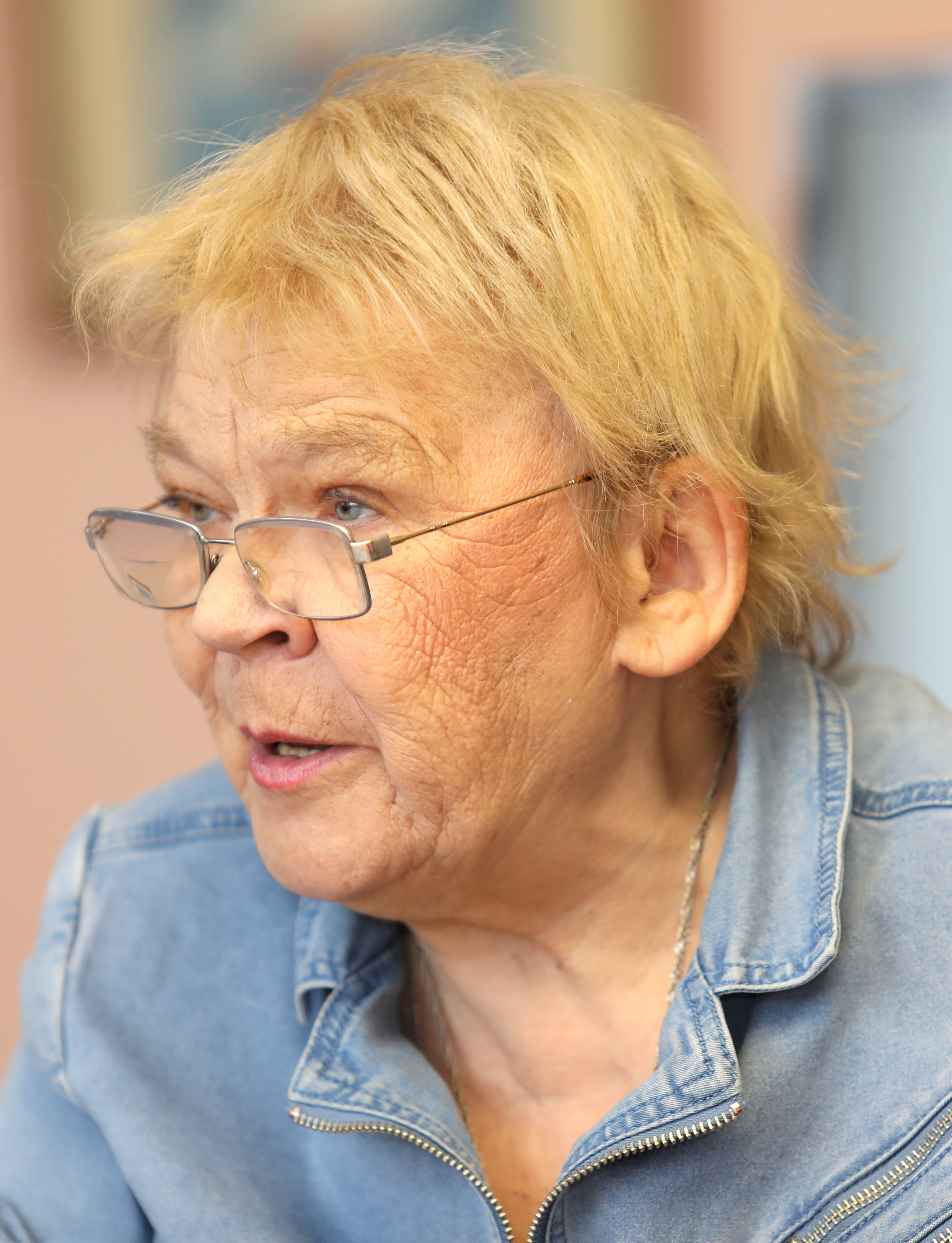
Російська письменниця та літературознавиця Маріетта Чудакова у 2017 році

- Чудакова Маріетта Омарівна, 84, радянський і російський літературознавець, письменниця та громадська діячка; COVID-19[142].

### 20 листопада
- Бондар Олександр Васильович, 69, радянський та російський залізничний будівельник, Герой Соціалістичної Праці (1984)[143].
- Гаркалін Валерій Борисович, 67, радянський і російський актор та педагог, Народний артист Росії (2008); COVID-19[144].
- Меріма Нєгомір, 68, сербська співачка[145].

### 19 листопада
- Агапова Ніна Федорівна, 95, радянська та російська акторка, Заслужена артистка Росії (1987)[146].
- Бугрій Володимир Станіславович, 57, радянський і український науковець та педагог[147].
- Морозюк Георгій Іванович, 77, радянський та український актор, Народний артист України (1993)[148].

### 18 листопада
- Слайд Гемптон, 89, американський джазовий тромбоніст, композитор та аранжувальник[149].
- Ковба Денис Юрійович, 42, білоруський футболіст; COVID-19[150].
- Мілейковський Михайло Юлійович, 69, радянський і український невропатолог та педагог.
- Піх Зорян Григорович, 71, український науковець та педагог[151].
- Степанов Олександр Петрович, 72, український науковець та політик, Заслужений діяч науки і техніки України[152].

### 17 листопада
- Бартенєв Леонід Володимирович, 88, радянський і український легкоатлет і тренер[153].
- Арт Лафлер, 78, американський актор[154].
- Пушняков Анатолій Савватійович, 67, український військовик, генерал-лейтенант, командувач СВ ЗС України (2014—2016)[155].
- Рязанцев Микола Тимофійович, 95, радянський і український письменник та поет, ветеран Другої світової війни.
- Савочкін Ігор Юрійович, 58, російський актор та телеведучий[156].

### 16 листопада
- Аліпій (Козолій), 50, ієрарх УПЦ (МП), єпископ Джанкойський та Раздольненський (2010—2021)[157].
- Гурбанов Сейфаддін Алі-огли, 59, український скульптор азербайджанського походження; COVID-19[158].
- Жмуденко Віталій Іванович, 80, радянський і український співак (баритон) та педагог, Заслужений артист України (1997)[159].
- Шейко-Медведєва Неля Семенівна, 74, українська поетеса, драматург та театральний критик[160].

### 15 листопада
- Ласло Біто, 87, угорський лікар і письменник; дата повідомлення про смерть[161].
- Олег Ведмеденко, 60, український релігійний діяч; ДТП[162].

### 14 листопада
- Етель Аднан, 96, лівансько-американська поетеса, есеїстка та художниця[163].
- Берті Олд, 83, шотландський футболіст та тренер[164].

### 13 листопада
- Бондаренко Анатолій Афанасійович, 77, радянський самбіст та дзюдоїст[165].
- Галіцин Григорій Олександрович, 64, російський фотограф[166].
- Заверикін Анатолій Миколайович, 80, український тренер з баскетболу[167].
- Саулевич Анатолій Володимирович, 62, радянський футболіст[168].

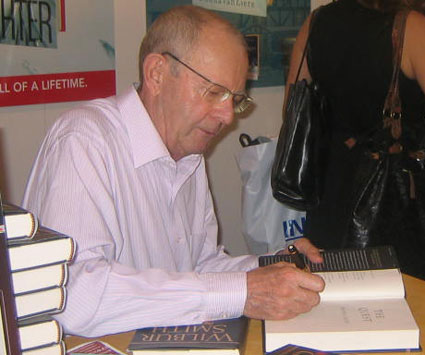
Південноафриканський письменник Вілбур Сміт у 2007 році

- Вілбур Сміт, 88, південноафриканський письменник[169].
- Сем Хафф, 87, американський футболіст[170].
- Ясній Петро Володимирович, 69, український науковець та винахідник, Заслужений діяч науки і техніки України (2006); COVID-19[171].

### 12 листопада
- Буймістер Валерій Григорович, 73, радянський і український співак (баритон) та педагог, Народний артист України (1994)[172].
- Гнатюк Василь В'ячеславович, 66, український історик футболу; COVID-19[173].
- Коклюшкін Віктор Михайлович, 75, радянський і російський письменник-сатирик, сценарист та телеведучий[174].
- Леньов Олександр Іванович, 77, радянський футболіст[175].
- Метью Фестінґ, 71, 79-й князь та Великий магістр Мальтійського ордену (2008—2017)[176].
- Рон Флаверс, 87, британський футболіст та тренер[177].

### 11 листопада
- Глен де Вріс, 49, американський бізнесмен і космічний турист; авіакатастрофа[178].

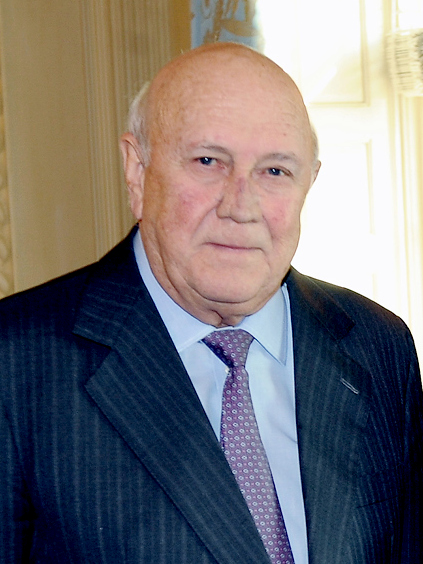
Південноафриканський політик Фредерік Віллем де Клерк у 2012 році

- Фредерік Віллем де Клерк, 85, південноафриканський політик, Президент ПАР (1989—1994), віце-президент ПАР (1994—1996), лауреат Нобелівської премії миру (1993, спільно з Нельсоном Манделою)[179].

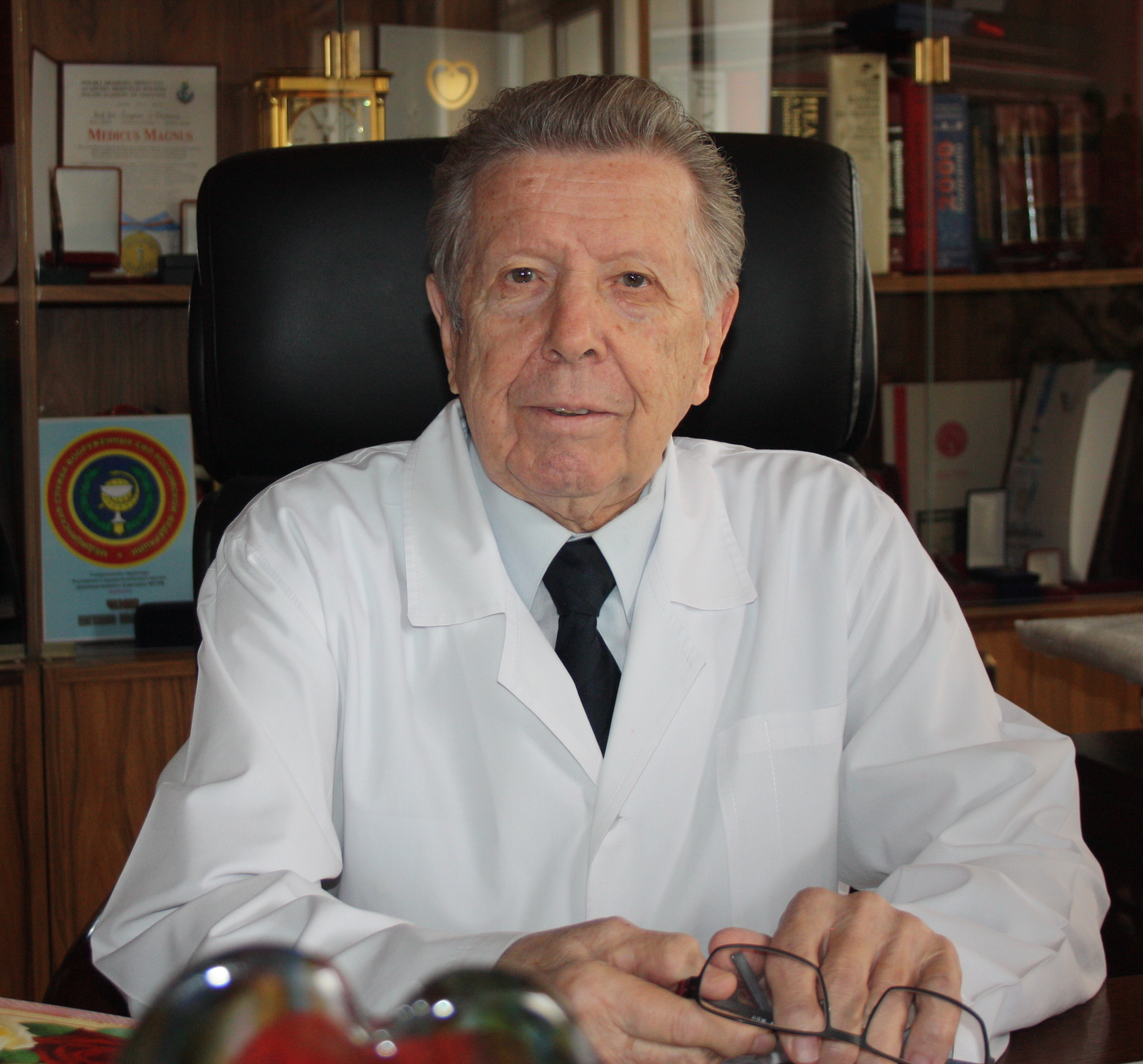
Радянський і російський кардіолог та політик Євген Чазов

- Чазов Євген Іванович, 92, радянський і російський кардіолог та політик, міністр охорони здоров'я СРСР (1987—1990), Герой Соціалістичної Праці (1978), співзасновник міжнародного руху «Лікарі світу за запобігання ядерної війни», удостоєного Нобелівської премії миру (1985)[180].

### 10 листопада
- Гузик Микола Петрович, 80, радянський та український педагог, Заслужений працівник освіти України (1994), Народний вчитель України (2010)[181].
- Салях Ніна Антонівна, 80, українська радянська діячка.

### 9 листопада
- Ольшанський Василь Павлович, 77, радянський і український науковець та педагог[182].
- Саранчук Володимир Михайлович, 84, радянський і український режисер та актор, художній керівник Дніпровського театру драми і комедії (1976—2000), Заслужений артист Росії (1974), Народний артист України (1994)[183].

### 8 листопада
- Ткаченко Орест Борисович, 95, радянський та український лінгвіст[184].

### 7 листопада
- Йовенко Світлана Андріївна, 76, українська поетеса, письменниця та перекладач; COVID-19[185].
- Нікулін Ігор Юрійович, 61, радянський та російський легкоатлет (метання молота)[186].
- Енріке Роча, 81, мексиканський актор[187].

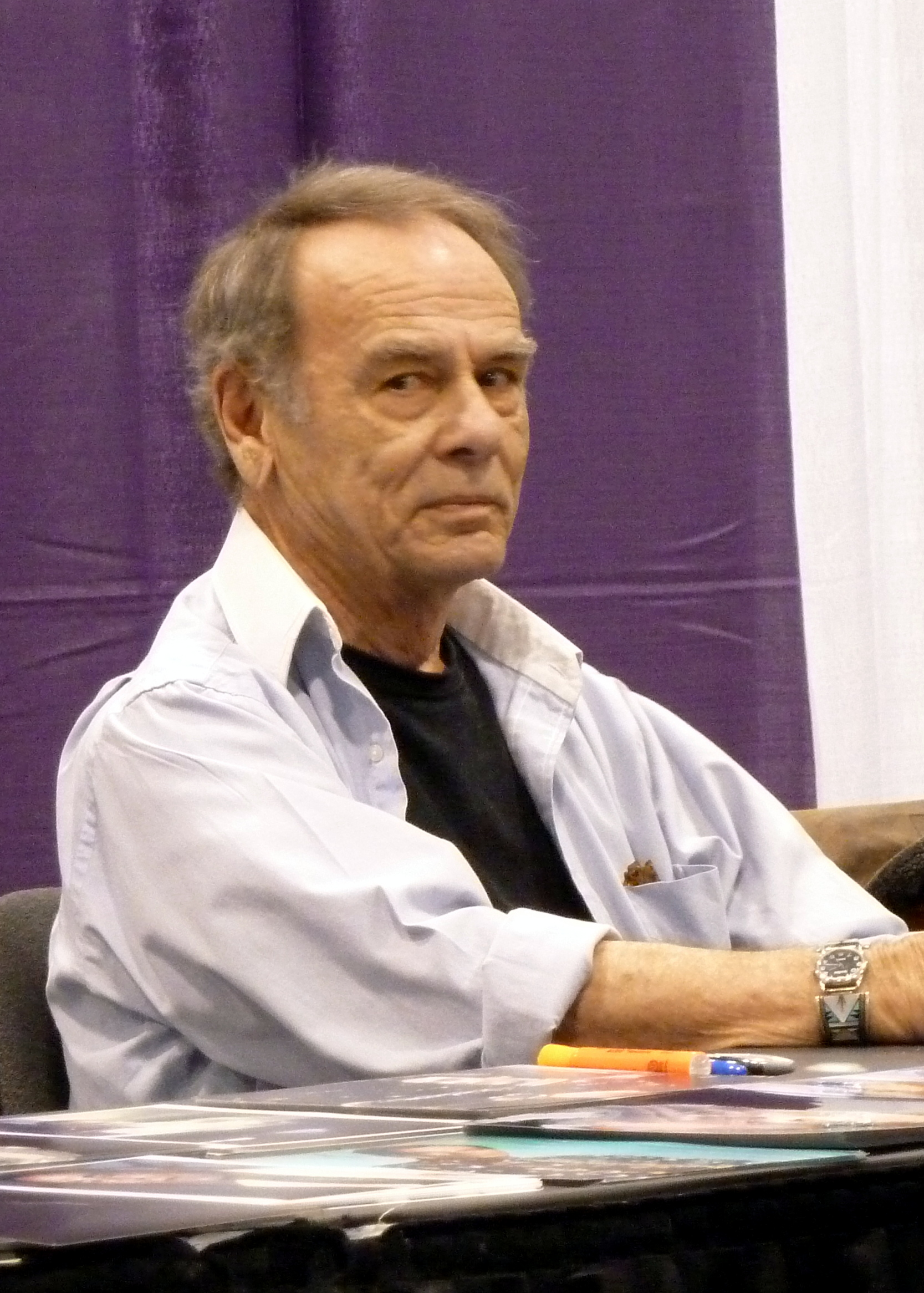
Американський актор Дін Стоквелл у 2012 році

- Дін Стоквелл, 85, американський актор[188].
- Сторож Олег Георгійович, 72, радянський і український математик та педагог[189].

### 6 листопада
- Звягільський Юхим Леонідович, 88, радянський та український політик, Прем'єр-міністр України (1993—1994), Герой Соціалістичної Праці (1986), Герой України (2003); COVID-19[190].
- Ільницький Іван Григорович, 73, радянський і український лікар-фтизіатр, науковець та педагог, Заслужений діяч науки і техніки України (2006)[191].
- Лазаревська Юлія Леонідівна, 76, радянський і український звукорежисер, сценаристка та художниця[192].
- Павол Молнар, 85, чехословацький футболіст[193].
- Рауль Ріверо, 75, кубинський поет та журналіст[194].
- Шон Роден, 46, ямайсько-американський бодібілдер, Містер Олімпія-2018[195].
- Усач Григорій Давидович, 87, радянський, український та ізраїльський поет, письменник та драматург[196].

### 5 листопада
- Бебешко Володимир Григорович, 83, український педіатр-гематолог, винахідник та педагог[197].
- Чарлі Бернс, 85, канадський хокеїст та тренер[198].
- Душан Пашек, 36, словацький хокеїст; самогубство[199].

### 4 листопада
- Крючков Георгій Корнійович, 92, радянський та український політик[200].

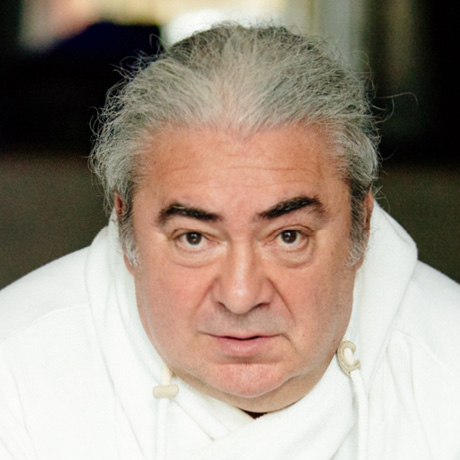
Український режисер Віталій Малахов

- Малахов Віталій Юхимович, 67, український режисер та педагог, художній керівник Театру на Подолі (1987—2021), Народний артист України (2008)[201].
- Аарон Фейєрштейн, 95, американський бізнесмен і меценат, власник компанії Malden Mills[202].

### 3 листопада
- Бакуменко Валерій Данилович, 76, український науковець у галузі державного управління, Заслужений діяч науки і техніки України[203].
- Кричевська-Росандич Катерина Василівна, 95, українська та американська художниця, Заслужений діяч мистецтв України (2009)[204].

### 2 листопада
- Аліпій (Погребняк), 76, ієрарх УПЦ (МП), архієпископ Краснолиманський, вікарій Горлівської єпархії (2014—2021)[205].
- Мухарський Дмитро Олександрович, 86, український режисер, Народний артист України (1998), батько Антіна Мухарського[206].
- Путятін Віктор Павлович, 80, радянський український фехтувальник на рапірах[207].
- Холод Борис Іванович, 80, український економіст та педагог, засновник Університету ім. Альфреда Нобеля, Заслужений діяч науки і техніки України[208].

### 1 листопада
- Аарон Бек, 100, американський психіатр та педагог[209].
- Білорус Микола Антонович, 88, український літературознавець та перекладач.
- Клепіков Юрій Миколайович, 86, радянський і російський драматург, сценарист та актор[210].
- Ковальов Ігор Олександрович, 80, радянський і український науковець, фахівець у галузі гідравліки, педагог, Заслужений працівник освіти України (2001)[211].
- Руссу-Чобану Валентина Георгіївна, 101, радянська і молдовська художниця та скульптор[212].
- Чепурна Маргарита Олександрівна, 77, радянська і українська поетеса та педагог, Відмінник освіти України[213].
- Марія Аліса цу Шаумбург-Ліппе, 98, німецька аристократка, принцеса з Дому Ліппе[214].

## Жовтень

### 31 жовтня
- Залужний Іван Анікейович, 103, радянський військовик, капітан 1 рангу морської піхоти ВМФ СРСР, ветеран Другої світової війни[215].
- Ейтутіс Георгій Дмитрович, 72, український науковець у галузі залізничного транспорту, педагог[216].
- Дороті Менлі, 94, британська легкоатлетка[217].
- Паньків Михайло Ілліч, 81, український історик, етнограф, музеєзнавець та письменник, Заслужений працівник культури України[218].
- Рутківський Володимир Григорович, 84, український письменник, поет та журналіст; COVID-19[219].
- Кетрін Тізард, 90, новозеландська політична діячка, генерал-губернатор Нової Зеландії (1990—1996), губернатор Окленду (1983—1990)[220].

### 30 жовтня
- Колесник Олексій Антонович, 71, радянський та український актор, Заслужений артист України (2008)[221].
- Малявіна Валентина Олександрівна, 80, радянська та російська акторка, Заслужена артистка Росії (1993)[222].
- Хмелько Валерій Євгенович, 82, український соціолог та педагог, президент Київського міжнародного інституту соціології, Заслужений працівник освіти України (2005)[223].

### 29 жовтня
- Кирилов Ігор Леонідович, 89, радянський і російський диктор та телеведучий, Народний артист Росії (1982), Народний артист СРСР (1988); COVID-19[224].

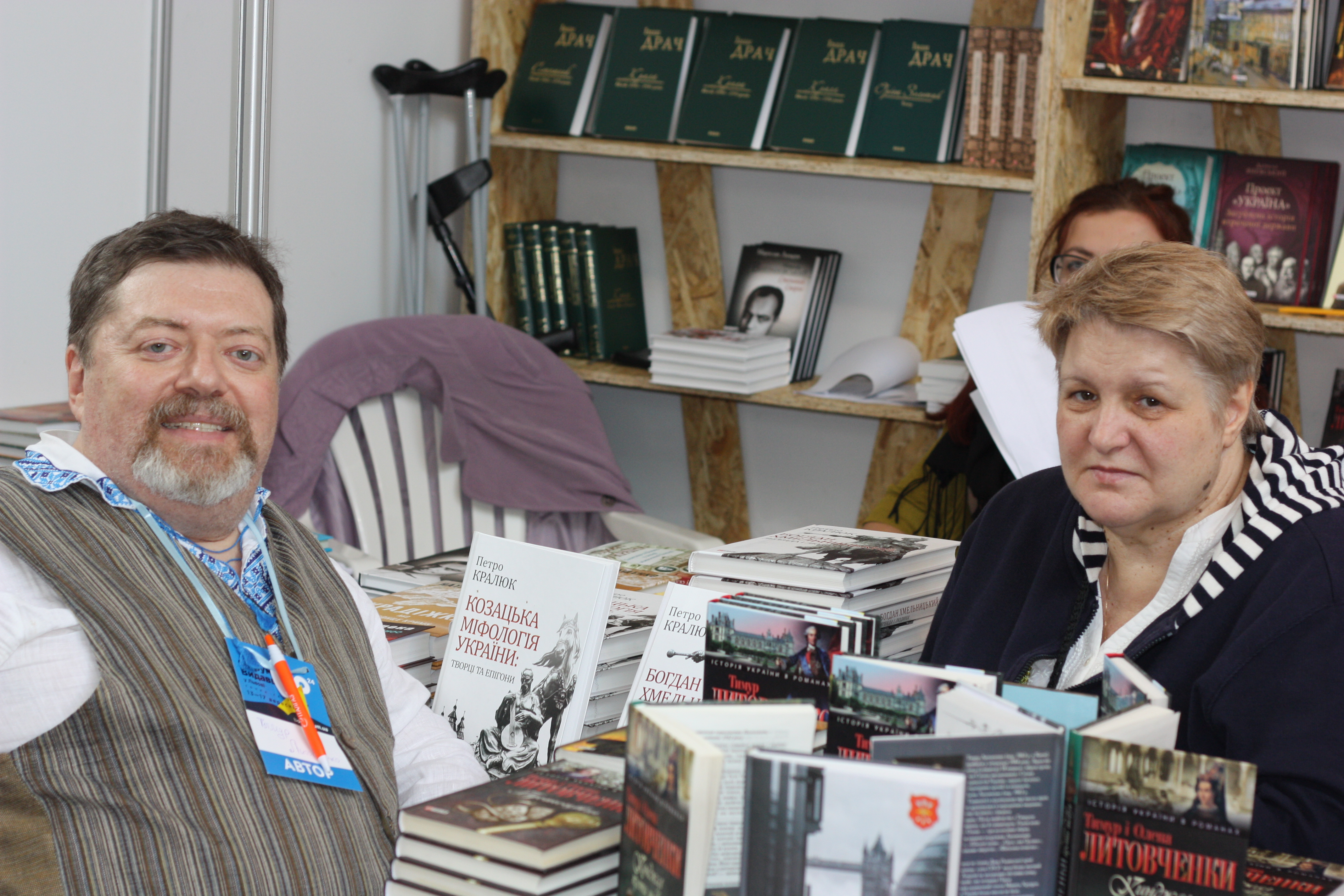
Подружжя письменників Тимур та Олена Литовченки у 2017 році

- Литовченко Тимур Іванович, 58, український письменник-фантаст та журналіст; COVID-19[225].
- Мироник Ганна Ярославівна, 62, українська радянська діячка.
- Клеман Муамба, 77, конголезький політик, Прем'єр-міністр Республіки Конго (2016—2021); COVID-19[226].
- Пуніт Раджкумар, 46, індійський актор, співак, продюсер та телеведучий[227].
- Мехді Сербах, 68, алжирський футболіст (голкіпер)[228].

### 28 жовтня
- Брижань Сергій Миколайович, 65, радянський і український режисер та актор, головний режисер Хмельницького обласного театру ляльок (1989—2021), Заслужений діяч мистецтв України[229].
- Женченко Віктор Васильович, 85, радянський і український співак (бас), поет та перекладач, Заслужений діяч мистецтв України (1997); COVID-19[230].
- Міклош Зелей, 72, угорський поет, письменник та журналіст[231].
- Литовченко Олена Олексіївна, 58, українська письменниця; COVID-19[225].

### 27 жовтня
- Бернд Нікель, 72, німецький футболіст[232].

### 26 жовтня
- Умберто Коломбо, 88, італійський футболіст[233].
- Мінаєв Олександр Анатолійович, 78, радянський та український науковець у галузі металургії, педагог, Заслужений діяч науки і техніки України (1992), Герой України (2012)[234].
- Откович Мирослав Петрович, 74, український художник, сценограф та реставратор, Заслужений діяч мистецтв України (2001)[235].
- Ро Де У, 88, південнокорейський військовик та політик, Президент Південної Кореї (1988—1993)[236].
- Волтер Сміт, 73, шотландський футболіст та тренер[237].
- Стадник Ганна Марківна, 75, українська радянська діячка.

### 25 жовтня

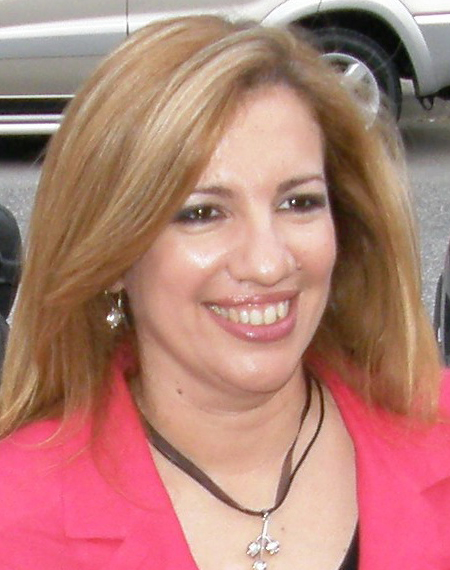
Грецька політична діячка Фофі Геннімата у 2009 році

- Фофі Геннімата, 56, грецька політична діячка, голова ПАСОК (2015—2021)[238].
- Грох Микола Никифорович, 85, радянський та український художник[239].
- Матюха Лариса Федорівна, 64, український лікар та науковець, голова Національної лікарської ради України (2016—2021); COVID-19[240].
- Александар Шаламанов, 80, болгарський футболіст[241].

### 24 жовтня
- Булига Сергій Олексійович, 68, білоруський російськомовний письменник; COVID-19[242].
- Грищенко Петро Семенович, 89, радянський партійний діяч[243].
- Засєєв-Руденко Микола Вікторович, 88, радянський і український режисер, сценарист та актор, Народний артист України (2017); COVID-19[244].
- Кшиштоф Кєршновський, 70, польський актор[245].
- Мороз Анатолій Степанович, 66, український економіст, Заслужений працівник освіти України (2006)[246].
- Ракитянська Валентина Дмитрівна, 73, радянський та український науковець, директор Харківської державної наукової бібліотеки імені В. Г. Короленка (2007—2021), Заслужений працівник культури України (1999)[247].
- Джеймс Майкл Тайлер, 59, американський актор[248].

### 23 жовтня
- Бестаєва Тетяна Володимирівна, 84, радянська та російська акторка, Народна артистка Росії (1990)[249].
- Марсель Блюваль, 96, французький режисер, сценарист, актор та педагог[250].
- Єфремов Ернест Іванович, 86, радянський та український науковець у галузі гірничої справи, педагог, Заслужений діяч науки і техніки України (1993)[251].
- Рогожкін Олександр Володимирович, 72, радянський і російський режисер та сценарист, Народний артист Росії (2005)[252].
- Суммовська Елеонора Янівна, 82, радянський та український кіномонтажер[253].
- Штонь Григорій Максимович, 80, радянський і український письменник, поет, літературознавець, сценарист та художник[254].

### 22 жовтня
- Алекс Кіньйонес, 32, еквадорський легкоатлет (спринтер); вбивство[255].
- Красіна Ольга Михайлівна, 80, радянська та російська акторка[256].

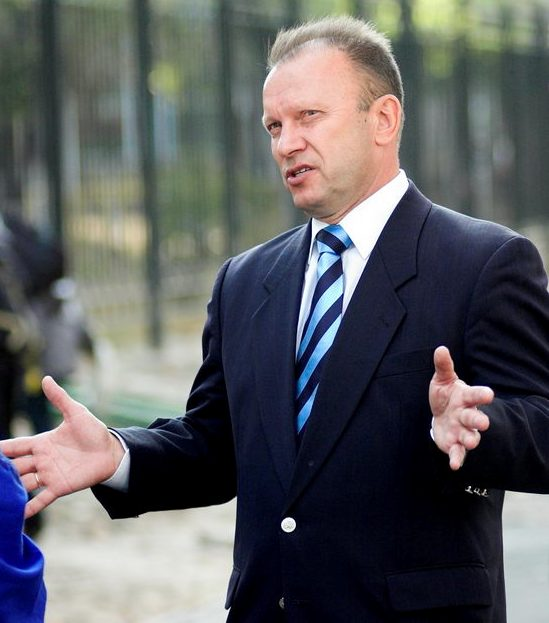
Радянський і український футболіст та тренер Сергій Морозов у 2009 році

- Морозов Сергій Юрійович, 71, радянський і український футболіст та тренер; COVID-19[257].
- Павлов Володимир Олексійович, 80, радянський і український лікар, науковець, політик та педагог, Заслужений лікар України[258].
- Петренко Петро Васильович, 92, радянський і український фізик та педагог[259].
- Рейський Владислав Степанович, 89, радянський і український кінооператор та репортер[260].

### 21 жовтня
- Бернард Гайтінк, 92, нідерландський диригент та скрипаль[261].
- Галина Гатчинс, 42, американський кінооператор-постановник українського походження[262].
- Денисенко Володимир Андрійович, 88, радянський і український балетмейстер та педагог, Народний артист України (2017)[263].

### 20 жовтня
- Євграфов Віктор Іванович, 73, радянський і російський актор та каскадер, Заслужений артист Росії (1994)[264].
- Драган Пантелич, 69, югославський футболіст та тренер[265].
- Мігай Чиксентмігаї, 87, американський психолог угорського походження[266].

### 19 жовтня
- Леслі Брікасс, 90, британський композитор, поет-пісняр та драматург[267].
- Зінов'єв Геннадій Михайлович, 80, радянський та український фізик[268].
- П'єр Керкгоффс, 85, нідерландський футболіст[269].
- Пиріг Любомир Антонович, 90, український науковець, політик та педагог, Заслужений діяч науки та техніки України (1992)[270].

### 18 жовтня
- Буріменко Сергій Леонідович, 51, радянський і український футболіст та тренер[271].
- Гонта Марія Євгенівна, 83, радянська і українська акторка та співачка (сопрано), Заслужена артистка Української РСР (1979); COVID-19[272].
- Едіта Груберова, 74, словацька співачка (сопрано)[273].
- Янош Корнаї, 93, угорський економіст[274].
- Колін Павелл, 84, американський політик та військовик, генерал, радник президента США з національної безпеки (1987—1989), голова Об'єднаного комітету начальників штабів США (1989—1993), держсекретар США (2001—2005); COVID-19[275].
- Мігель Палмер, 78, мексиканський актор[276].
- Таранченко Віктор Олександрович, 82, радянський та український скульптор[277].

### 17 жовтня
- Ахмед Шах Ахмадзай, 77, афганський політик, Прем'єр-міністр Афганістану (1995—1996)[278].
- Андерс Боделсен, 84, данський письменник[279].
- Санте Ґрачотті, 97, італійський лінгвіст-славіст[280].
- Поліщук Олександр Степанович, ?, український археолог, колекціонер та громадський діяч, співзасновник та директор музею трипільської культури «Прадавня Аратта — Україна»[281].

### 16 жовтня
- Лео Бойвін, 89, канадський хокеїст та тренер[282].
- Гордовенко Михайло Васильович, 81, радянський і український гірник, новатор та передовик виробництва, Герой України (1999)[283][284].
- Крижанівський Віктор Володимирович, 59, український дипломат; дата повідомлення про смерть[285].

### 15 жовтня
- Девід Еймісс, 69, британський політик; вбивство[286].
- Котляр Микола Федорович, 89, радянський і український історик та педагог, Заслужений діяч науки та техніки України (1996)[287].
- Кошелєв Олександр Іванович, 72, радянський і український зоолог, орнітолог та педагог[288].
- Фенсак Сонгсенг, 60, таїландський співак[289].

### 14 жовтня
- Лі Ван Гу, 71, південнокорейський політик, Прем'єр-міністр Південної Кореї (2015), губернатор провінції Південна Чхунчхон (2006—2009)[290].
- Молодан Жанна Михайлівна, 81, українська радянська діячка.

### 13 жовтня
- Брюханов Віктор Петрович, 85, радянський інженер та господарський діяч, директор Чорнобильської АЕС (1970—1986)[291].
- Руденко Бела Андріївна, 88, радянська, українська і російська співачка (сопрано) та педагог, Заслужена артистка Української РСР (1959), Народна артистка СРСР (1960)[292].
- Агнес Джебет Тіроп, 25, кенійська легкоатлетка (біг на довгі дистанції); вбивство[293].

### 12 жовтня
- Маркін Володимир Іванович, 64, російський юрист та політик[294].
- Ніколич Юлія Ігорівна, 38, македонська гандболістка українського походження[295].

### 11 жовтня

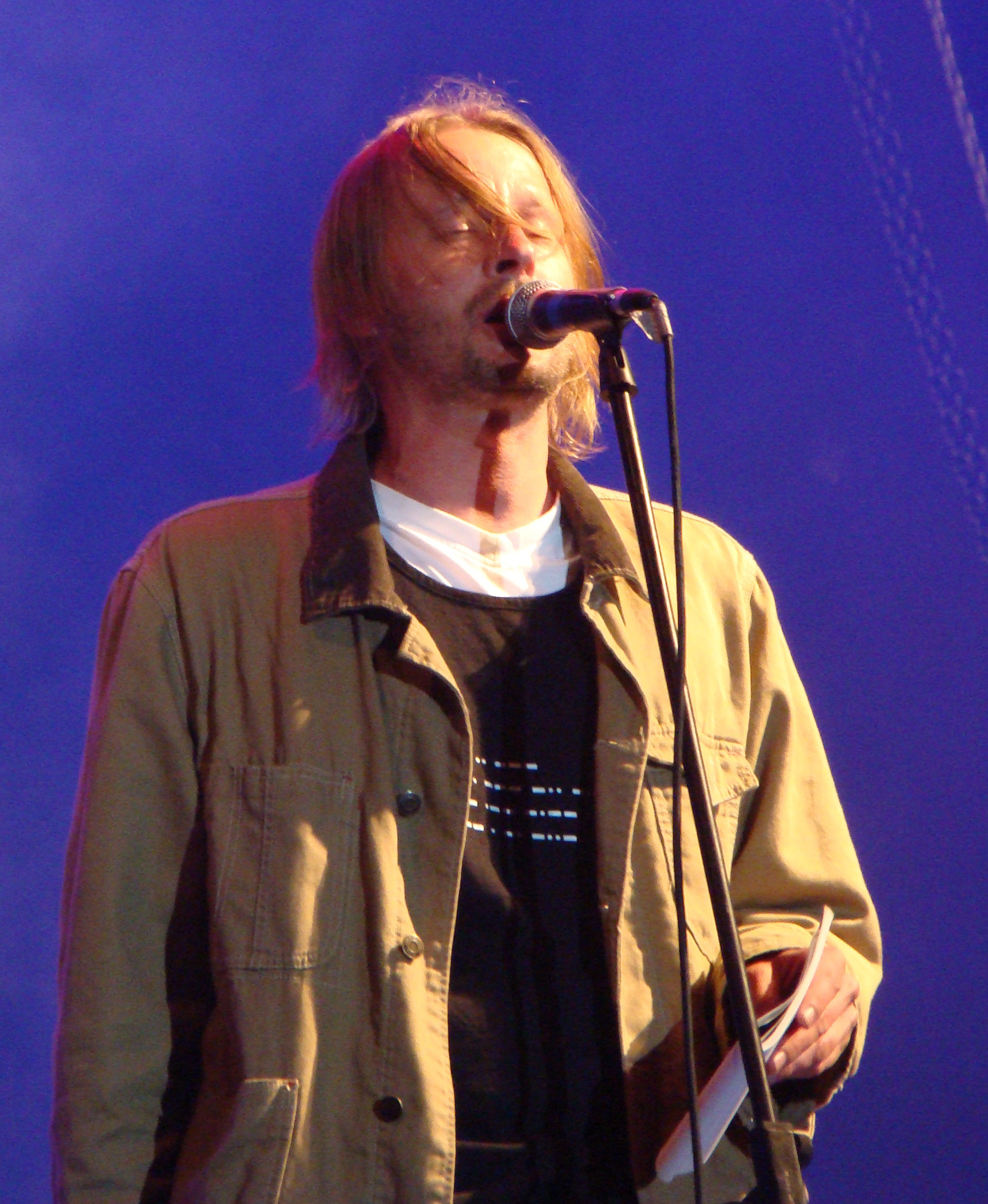
Український актор та співак Місько Барбара у 2011 році

- Місько Барбара, 49, український актор та співак, вокаліст гурту Мертвий Півень[296].
- Недумуді Вену, 73, індійський актор, режисер та сценарист; COVID-19[297].

### 10 жовтня
- Гуляницький Олексій Феодосійович, 88, радянський та український диригент, художній керівник Симфонічного оркестру Кримської філармонії (1965—2005), Народний артист Української РСР (1983)[298].
- Абдул Кадир Хан, 85, пакистанський фізик-ядерник та металург; COVID-19[299].
- Мізері Світлана Миколаївна, 88, радянська і російська акторка та режисер, Народна артистка Росії (1980)[300].
- Луїс де Пабло, 91, іспанський композитор[301].
- Сучков Анатолій Андрійович, 86, радянський і український футболіст та тренер[302].

### 9 жовтня

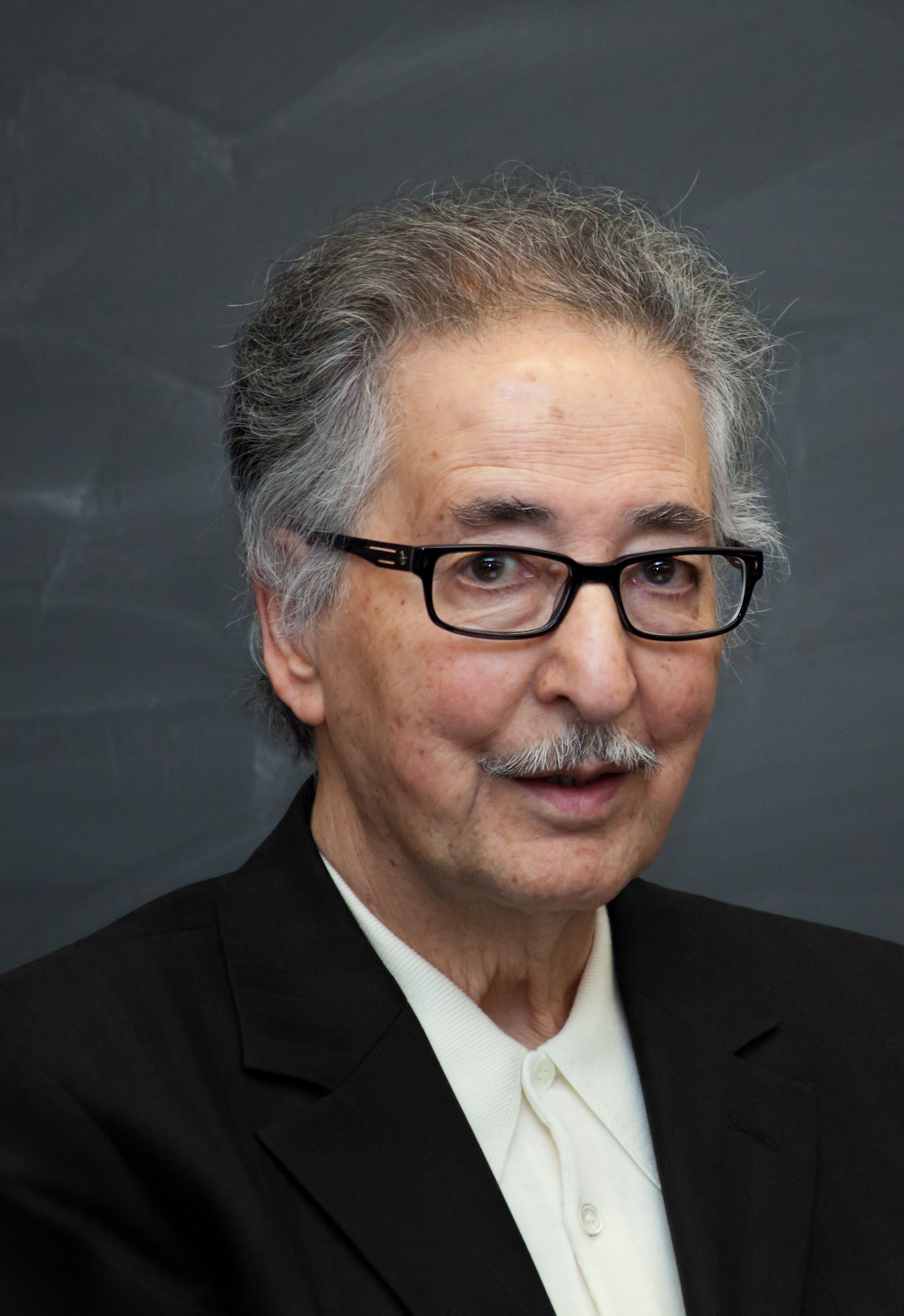
Іранський політик та економіст Абольхасан Банісадр у 2010 році

- Абольхасан Банісадр, 88, іранський політик, економіст та журналіст, Президент Ірану (1980—1981), міністр закордонних справ (1979) та фінансів (1979—1981)[303].
- Купина Людмила Омелянівна, 77, радянська російська акторка; COVID-19[304].
- Стів Лонгворт, 73, британський професійний гравець у снукер[305].
- Феофілакт (Георгіадіс), 70, ієрарх Єрусалимської православної церкви, архієпископ Йорданський (2005—2021)[306].

### 8 жовтня
- Куценко Євген Миколайович, 53, український підприємець та футбольний функціонер, президент спортивного клубу «Олком»; самогубство[307].
- Артур Маттук, 91, американський математик та педагог[308].
- Раймонд Одіерно, 67, американський військовик, генерал, командувач Міжнародними коаліційними силами в Іраку (2008—2010), начальник штабу Армії США (2011—2015)[309].
- Поляков Антон Едуардович, 33, український політик, підприємець та громадський діяч[310].
- Тихонов Олександр Васильович, 81, радянський і російський соціолог та педагог[311].

### 7 жовтня
- Корчинський Мирослав Титович, 80, український композитор та педагог, Заслужений діяч мистецтв України (2011)[312].
- Морозов Володимир Петрович, 92, радянський і російський психофізіолог та педагог[313].

### 6 жовтня
- Асаока Томоясу, 59, японський футболіст[314].
- Джеймс Брокеншир, 53, британський політик[315].
- Мась Олексій Олександрович, 47, український IT-підприємець і розробник сервісу Mail.ua, засновник Української банерної мережі та Infostore.org, автор iForum та CraftNetworks[316].
- Шароєв Антон Георгійович, 92, радянський і російський диригент та скрипаль, засновник та керівник Київського камерного оркестру (1963—1968, 1976—1987), Заслужений діяч мистецтв України (1986), Заслужений діяч мистецтв Росії (2005)[317].

### 5 жовтня
- Горяшко Олексій Маркіянович, 87, український радянський діяч, Заслужений пілот СРСР, голова Українського управління цивільної авіації (1970—1987), заступник міністра цивільної авіації СРСР (1988—1991)[318].
- Роберт Госп, 81, швейцарський футболіст[319].
- Крамінська Світлана Михайлівна, 77, українська радянська діячка[320].

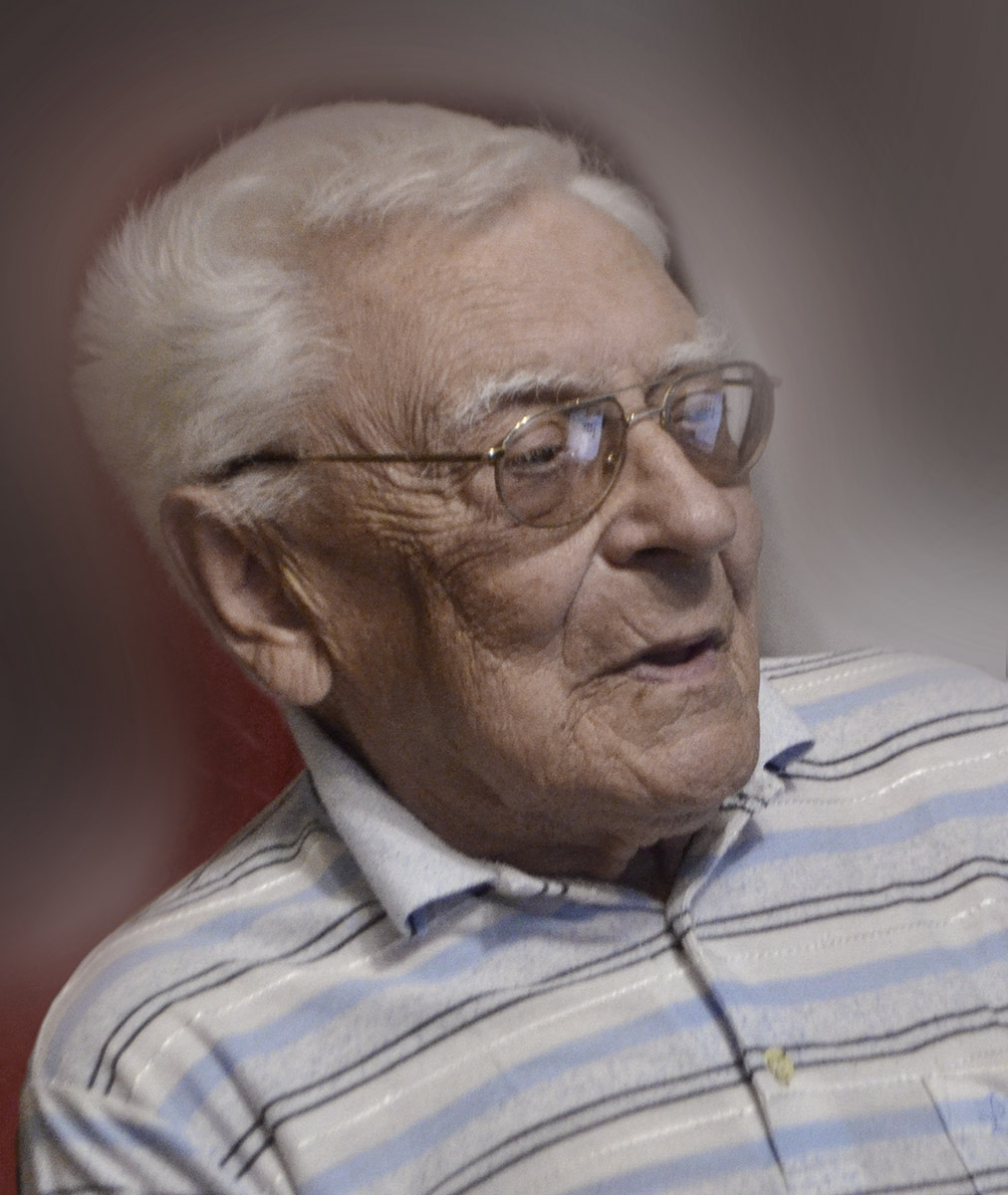
Радянський і український режисер та сценарист Микола Рашеєв у 2020 році

- Рашеєв Микола Георгійович, 86, радянський і український режисер та сценарист, Заслужений діяч мистецтв України (2000)[321].
- Франциска Сельса душ Сантуш, 116, бразильська довгожителька[322].

### 4 жовтня
- Підлужний Валерій Васильович, 69, радянський український легкоатлет (стрибки в довжину)[323].
- Гюнтер Хольторф, 84, німецький мандрівник[324].

### 3 жовтня
- Вандалковська Світлана Борисівна, 77, радянська і українська акторка та педагог, Заслужена артистка Української РСР (1974)[325].
- Вершигора Анатолій Васильович, 70, український лікар та громадський діяч, директор Центру екстреної медичної допомоги та медицини катастроф Києва, Заслужений лікар України (2000)[326].
- Ларс Вілкс, 75, шведський художник, засновник Ладонії; ДТП[327].
- Ніл Гаврилів, 65, канадський хокеїст[328].
- Хосе Ламадрід, 91, мексиканський футболіст[329].
- Лубєнніков Іван Леонідович, 70, радянський і російський художник та педагог[330].
- Бернар Тапі, 78, французький бізнесмен, політик, актор та телеведучий[331].
- Хмельницька Аделіна Валентинівна, 83, радянський та український кіномонтажер[332].

## Вересень

### 30 вересня
- Ісянов Равіль Ахмедуллович, 59, російський та американський актор; дата повідомлення про смерть[333].

### 29 вересня
- Айк Акопян, 44, вірменський співак, Заслужений артист Вірменії (2006); COVID-19[334].
- Кравців Микола Богданович, 85, американський військовик українського походження, генерал-майор, командувач 3-ї піхотної дивізії (1987—1989).
- Бронюс Кутавичюс, 89, литовський композитор та педагог[335].

### 28 вересня
- Лалла Маліка, 88, марокканська принцеса з династії Алавітів, голова Марокканського Червоного Півмісяця (1967—2021)[336].
- Моше Давід Тендлер, 95, американський рабин, біолог та спеціаліст з етики[337].

### 27 вересня
- Роджер Гант, 83, британський футболіст[338].
- Тараненко Леонід Іванович, 81, радянський і український зоолог, орнітолог та педагог[339].

### 26 вересня
- Герасимець Сергій Григорович, 55, радянський і білоруський футболіст та тренер[340].
- Уго Малагуті, 76, італійський письменник-фантаст, редактор та перекладач[341].

### 25 вересня
- Алан Ланкастер, 72, британський рок-музикант, бас-гітарист, співзасновник гурту Status Quo[342].

### 24 вересня
- Корж Марія Петрівна, 80, українська радянська діячка.
- Омельченко Дмитро Іванович, 40, український артист балету та балетмейстер[343].
- Еугеніуш Фабер, 82, польський футболіст[344].
- Черкун Ігор Валентинович, 56, радянський і український футболіст та тренер[345].

### 23 вересня
- Буяк Ярослав Євгенович, 57, український журналіст та редактор; дата повідомлення про смерть[346].
- Ніно Ваккарелла, 88, італійський автогонщик, пілот Формула-1 (1961—1962, 1965), переможець Targa Florio (1965, 1971, 1975)[347].

### 22 вересня
- Абдель Кадер Бенсалах, 79, алжирський політик, Президент Алжиру (2019)[348].
- Орландо Мартінес, 77, кубинський боксер[349].
- Юрій Тамм, 64, радянський і естонський легкоатлет (метання молоту) та політик[350].

### 21 вересня
- Віллі Гарсон, 57, американський актор[351].
- Вайолет Оклендер, 94, американський психотерапевт та письменниця[352].
- Мухаммед Хусейн Тантаві, 85, єгипетський військовик та політик, фельдмаршал, голова Вищої ради Збройних сил Єгипту (2011—2012)[353].
- Романо Фольї, 83, італійський футболіст та тренер[354].

### 20 вересня
- Алан Чемберлен, 78, британський професійний рефері зі снукеру та англійського більярду; дата повідомлення про смерть[355].

### 19 вересня
- Джиммі Грівз, 81, британський футболіст[356].
- Річард Лахман, 65, американський соціолог та педагог[357].

### 18 вересня
- Маріо Камус, 86, іспанський режисер та сценарист[358].
- Костров Микола Михайлович, 71, український військовик, контрадмірал, начальник штабу ВМС України (1993—1996)[359].
- Анна Хромі, 81, чеська художниця та скульптор[360].

### 17 вересня

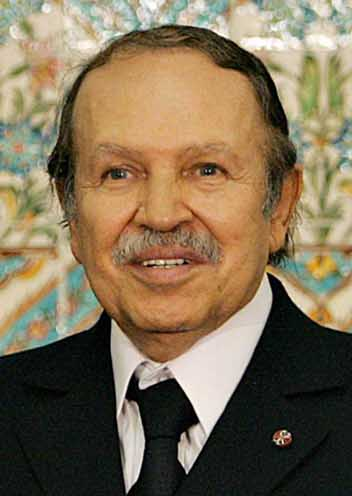
Алжирський політик Абделазіз Бутефліка у 2006 році

- Абделазіз Бутефліка, 84, алжирський політик та дипломат, Президент Алжиру (1999—2019), голова Організації Африканської Єдності (1999—2000), голова Генеральної Асамблеї ООН (1974—1975)[361].
- Залокоцький Роман Федорович, 81, радянський та український шаховий композитор[362].
- Альфред Мйодович, 92, польський профспілковий і політичний діяч[363].
- Чубарян Едуард Варданович, 85, радянський і вірменський фізик та педагог[364].

### 16 вересня
- Казимир Оє-Мба, 79, габонський політик, Прем'єр-міністр Габону (1990—1994); COVID-19[365].

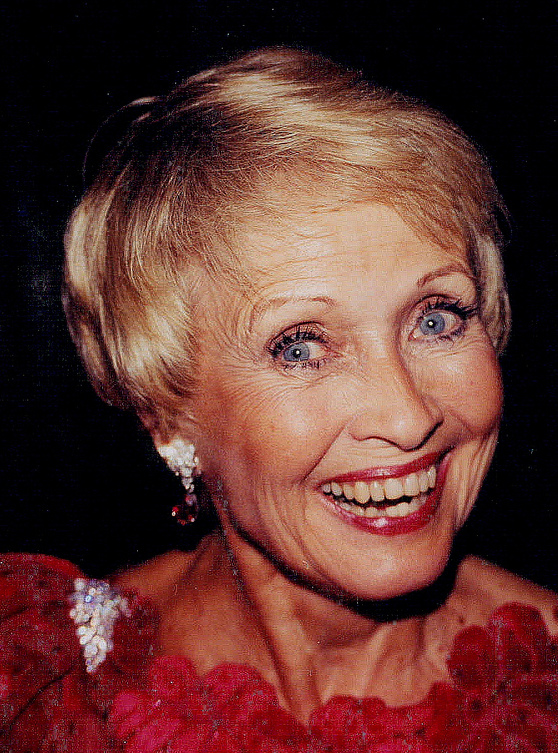
Американська акторка Джейн Павелл у 1998 році

- Джейн Павелл, 92, американська акторка, співачка та танцівниця[366].
- Джон Раггі, 76, австрійський і американський політолог та педагог[367].
- Клайв Сінклер, 81, британський підприємець та винахідник[368].

### 15 вересня
- Варфоломій (Ващук), 68, ієрарх УПЦ МП, митрополит Рівненський і Острозький (1995—2021)[369].

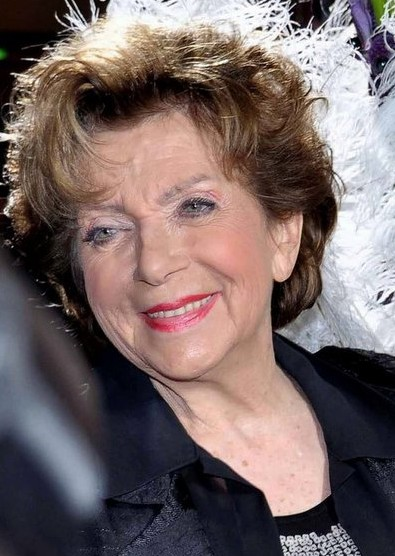
Французька акторка Марта Меркадьє у 2010 році

- Марта Меркадьє, 92, французька акторка[370].

### 14 вересня
- Білоус Дмитро Іванович, 60, радянський та український футболіст[371].
- Лоза Юрій Іванович, 71, український картограф, головний редактор видавництва «Мапа»[372].
- Ладіслав Лубіна, 54, чехословацький хокеїст[373].
- Сєдих Юрій Георгійович, 66, український радянський легкоатлет (метання молоту)[374].
- Девід Йонгі Чо, 85, південнокорейський християнський проповідник, співзасновник Церкви Повного Євангелія Йойдо[375].

### 13 вересня
- Ентоні Г'юїш, 97, британський фізик-радіоастроном, лауреат Нобелівської премії з фізики (1974, спільно з Мартіном Райлом)[376].
- Олійник Юрій Олексійович, 89, американський піаніст, композитор та педагог українського походження[377].
- Спольнік Олександр Іванович, 74, радянський і український науковець та педагог[378].
- Фред Стенфілд, 77, канадський хокеїст[379].

### 11 вересня
- Мінна Аалтонен, 54, фінська акторка[380].
- Марія Мендіола, 69, іспанська співачка[381].
- Савчук Михайло Васильович, 83, український гірський рятувальник та стрибун з трампліна[382].

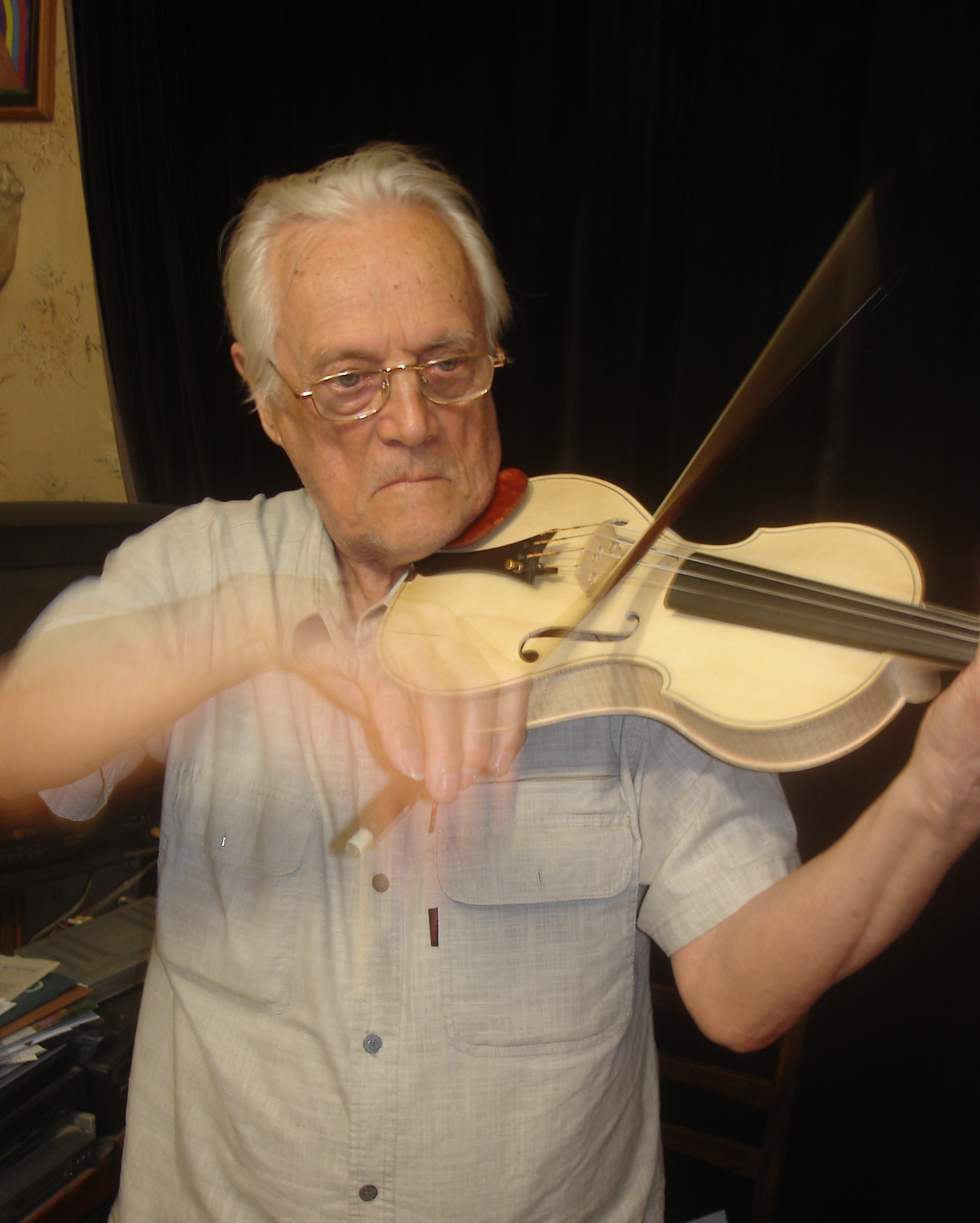
Український музикант, художник та архітектор Флоріан Юр'єв у 2014 році

- Юр'єв Флоріан Ілліч, 92, радянський і український музикант, художник, архітектор, мистецтвознавець, скрипковий майстер та педагог, Заслужений працівник культури України (2009)[383].

### 10 вересня
- Шарль Конан Банні, 80, івуарійський політик, Прем'єр-міністр Кот-д'Івуару (2005—2007); COVID-19[384].
- Барвінко Денис Анатолійович, 27, український футболіст[385].
- Бойник Анатолій Борисович, 72, радянський і український науковець, винахідник та педагог[386].
- Любовський Леонід Зіновійович, 84, радянський і російський композитор та педагог, Заслужений діяч мистецтв Росії (1996); COVID-19[387].
- Жорже Сампаю, 81, португальський політик, Президент Португалії (1996—2006), мер Лісабона (1989—1995)[388].

### 9 вересня
- Урбен Бремс, 87, бельгійський футболіст та тренер[389].
- Веслав Голас, 90, польський актор[390].
- Данило Попивода, 74, югославський футболіст та тренер[391].

### 8 вересня
- Зінічев Євген Миколайович, 55, російський військовик та політик[392].
- Дітмар Лоренц, 70, німецький дзюдоїст[393].
- Мельник Олександр Володимирович, 63, російський режисер та сценарист[392].
- Арт Метрано, 84, американський актор[394].
- Федько Василь Іванович, 78, український поет, письменник та науковець.

### 7 вересня
- Котляр Олена Семенівна, 85, радянський і російський літературознавець, африканістка та фольклористка[395].
- Краснов Борис Аркадійович, 60, російський художник-сценограф та дизайнер[396].
- Танва Расітану, 50, таїландський співак та актор; COVID-19[397].

### 6 вересня
- Жан-П'єр Адамс, 73, французький футболіст[398].

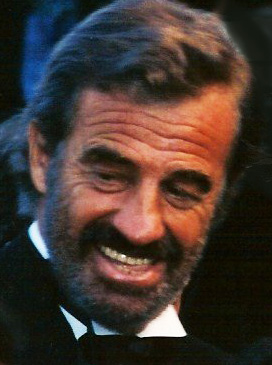
Французький актор Жан-Поль Бельмондо у 1988 році

- Жан-Поль Бельмондо, 88, французький актор[399].
- Майкл К. Вільямс, 54, американський актор та танцівник[400].
- Ніно Кастельнуово, 84, італійський актор[401].
- Луків Слава Володимирівна, 73, українська майстриня художньої вишивки, Заслужений майстер народної творчості України (2016)[402].
- Северіян (Якимишин), 91, ієрарх УГКЦ, єпископ Нью-Вестмінстерський (1995—2007)[403].

### 5 вересня

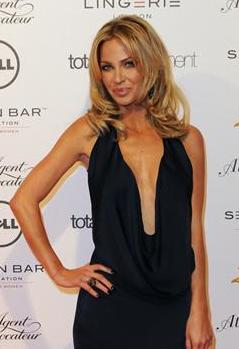
Британська співачка Сара Гардінг у 2012 році

- Сара Гардінг, 39, британська співачка, солістка поп-гурту Girls Aloud[404].
- Іона (Лванґа), 76, ієрарх Александрійської православної церкви, єпископ Букобський (1992—1997), митрополит Кампальський (1997—2021)[405].
- Сусана Лантері, 86, аргентинська акторка[406].
- Литовченко Володимир Григорович, 89, радянський і український фізик та педагог, Заслужений діяч науки та техніки України[407].
- Палтишев Микола Миколайович, 74, радянський та український педагог, Народний вчитель СРСР (1987)[408].
- Іван Пацайкін, 71, румунський веслувальник[409].
- Живко Радішич, 84, боснійський політик, Президент Боснії і Герцеговини (1998—1999, 2000—2001), мер Баня-Лука (1977—1982)[410].

### 4 вересня
- Віллард Скотт, 87, американський актор та письменник, автор образу Рональда Макдональда, маскоту компанії McDonald's[411].

### 3 вересня
- Дриженко Анатолій Юрійович, 84, український гірничій інженер, педагог, Заслужений винахідник України.

### 2 вересня

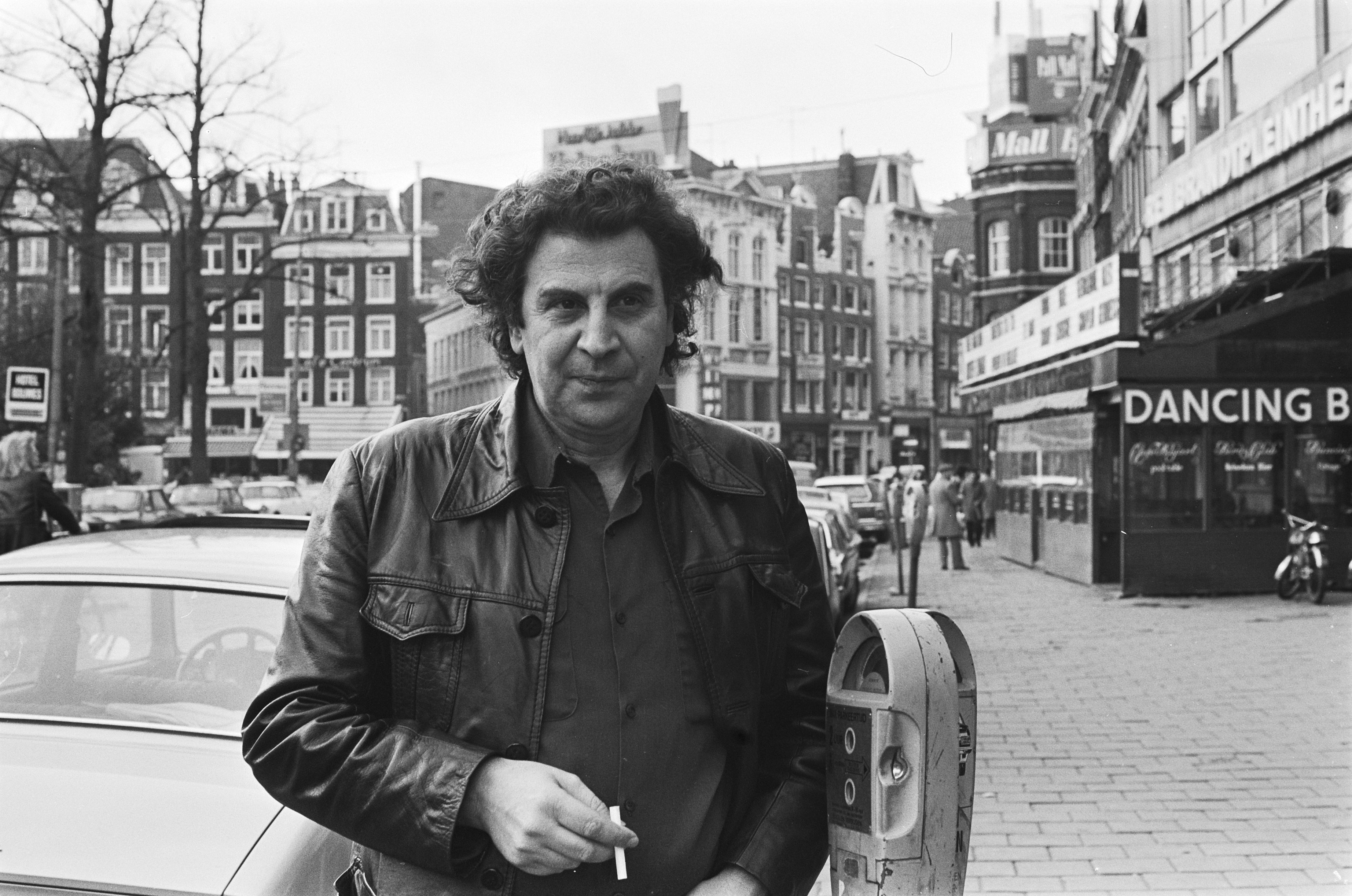
Грецький композитор та політик Мікіс Теодоракіс у 1978 році

- Мікіс Теодоракіс, 96, грецький композитор та політик[412].

### 1 вересня
- Жан-Дені Бреден, 92, французький історик, письменник та юрист[413].
- Хуан Родрігес Вега, 77, чилійський футболіст[414].
- Лосєв Юрій Іванович, 91, радянський та український науковець, фахівець у галузі АСК, педагог, Заслужений діяч науки і техніки України (2009)[415].
- Леопольдо Серантес, 59, філіппінський боксер[416].

## Серпень

### 31 серпня
- Агамірова Тамілла Суджаївна, 93, радянська та російська акторка, Народна артистка Росії (1988)[417].
- Василь Білоус, 33, молдовський боксер; ДТП[418].
- Пржемисл Крбець, 81, чехословацький гімнаст[419].
- Франческо Моріні, 77, італійський футболіст[420].

### 30 серпня

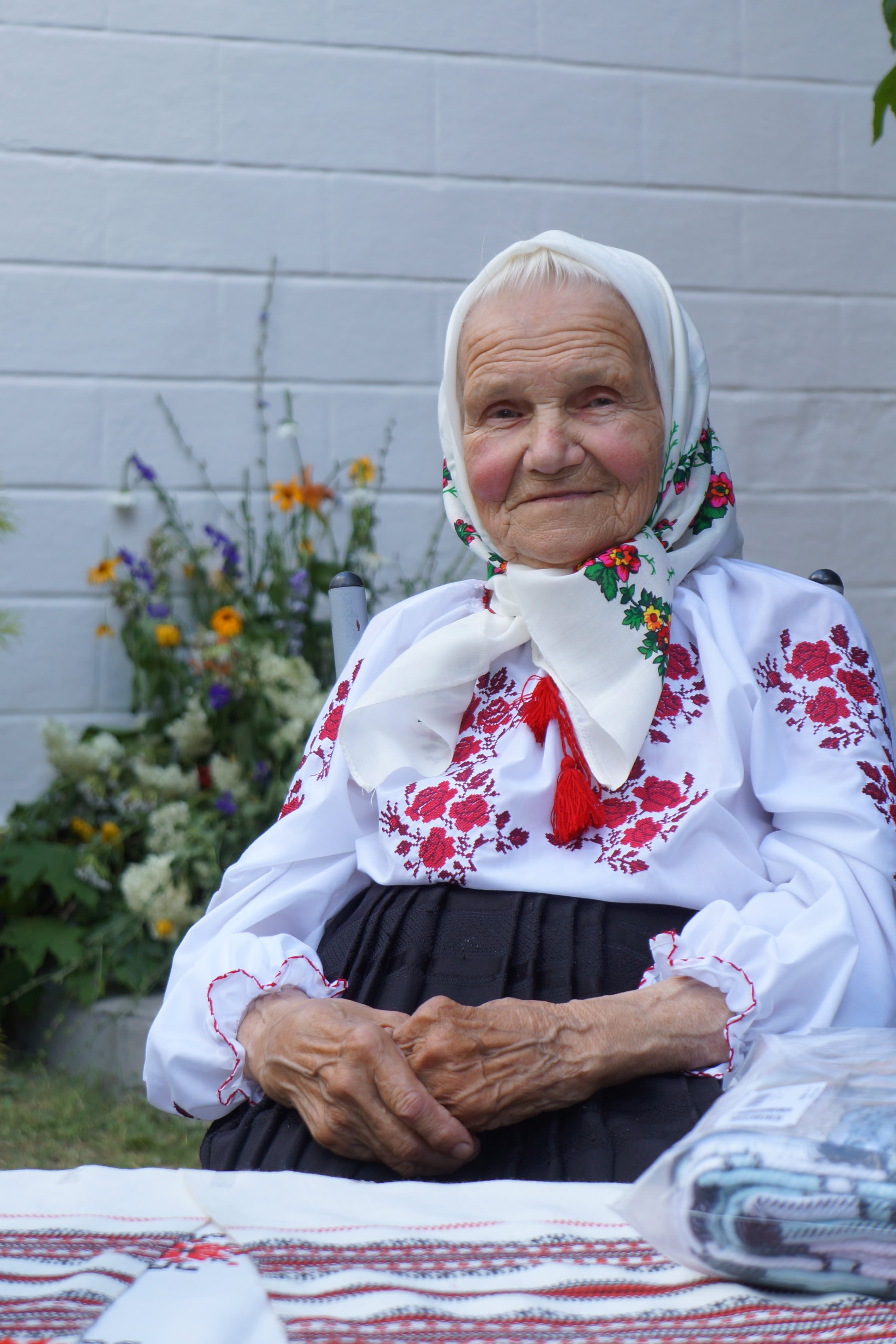
Українська майстриня гончарного мистецтва Фросина Міщенко у 2017 році

- Міщенко Фросина Іванівна, 95, українська майстриня гончарного мистецтва та художнього розпису, Заслужений майстер народної творчості України (1995)[421].
- Овчинников Всеволод Володимирович, 94, радянський і російський журналіст та письменник[422].
- Шадрін Роман Олександрович, 54, російський військовик, Герой Росії (1995)[423].

### 29 серпня
- Едвард Аснер, 91, американський актор[424].
- Петраківський Олександр Петрович, 33, український військовик, Герой України (2014)[425].
- Пудишев Юрій Олексійович, 67, радянський і білоруський футболіст та тренер[426].
- Жак Рогге, 79, бельгійський лікар та спортсмен, президент Міжнародного олімпійського комітету (2001—2013)[427].
- Тягнієнко Михайло Іванович, 84, радянський та український актор, Народний артист України (2018)[428].

### 28 серпня
- Громадський Роман Борисович, 80, радянський та російський актор, Народний артист Росії (1983)[429].
- Дімітріс Кіцікіс, 86, грецький тюрколог, поет та педагог[430].
- Манаєнков Юрій Олексійович, 85, радянський та російський політик[431].

### 27 серпня
- Салімов Фанас Нагімович, 57, радянський та казахстанський футболіст[432].
- Едмонд Фішер, 101, швейцарський та американський біохімік, лауреат Нобелівської премії з фізіології або медицини (1992, спільно з Едвіном Кребсом)[433].
- Акіс Цохатзопулос, 82, грецький політик[434].

### 26 серпня
- Бліндер Валентин Ілліч, 83, радянський і український футболіст та тренер[435].
- Корнілович Борис Юрійович, 71, радянський та український хімік[436].

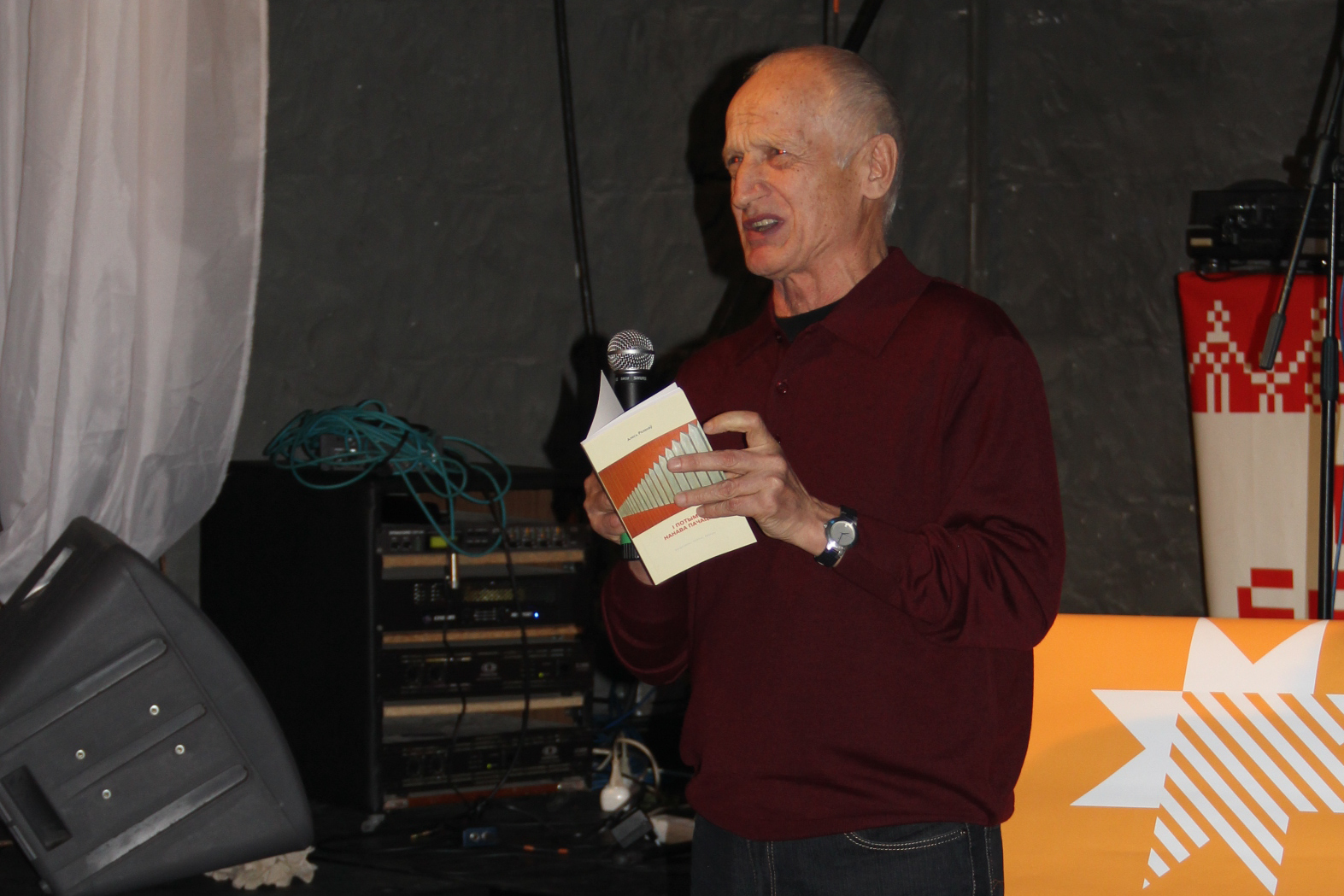
Білоруський поет та перекладач Олександр Рязанов у 2011 році

- Рязанов Олександр Степанович, 73, радянський і білоруський поет, есеїст та перекладач[437].
- Цвих Володимир Федорович, 73, український політолог та педагог, Заслужений працівник освіти України (2004)[438].
- Шадрін Володимир Миколайович, 73, радянський і російський хокеїст та тренер[439].

### 25 серпня
- Мохсін Ахмад аль-Айні, 88, єменський політик та дипломат, Прем'єр-міністр Ємену (1967, 1969, 1970—1971, 1971—1972, 1974—1975)[440].

Шведська письменниця Гунілла Бергстрем у 2011 році

- Гунілла Бергстрем, 79, шведська письменниця та журналістка[441].

### 24 серпня
- Бондаренко Володимир Дмитрович, 68, український політик, голова Київської держадміністрації (2014)[442].
- Вілфрід ван Мур, 76, бельгійський футболіст та тренер[443].
- Чарлі Воттс, 80, британський музикант, барабанщик гурту The Rolling Stones[444].
- Ян Сухий, 76, чехословацький хокеїст[445].
- Хіссен Хабре, 78, чадський військовик та політик, Прем'єр-міністр Чаду (1978—1979), Президент Чаду (1982—1990); COVID-19[446].

### 23 серпня

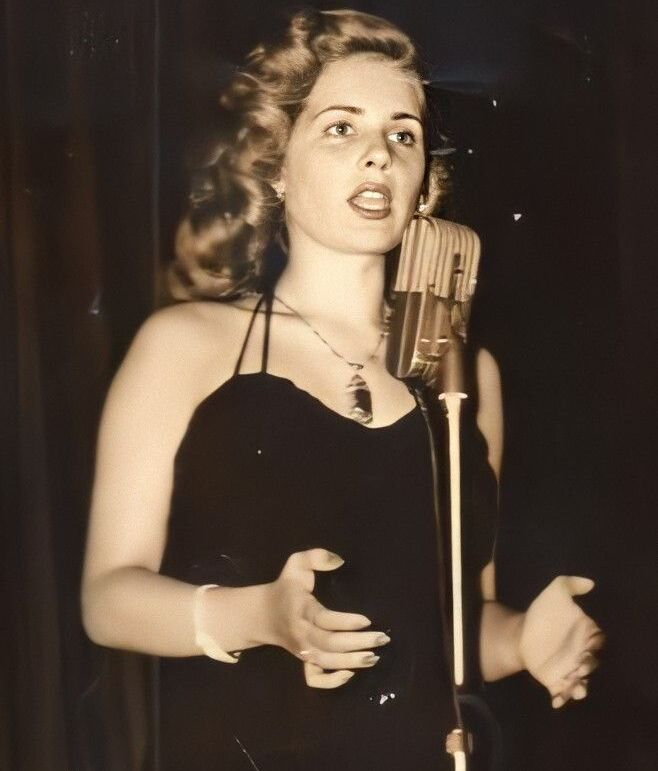
Мексиканська співачка та акторка Росіта Кінтана у 1957 році

- Росіта Кінтана, 96, мексиканська співачка та акторка аргентинського походження[447].
- Жан-Люк Нансі, 81, французький філософ та педагог[448].
- Майкл Нейдер, 76, американський актор[449].
- Чорнощоков Анатолій Євгенович, 72, радянський і український художник та архітектор[450].

### 22 серпня
- Орест Білак, 95, український військовик[451].
- Джордж Бурнутян, 77, американський історик[452].
- Вервес Юрій Григорович, 74, радянський і український біолог та ентомолог[453].
- Род Жильбер, 80, канадський хокеїст[454].

### 21 серпня
- Дмитрук Микола Ілліч, 60, український політик та підприємець[455].
- Дон Еверлі, 84, американський співак та автор пісень[456].
- Кароліна Качоровська, 90, польська громадська активістка, політична діячка та педагог[457].

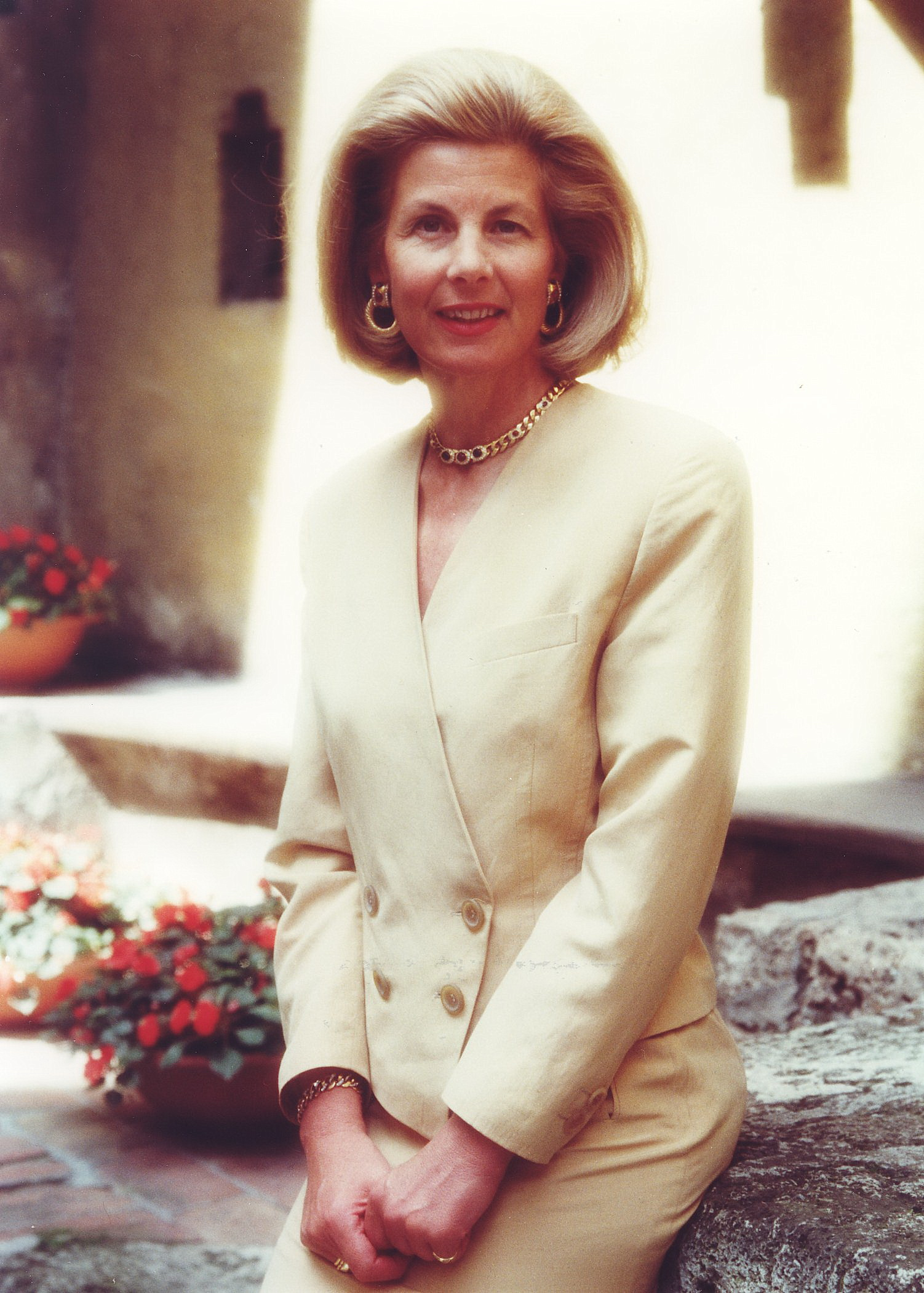
Марія, княгиня Ліхтенштейну

- Марія, княгиня Ліхтенштейну, 81, чеська аристократка[458].
- Орлова Галина Олександрівна, 92, радянська та білоруська акторка, Народна артистка Білоруської РСР (1991)[459].

### 20 серпня
- Ігор Вовковинський, 38, американський актор українського походження[460].
- Чередниченко Дмитро Семенович, 85, український письменник, поет, перекладач та мистецтвознавець[461].

### 19 серпня
- Синєпольський Ігор Іванович, 83, український художник[462].
- Сонні Тіба, 82, японський актор та майстер бойових мистецтв; COVID-19[463].

### 18 серпня

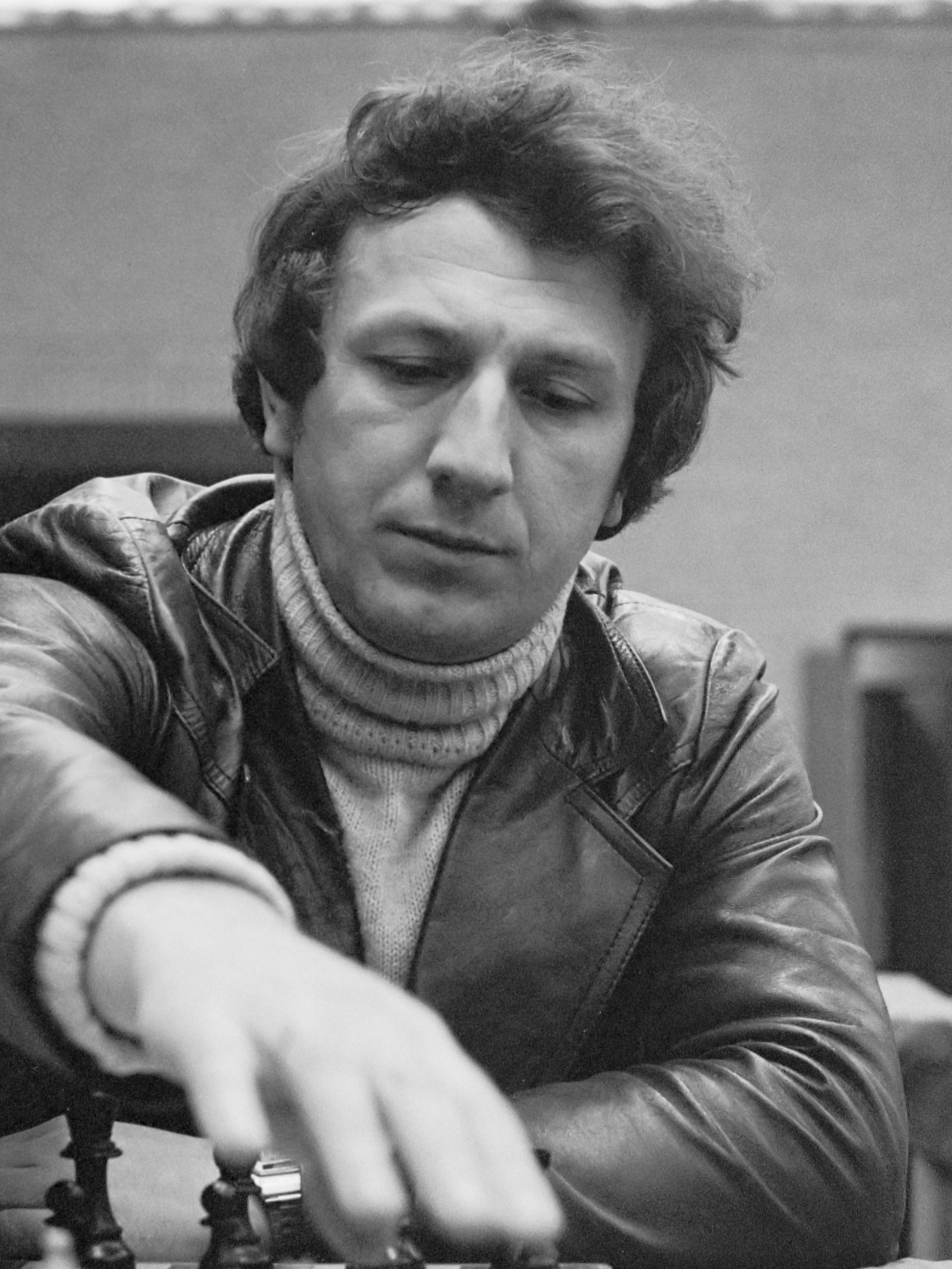
Радянський, російський та латвійський шахіст Євген Свєшніков у 1981 році

- Свєшніков Євген Еллінович, 71, радянський, російський та латвійський шахіст, гросмейстер (1977)[464].

### 17 серпня
- Паулу Антоніу Алвеш, 51, ангольський футболіст[465].
- Глуховеря Віталій Андрійович, 57, український юрист, генерал міліції III рангу[466].
- Куїмов Микола Дмитрович, 63, російський льотчик-випробувач, Герой Росії (2006); авіакатастрофа[467].
- Ломако Микола Миколайович, 67, радянський і український архітектор, письменник та краєзнавець[468].

### 16 серпня
- Береза Микола Павлович, 67, український письменник, журналіст[469].
- Голубничий Володимир Степанович, 85, радянський та український легкоатлет[470].
- Хіросі Сакагамі, 85, японський письменник[471].

### 15 серпня
- Рут Апіладо, 113, американська довгожителька, журналістка та активістка по боротьбі з расизмом[472].
- Абдельхамід Брахімі, 85, алжирський політик та економіст, Прем'єр-міністр Алжиру (1984—1988)[473].
- Герд Мюллер, 75, німецький футболіст[474].
- Павлов Костянтин Юрійович, 48, український політик, міський голова Кривого Рогу (з 17 грудня 2020 до 15 серпня 2021)[475].

### 14 серпня
- Іньясіо Ачукарро, 85, парагвайський футболіст[476].
- П'єра Дельї Еспості, 83, італійська акторка[477].
- Карлуш Коррейя, 87, політик та Прем'єр-міністр Гвінеї-Бісау (1991—1994, 1997—1998, 2008—2009, 2015—2016)[478].
- Ойстрах Ігор Давидович, 90, радянський, український і російський скрипаль та педагог, Народний артист СРСР (1989)[479].
- Ракута Людмила Григорівна, 58, українська акторка, Заслужена артистка України (2007)[480].

### 13 серпня

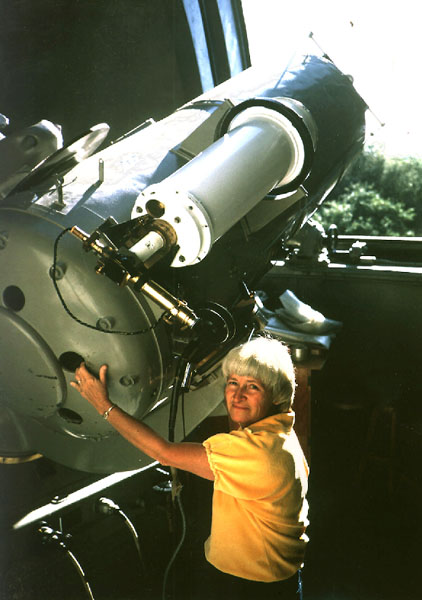
Американський астроном Керолін Шумейкер у 1986 році

- Керолін Шумейкер, 92, американський астроном[481].

### 12 серпня
- Уна Стаббс, 84, британська акторка[482].

### 11 серпня
- Женев'єва Ас, 98, французька художниця[483].
- Петер Фляйшман, 84, німецький режисер та сценарист[484].

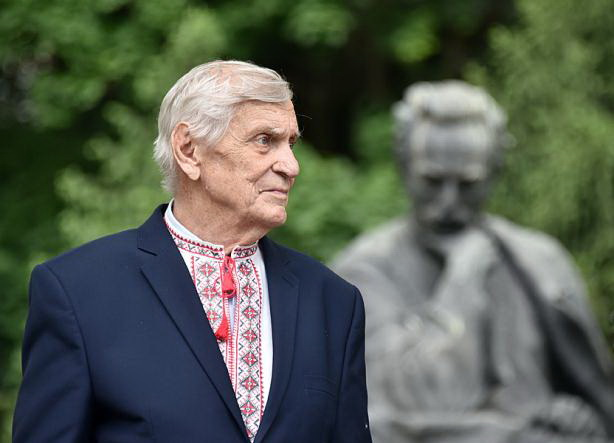
Український інженер та дипломат Роланд Франко у 2019 році

- Франко Роланд Тарасович, 89, український інженер, дипломат та громадський діяч, засновник та голова Міжнародного фонду Івана Франка[485].

### 10 серпня
- Тоні Еспозіто, 78, канадський хокеїст[486].
- Підлісецький Лев Теофілович, 44, український політик та підприємець[487].

### 9 серпня
- Лестер Берд, 83, політик та Прем'єр-міністр Антигуа і Барбуди (1994—2004)[488].
- Бех Петро Олексійович, 72, український лінгвіст та педагог, Заслужений працівник освіти України[489].

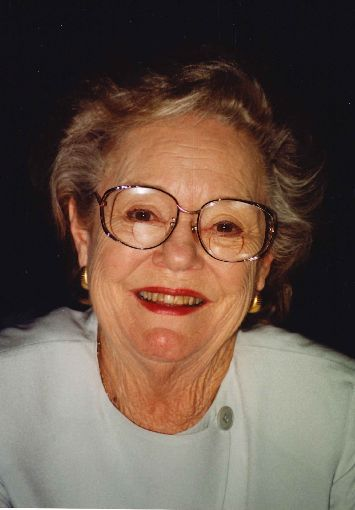
Американська акторка Патриція Гічкок у 1996 році

- Патриція Гічкок, 93, американська акторка[490].
- Жукова-Кіртбая Тетяна Іванівна, 81, радянська та російська акторка, Заслужена артистка Росії (1989)[491].
- Ковальов Сергій Адамович, 91, радянський дисидент, російський правозахисник та політик[492].
- Лихоносов Віктор Іванович, 85, радянський та російський письменник; COVID-19[493].

### 8 серпня
- Василевич Олена Семенівна, 98, радянська та білоруська письменниця[494].
- Добровольський Олександр Борисович, 50, український історик[495].
- Яан Каплінський, 80, естонський поет, філософ та перекладач[496].

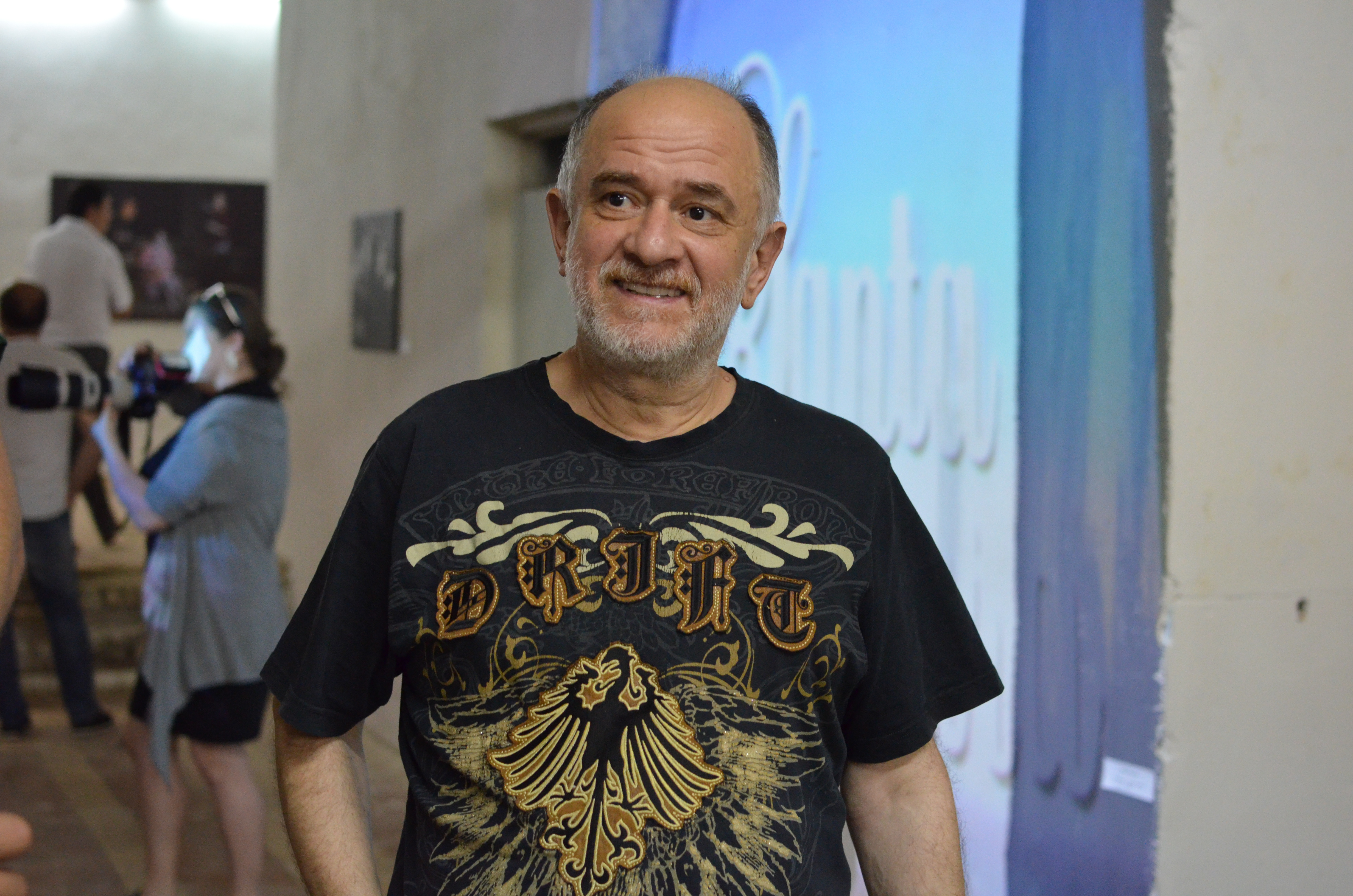
Український художник Олександр Ройтбурд у 2014 році

- Ройтбурд Олександр Анатолійович, 59, український художник, директор Одеського художнього музею (2018—2019)[497].
- Чезаре Сальвадорі, 79, італійський фехтувальник на шаблях[498].

### 7 серпня
- Прудник Михайло Васильович, 68, український письменник, головний редактор журналу «Перець» (2002—2013)[499].

### 6 серпня
- Сотников Євген Валерійович, 40, український дзюдоїст; вбивство[500].
- Шаповалов Олег Володимирович, 58, український політик, голова Харківської обласної ради (2005—2006)[501].

### 5 серпня
- Короткевич Галина Петрівна, 99, радянська та російська акторка, Народна артистка Росії (1974)[502].

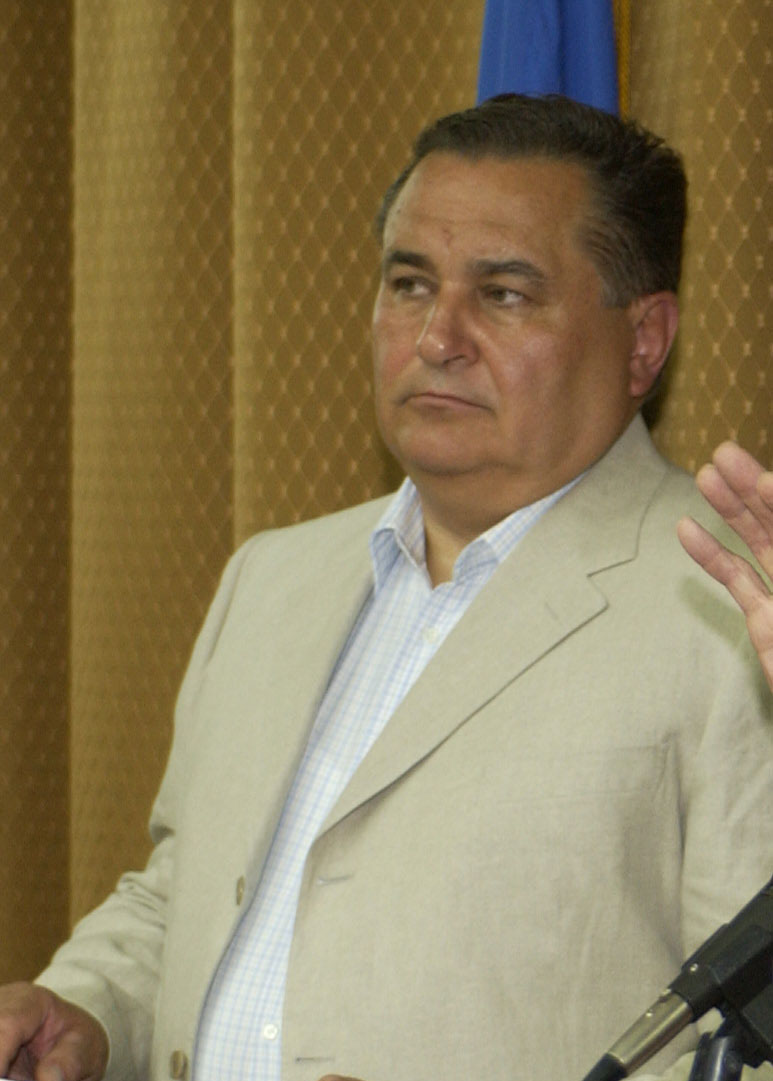
Український політик Євген Марчук у 2004 році

- Марчук Євген Кирилович, 80, український політик, Прем'єр-міністр України (1995—1996), голова СБУ (1991—1994), міністр оборони України (2002—2004); COVID-19[503].

### 2 серпня
- Антоніо де ла Торре Вільяльпандо, 69, мексиканський футболіст[504].
- Паславський Іван Васильович, 76, український філософ, історик, провідний науковий співробітник[505].
- Шишов Віталій Васильович, 26, білоруський правозахисник[506].

### 1 серпня
- Абдулькадир ас-Суфі, 90, шотландський проповідник ісламу, засновник Всесвітнього руху Марабутін[507].
- Засурський Ясен Миколайович, 91, радянський і російський літературознавець та педагог[508].
- Джино Ренні, 78, аргентинський актор та співак; COVID-19[509].
- Рудаков Анатолій Родіонович, 71, радянський та російський актор, Заслужений артист Росії (1996)[510].

## Липень

### 31 липня
- Террі Купер, 77, британський футболіст та тренер; дата повідомлення про смерть[511].
- Томас Ніколс, 89, британський боксер[512].

### 30 липня
- Джей Пікетт, 60, американський актор[513].

### 29 липня
- Карл Левін, 87, американський політик[514].
- Субіє Налбандова, 83, кримськотатарська телеведуча, педагогиня, авторка першої кримськотатарської дитячої телепередачі[515].

### 28 липня
- Бакланов Олег Дмитрович, 89, радянський партійний діяч та промисловець, міністр загального машинобудування СРСР (1983—1988), секретар ЦК КПРС (1988—1991), Герой Соціалістичної Праці (1976)[516].

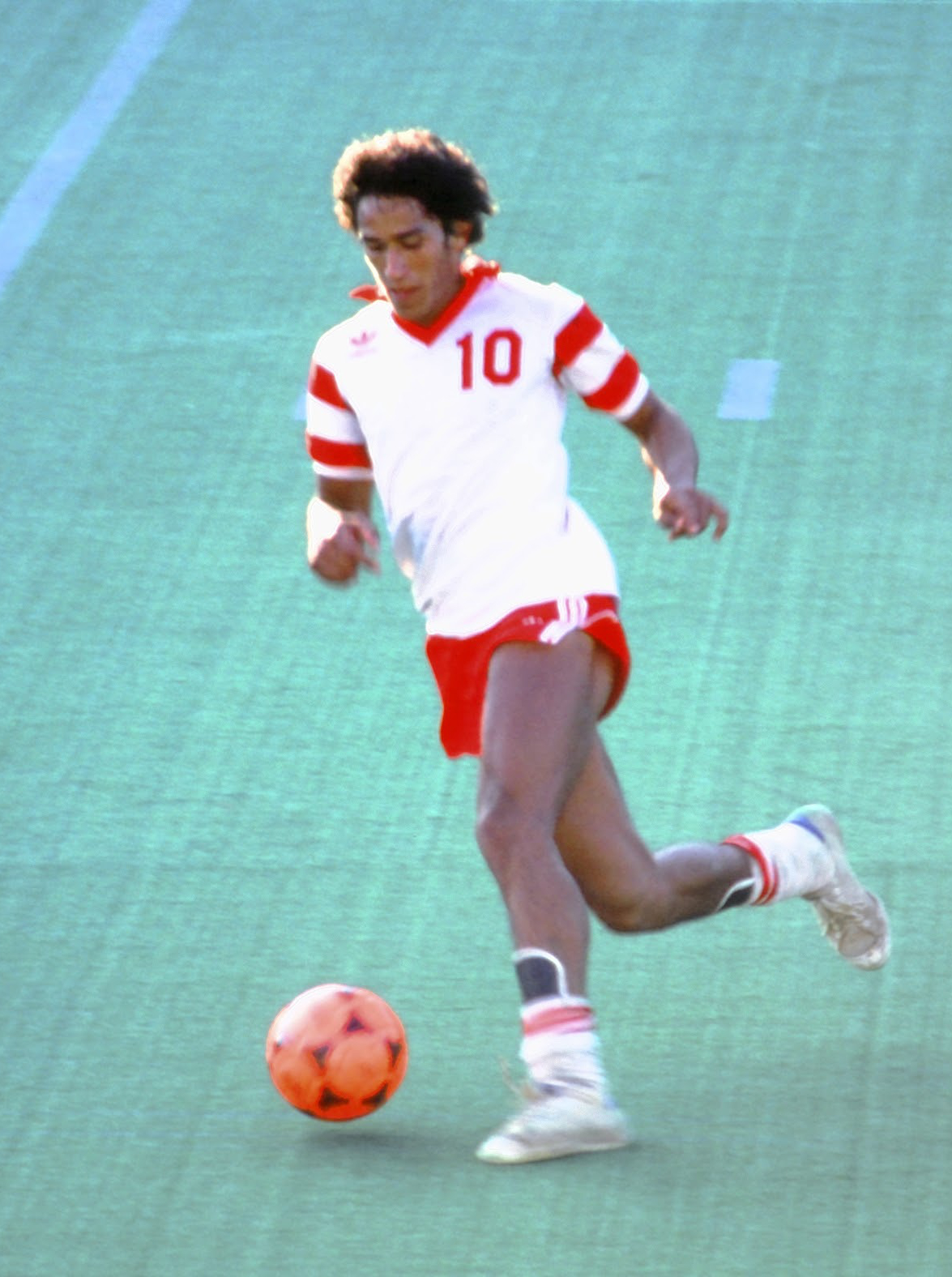
Гондураський футболіст Порфіріо Армандо Бетанкур у 1981 році

- Порфіріо Армандо Бетанкур, 63, гондураський футболіст; COVID-19[517].
- Дасті Гілл, 72, американський музикант, бас-гітарист гурту ZZ Top[518].
- Дикий Володимир Петрович, 59, радянський і український футболіст та тренер[519].
- Іштван Чом, 81, угорський шахіст та міжнародний арбітр, міжнародний майстер (1967), гросмейстер (1973)[520].

### 27 липня
- Стефан Міхнік, 91, польський комуністичний діяч та військовик[521].
- Хусаїнов Гайса Батиргарейович, 93, радянський і російський літературознавець та фольклорист, Заслужений діяч науки Російської Федерації (1993)[522].

### 26 липня
- Альберт Бандура, 93, канадський психолог українського походження[523].
- Джої Джордісон, 46, американський музикант[524].
- Майк Ензі, 77, американський політик[525].
- Іван Топлак, 89, югославський футболіст та тренер[526].

### 25 липня
- Анрі Вернс, 102, бельгійський письменник-фантаст[527].

### 24 липня
- Шапар Аркадій Григорович, 84, український еколог, Заслужений діяч науки та техніки України (2000)[528].

### 23 липня
- Стівен Вайнберг, 88, американський фізик та педагог, лауреат Нобелівської премії з фізики (1979, спільно з Шелдоном Лі Глешоу та Абдус Саламом)[529].
- Жаббур Дуейги, 72, ліванський письменник[530].
- Касьяненко Анатолій Іванович, 78, український політик та дипломат, голова Херсонської облдержадміністрації (1998—1999), посол України у Грузії (1993—1997), Узбекистані і Таджикистані (2000—2005) та, за сумісництвом, у Афганістані (2003—2005).[531].
- Колтун Юлій Борисович, 75, радянський і російський режисер та фотограф[532].

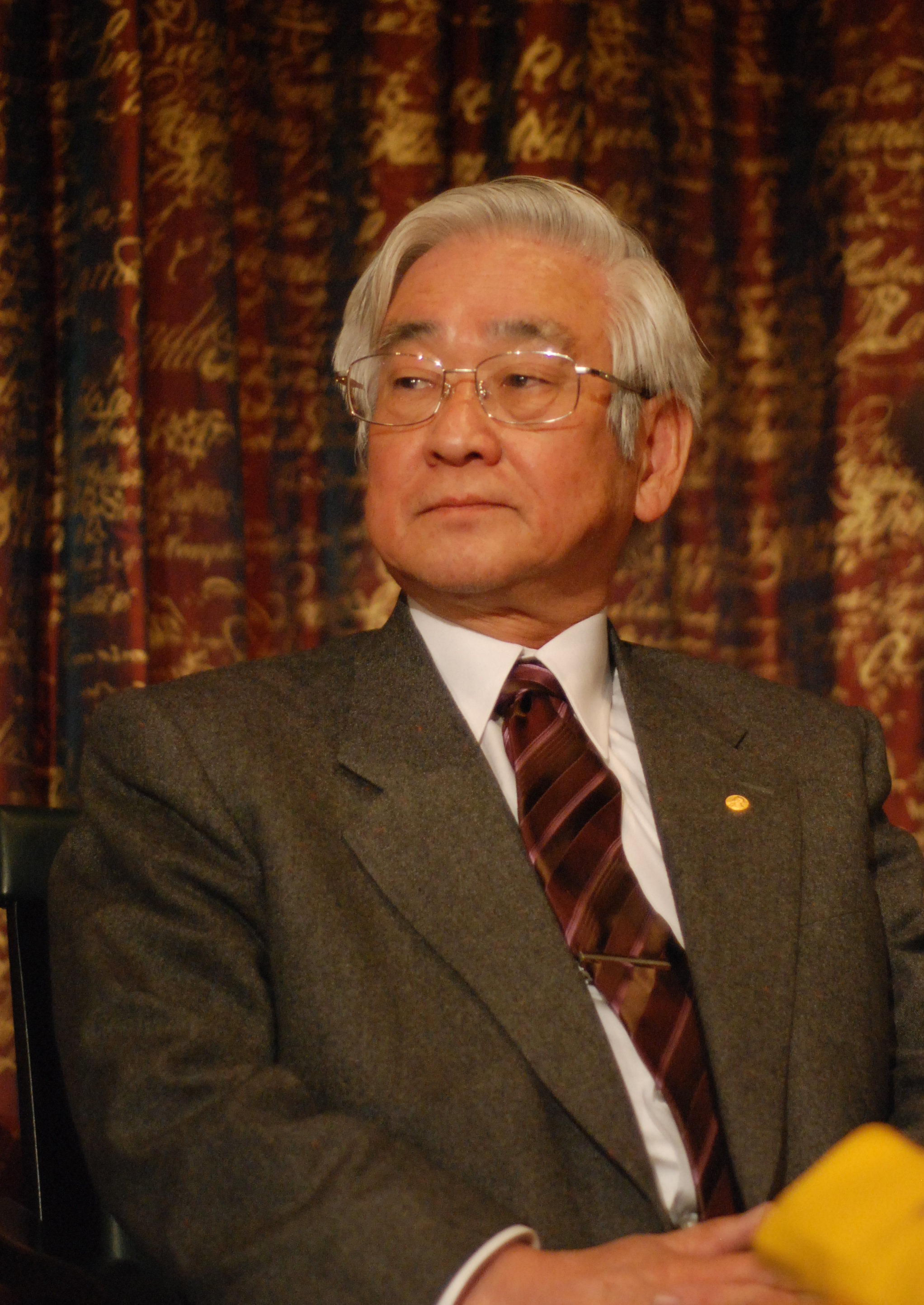
Японський фізик Масукава Тосіхіде у 2008 році

- Масукава Тосіхіде, 81, японський фізик-теоретик, лауреат Нобелівської премії з фізики (2008, спільно з Йоїчіро Намбу та Кобаясі Макото)[533].

### 22 липня
- Мардашова Тетяна Іванівна, 79, радянський та український тренер з легкої атлетики[534].
- Майк Сміт, 83, британський футбольний тренер[535].

### 21 липня
- Мавров Геннадій Іванович, 61, український лікар-дерматовенеролог та педагог[536].
- Пилипенко Віталій Павлович, 73, український художник[537].

### 20 липня
- Франсуаза Арнуль, 90, французька акторка[538].

### 19 липня
- Толіс Воскопулос, 80, грецький співак та актор[539].
- Артуро Армандо Моліна, 93, сальвадорський військовик та політик, Президент Сальвадору (1972—1977)[540].
- Саймон Террі, 47, британський лучник[541].
- Хоркавий Роман Богданович, 80, український поет, драматург, прозаїк, перекладач, художник, мистецтвознавець, шістдесятник[542].

### 17 липня

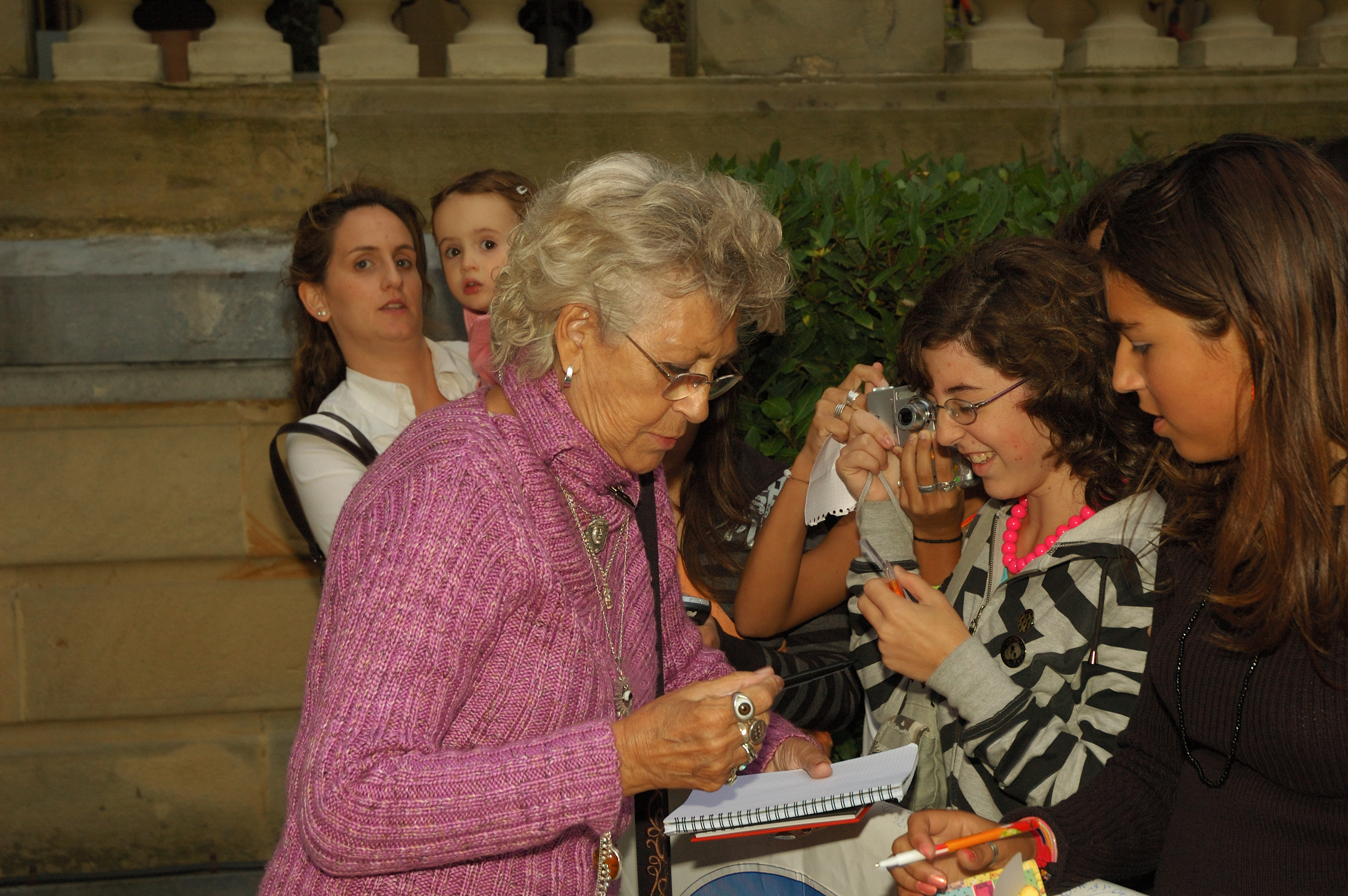
Іспанська акторка Пілар Бардем у 2006 році

- Пілар Бардем, 82, іспанська акторка[543].

### 16 липня
- Біз Маркі, 57, американський репер та актор[544].

### 15 липня
- Ліберо Де Рієнцо, 44, італійський актор, режисер та сценарист[545].

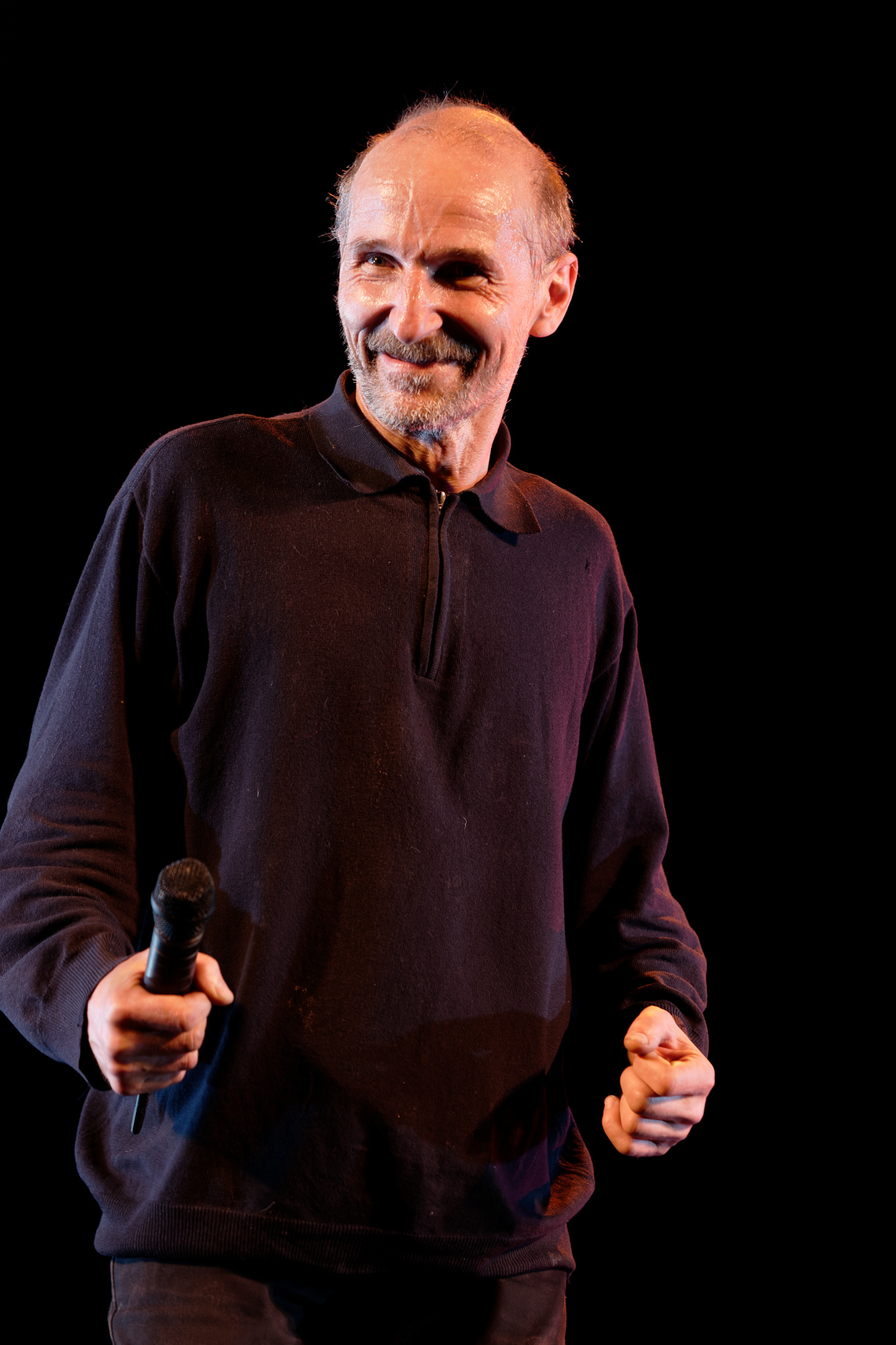
Радянський і російський рок-музикант Петро Мамонов у 2006 році

- Мамонов Петро Миколайович, 70, радянський і російський рок-музикант, актор та поет; COVID-19[546].
- Енді Фордгем, 59, британський професійний гравець в дартс[547].

### 14 липня
- Абул-Касимова Ханджара Насирівна, 87, радянська та узбецька кінознавиця.
- Курт Вестергаард, 86, данський художник-карикатурист[548].
- Судьїн Володимир Миколайович, 82, радянський і український режисер, актор та педагог, Заслужений діяч мистецтв України (1993)[549].
- Мамнун Хусейн, 80, пакистанський політик, Президент Пакистану (2013—2018)[550].

### 13 липня
- Алберто Дуаліб, 101, бразильський спортивний функціонер, президент спортивного клубу «Корінтіанс» (1993—2007)[551].
- Привалов Євген Анатолійович, 45, український співак (баритон), Заслужений артист України (2009)[552].
- Стефанович Олександр Борисович, 76, радянський і російський режисер, письменник, сценарист та актор, Заслужений діяч мистецтв Росії (2003); COVID-19[553].

### 12 липня

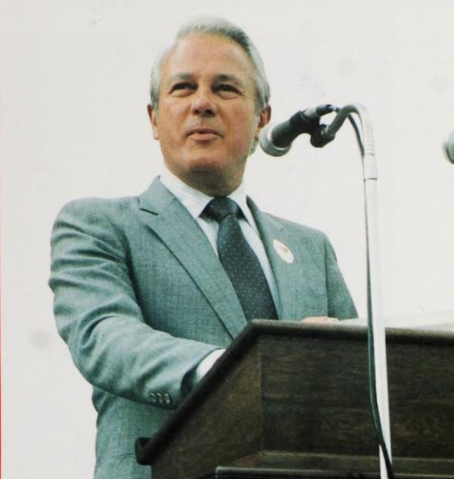
Американський політик Едвін Едвардс у 1986 році

- Едвін Едвардс, 93, американський політик, губернатор Луїзіани (1972—1980, 1984—1988, 1992—1996)[554].
- Джон Фіске, 81, американський культуролог[555].

### 11 липня
- Повілас Гайдіс, 84, радянський і литовський режисер та актор, Народний артист Литовської РСР (1987)[556].
- Гладун Зіновій Степанович, 71, український правознавець та педагог[557].
- Красіленко Володимир Андрійович, 89, український поет та науковець[558].
- Рене Сімоно, 109, французька акторка[559].

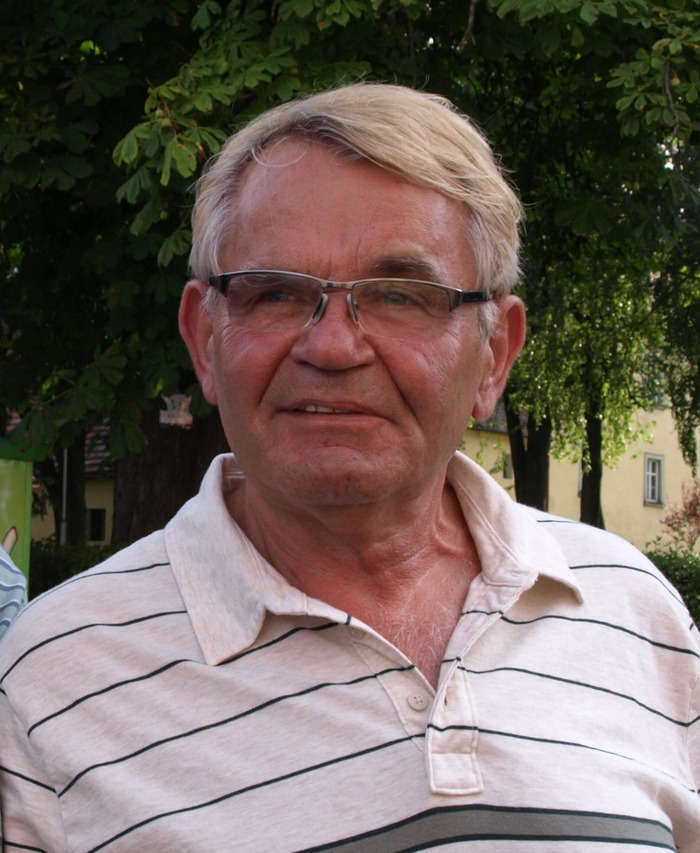
Польський актор Єжи Янечек у 2013 році

- Єжи Янечек, 77, польський актор[560].

### 9 липня
- Карасьов Володимир Іванович, 83, радянський і російський шахіст, міжнародний майстер (1976)[561].
- Френк Луї, 85, політик, Прем'єр-міністр Ніуе (1993—1999)[562].
- Пол Марінер, 68, британский футболіст та тренер[563].

### 8 липня
- Дупко Ельвіра Павлівна, 79, українська радянська діячка.
- Пашківська Наталія Арсеніївна, 95, радянський та український педагог, фахівець у галузі лінгводидактики.
- Черемшинська Романа Степанівна, 77, українська журналістка, краєзнавець та педагог[564].

### 7 липня
- Роберт Дауні (старший), 85, американський актор, режисер та сценарист[565].
- Діліп Кумар, 98, індійський актор, продюсер та політик[566].
- Жовенель Моїз, 53, гаїтянський бізнесмен та політик, Президент Гаїті (2017—2021); вбивство[567].
- Франчук Анатолій Романович, 85, радянський і український економіст та політик, голова уряду АР Крим (1994—1996, 1997—1998)[568].

### 6 липня
- Бугай Богдан Григорович, 73, український лікар-пульмонолог, науковець та поет[569].
- Гаспарян Дживан Арамаїсович, 92, радянський і вірменський музикант, композитор та педагог, Народний артист Вірменської РСР (1978)[570].
- Патрік Джон, 83, домінікський політік, Прем'єр-міністр Домініки (1978—1979)[571].

### 5 липня
- Балановський Олег Павлович, 44, російський науковець у галузі генетики, педагог[572].
- Річард Доннер, 91, американський режисер[573].

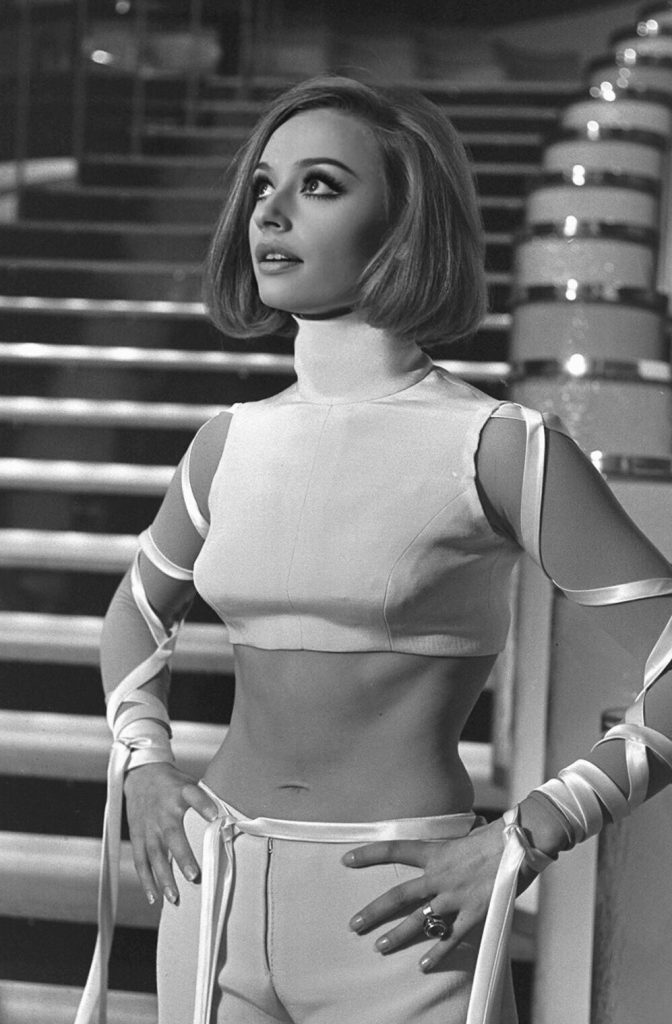
Італійська співачка Раффаелла Карра у 1971 році

- Раффаелла Карра, 78, італійська співачка, телеведуча та акторка[574].

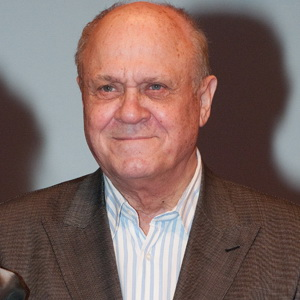
Радянський і російський режисер та актор Володимир Меньшов у 2011 році

- Меньшов Володимир Валентинович, 81, радянський і російський режисер та актор, Народний артист Росії (1989); COVID-19[575].
- Вільям Сміт, 88, американський актор[576].

### 4 липня

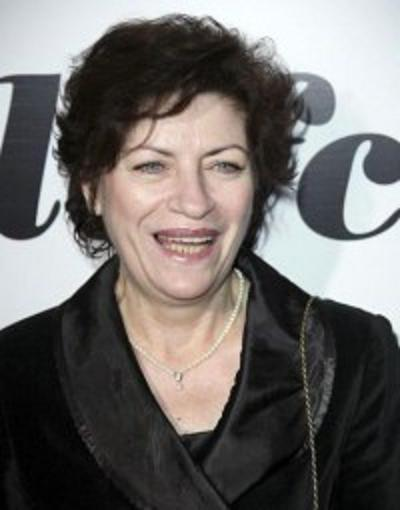
Румунська акторка Лумініца Георгіу у 2018 році

- Лумініца Георгіу, 71, румунська акторка[577].
- Тягло Володимир Миколайович, 74, український політик та дипломат, голова Харківської обласної ради (1992—1994, 1996—2002), посол України у Вірменії (2002—2005) та Киргизстані (2005—2008)[578].

### 3 липня
- Савків Богдан Павлович, 87, український господарник, науковець та винахідник[579].

### 2 липня
- Ворона Любов Кирилівна, 90, українська радянська діячка, Герой Соціалістичної Праці (1966).
- Гайденко Піама Павлівна, 87, радянський і російський філософ та історик філософії[580].
- Едріен Меткалф, 79, британський легкоатлет та тележурналіст[581].
- Сліченко Микола Олексійович, 86, радянський і російський актор, режисер, співак та педагог, Народний артист СРСР (1981)[582].
- Худолій Дмитро Андрійович, 79, український урядовець, міністр зв'язку України (1996—1997), голова Державного комітету зв'язку України (1997—1999).
- Черкаський Матвій Леонтійович, 97, радянський і український футболіст та тренер; COVID-19[583].

### 1 липня
- Дмитрук Олександр Юрійович, 56, український географ-ландшафтознавець та педагог[584].
- Дохоян Юрій Рафаелович, 56, радянський і російський шахіст та шаховий тренер, гросмейстер (1988); COVID-19[585].
- Скоторенко Олександр Олексійович, 60, радянський і російський футболіст та тренер[586].

## Червень

### 30 червня
- Інге Даніельссон, 80, шведський футболіст[587].
- Джанет Моро, 93, американська легкоатлетка[588].
- Ших Тарас Зенонович, 41, український музикант, громадський діяч[589].

### 29 червня
- Джок Ейрд, 94, шотландський футболіст[590].
- Палієнко Едуард Тимофійович, 85, український геоморфолог та педагог[591].
- Прокопенко Іван Федорович, 85, український економіст та педагог, Заслужений працівник освіти України (1990)[592].
- Дональд Рамсфелд, 88, американський політик та дипломат, міністр оборони США (1975—1977, 2001—2006)[593].

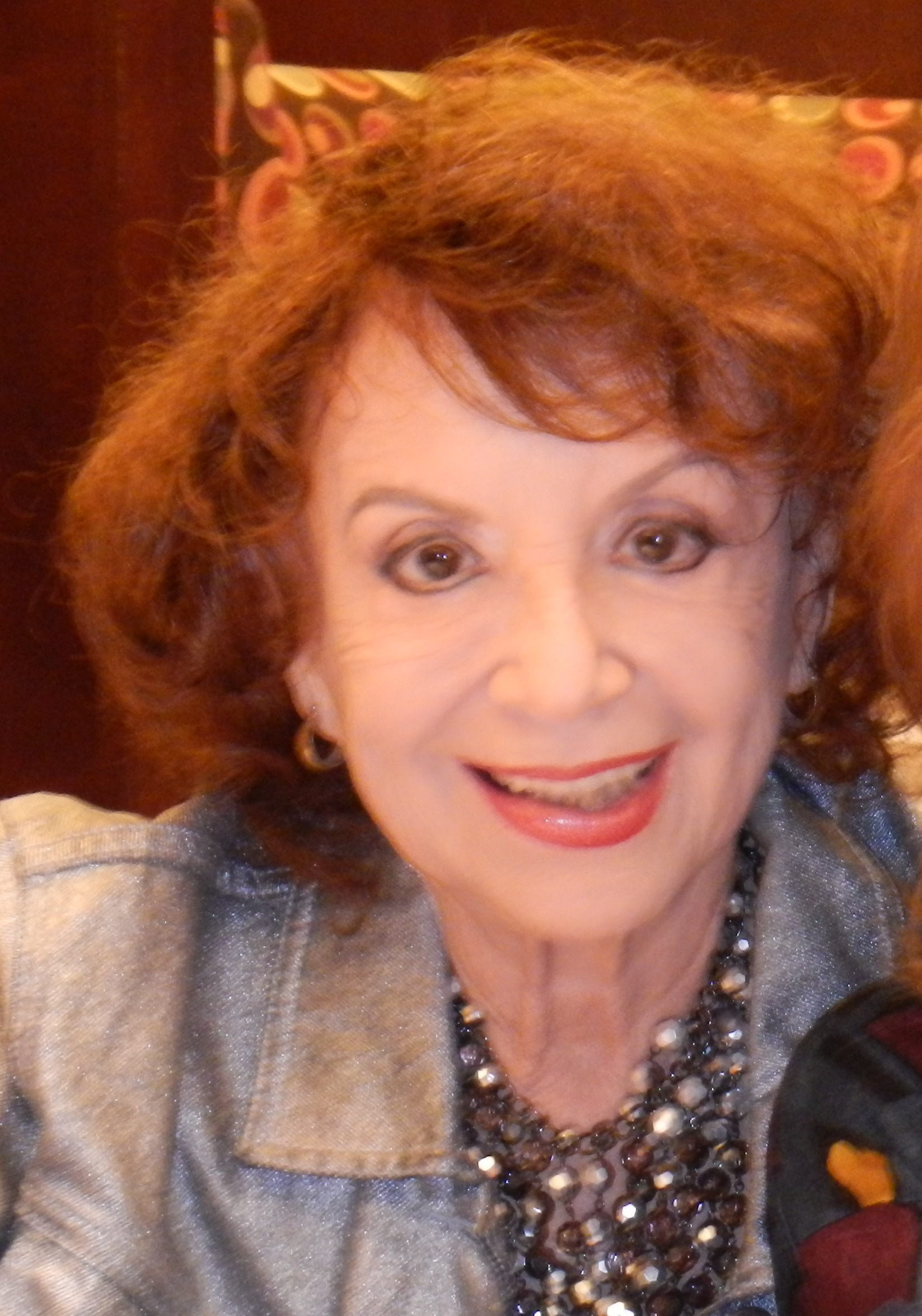
Кубинська письменниця Делія Фіалло у 2012 році

- Делія Фіалло, 96, кубинська письменниця[594].

### 28 червня
- Моренець Володимир Пилипович, 68, радянський і український літературознавець, перекладач та педагог, Заслужений діяч науки та техніки України (2015)[595].
- Вера Ніколич, 72, сербська легкоатлетка[596].

### 27 червня
- Воєводін Віктор Миколайович, 75, радянський і український фізик та педагог[597].

### 26 червня
- Бірюкович Дмитро Львович, 84, радянський і український яхтсмен та мандрівник, засновник Київського міського крейсерського яхт-клубу[598].
- Майк Гравел, 91, американський політик[599].

### 25 червня
- Барнет Ольга Борисівна, 69, радянська та російська акторка, Народна артистка Росії (1998)[600].
- Крупєннікова Катерина Євгенівна, 81, радянська та українська акторка, Заслужена артистка Української РСР (1973)[601].
- Цеков Юрій Іванович, 83, український письменник, літературознавець, журналіст та політик[602].

### 24 червня
- Бенігно Акіно III, 61, філіппінський економіст та політик, Президент Філіппін (2010—2016)[603].
- Борис Михайло Олексійович, 80, український письменник, журналіст та краєзнавець[604].
- Моїсєєва Ольга Миколаївна, 92, радянська і російська балерина, балетмейстер та педагог, Народна артистка СРСР (1983)[605].
- Людвіг Мюллер, 79, німецький футболіст[606].

### 23 червня
- Балашов Віктор Іванович, 96, радянський та російський телерадіодиктор, Народний артист Росії (1997)[607][608].

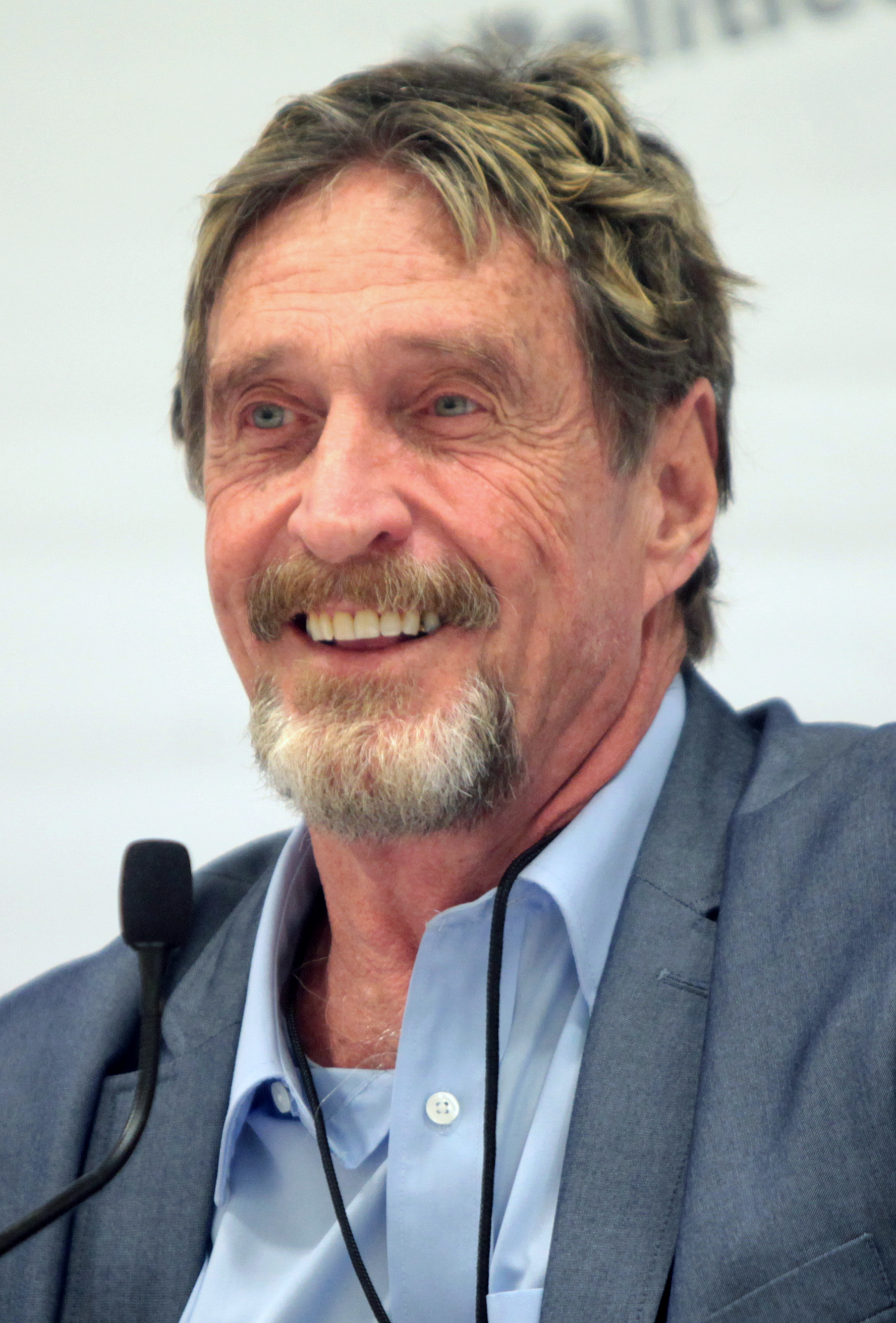
Американський програміст та бізнесмен Джон Мак-Афі у 2016 році

- Джон Мак-Афі, 75, американський програміст та бізнесмен (McAfee); самогубство[609].
- Мартен Монестьє, 79, французький письменник, журналіст, автор досліджень у галузі соціальної антропології[610].
- Соколовський Богдан Іванович, 67, український фізик, політик та дипломат[611].

### 22 червня
- Богомаз Володимир Іванович, 75, український актор та співак, Народний артист України (2008)[612].
- Думанський Ярослав Мирославович, 61, радянський футболіст[613].
- Рене Робер, 72, канадський хокеїст[614].
- Рубинський Олексій Юрійович, 68, український режисер, актор та художник, Народний артист України (2005)[615].

Український бандурист Тарас Силенко у 2011 році

- Силенко Тарас Вікторович, 48, український бандурист, кобзар, Заслужений артист України (2008)[616].
- Шаличев Віталій Семенович, 74, радянський і український футболіст та тренер[617].
- Шапошников Сергій Йосипович, 98, радянський футболіст та тренер[618].

### 21 червня
- Том Курверс, 58, американський хокеїст[619].

### 20 червня
- Луїс дель Соль, 86, іспанський футболіст та тренер[620].
- Долган Катерина Андріївна, 21, українська легкоатлетка; ДТП[621].
- Лисенко Анатолій Григорович, 84, радянський і російський тележурналіст, генеральний директор телеканалу ОТР (2012—2021), Заслужений діяч мистецтв Росії (1999); COVID-19[622].
- Рапай Микола Павлович, 92, радянський та український скульптор, Заслужений діяч мистецтв України (1993)[623].

### 19 червня
- Фраймут Бернґен, 90, німецький астроном[624].
- Слава Се, 52, латвійський російськомовний письменник та сценарист; COVID-19[625].
- Gorky Look, 50, український блогер та публіцист[626].

### 18 червня

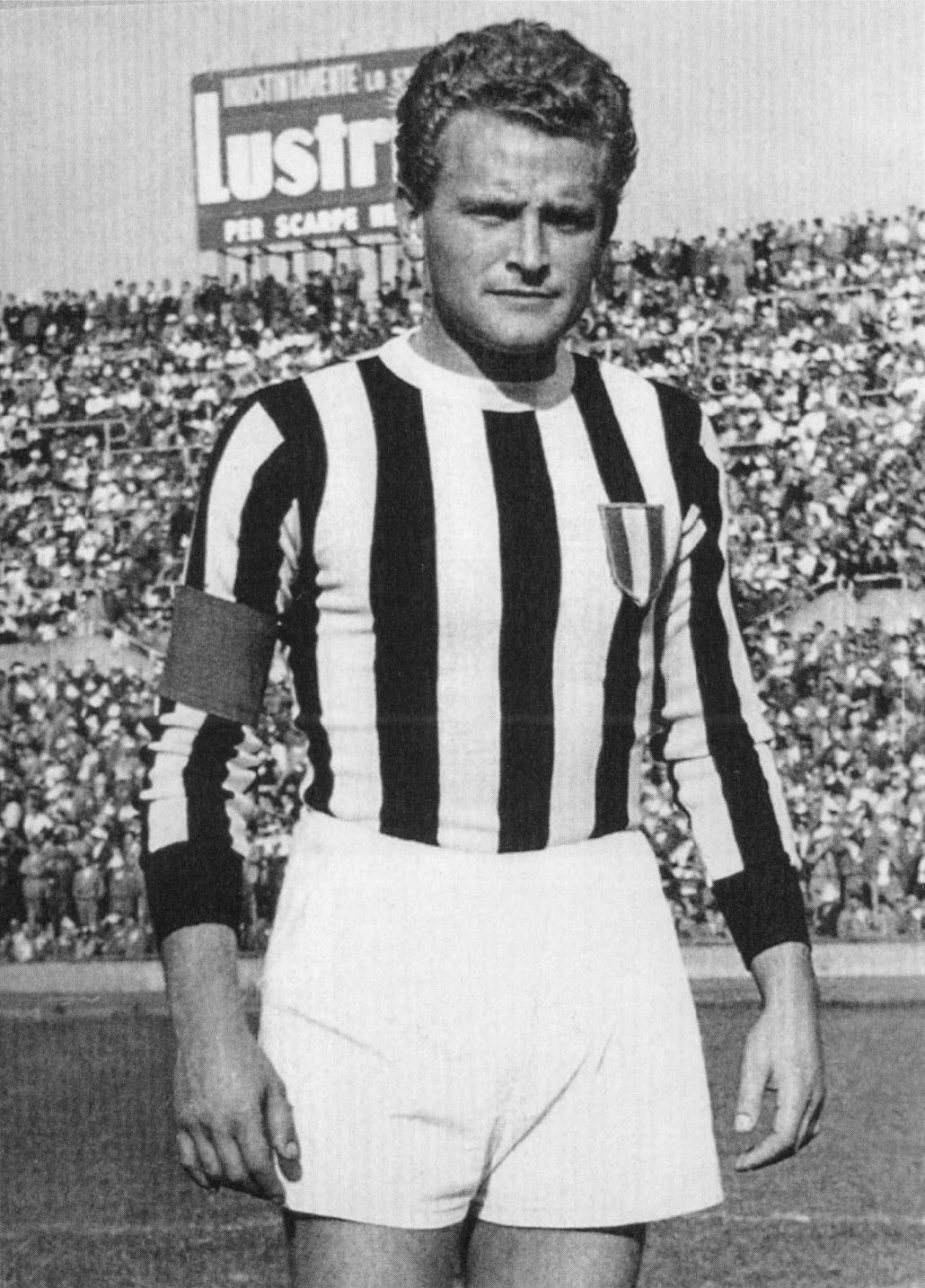
Італійський футболіст Джамп'єро Боніперті у 1950-х роках

- Джамп'єро Боніперті, 92, італійський футболіст[627].
- Боровський Борис Маркович, 82, радянський тенісист та спортивний журналіст[628].
- Митрофан (Юрчук), 58, ієрарх УПЦ МП, архієпископ Білоцерківський і Богуславський (2007—2012), митрополит Луганський і Алчевський (2012—2021)[629].

### 17 червня
- Єгоров Андрій Павлович, 51, російський актор («Зірка»), Заслужений артист Росії (2005)[630].
- Кеннет Каунда, 97, замбійський політик, Президент Замбії (1964—1991), Прем'єр-міністр Північної Родезії (1964)[631].
- Тубіланду Ндімбі, 73, заїрський футболіст (голкіпер)[632].

### 15 червня
- Авер'янов Олександр Миколайович, 72, радянський і російський футболіст та тренер[633].
- Галкін Павло Андрійович, 98, радянський військовик, авіаційний штурман, Герой Радянського Союзу (1944)[634].
- Малиновський Андрій Костянтинович, 64, український ботанік та еколог[635].
- Нехлопоченко Ніна Аполлонівна, 93, радянська та російська акторка, Заслужена артистка Росії (1996)[636].
- Шаталов Володимир Олександрович, 93, радянський льотчик-космонавт, двічі Герой Радянського Союзу (1969)[637].

### 14 червня
- Ліза Бейнс, 65, американська акторка; ДТП[638].
- Маркіс Кідо, 36, індонезійський бадмінтоніст[639].

### 13 червня
- Нед Бітті, 83, американський актор[640].

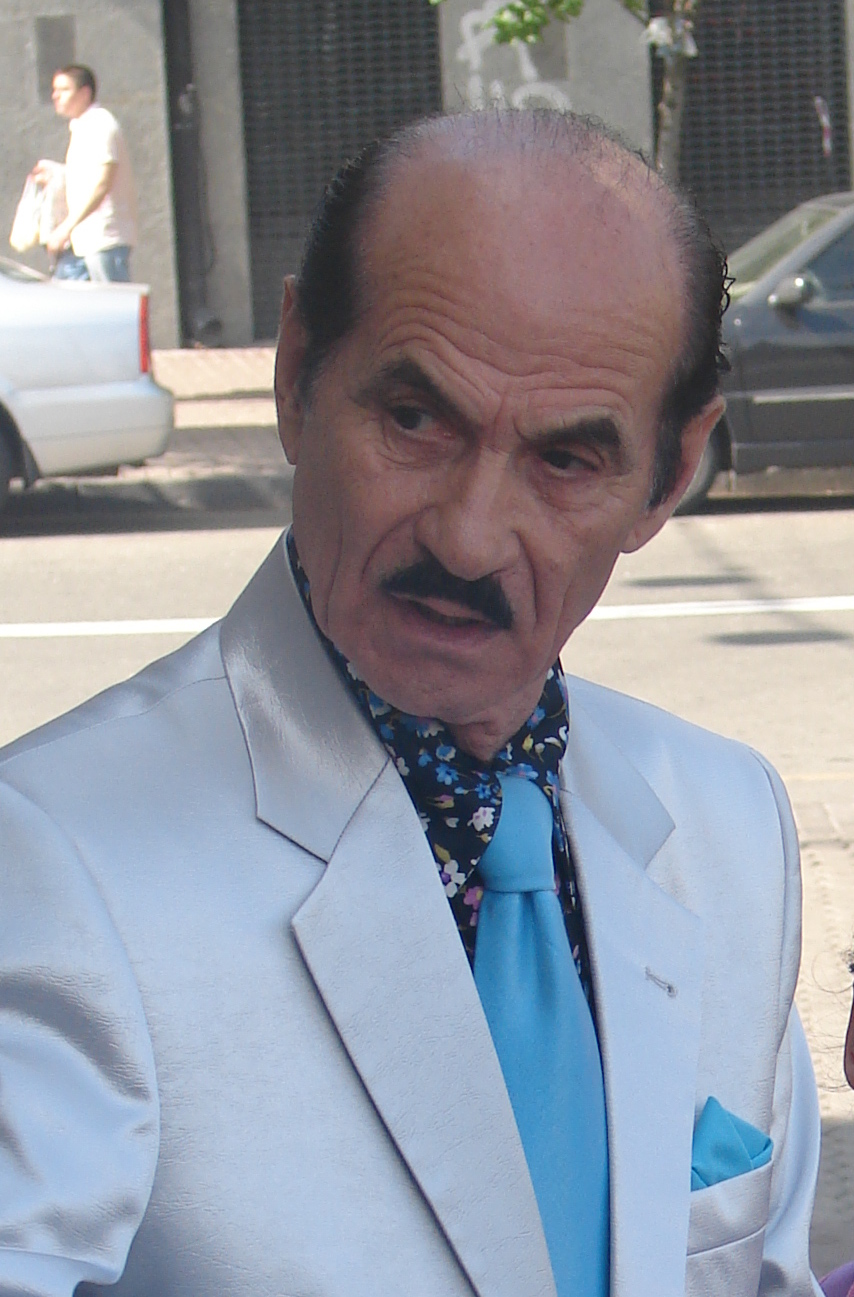
Український танцюрист та хореограф Григорій Чапкіс у 2010 році

- Чапкіс Григорій Миколайович, 91, український радянський та український танцюрист і хореограф, Народний артист України (2010)[641].

### 12 червня
- Денніс Беррі, 76, американсько-французький режисер, актор та сценарист[642].
- Герасимчук Лесь Абрамович, 76, український письменник, перекладач та культуролог[643].
- Поворознюк Владислав Володимирович, 66, український лікар та педагог[644].
- Кристина Хойновська-Ліскевич, 84, польська яхтсменка та інженерка-кораблебудівниця, перша жінка, яка здійснила одиночну навколосвітню морську подорож на яхті (1976—1978)[645].
- Чуканов Анатолій Олексійович, 70, радянський український велосипедист[646].

### 11 червня
- Владимиров Андрій Гаврилович, 75, радянський і український оператор-постановник та фотограф, Заслужений діяч мистецтв України (2000)[647].
- Грязнов Олександр Андрійович, 81, український поет, перекладач та педагог; COVID-19[648].
- Паола Піньї-Каккі, 75, італійська легкоатлетка[649].
- Анджей Щитко, 65, польський актор, режисер та педагог[650].

### 10 червня
- Кузьмук Володимир Юхимович, 85, український редактор та журналіст[651].
- Постіка Ігор Володимирович, 90, український правознавець та педагог.
- Цушко Сергій Вікторович, 75, український поет, письменник та перекладач[652].

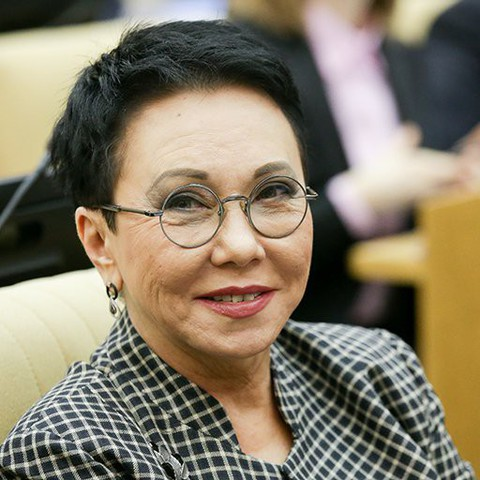
Російська політична діячка Лариса Шойгу у 2018 році

- Шойгу Лариса Кужугетівна, 68, російська політична діячка тувинського походження; COVID-19[653].

### 9 червня
- Басараба Василь Наумович, 73, український поет, письменник, журналіст та краєзнавець[654].
- Готфрід Бем, 101, німецький архітектор, скульптор та педагог[655].
- Едвард де Боно, 88, мальтійський психолог, письменник та винахідник[656].
- Лібуше Шафранкова, 68, чехословацька та чеська акторка[657].

### 8 червня
- Васкул Орест Петрович, 93, український військовик, ветеран УПА[658].

### 7 червня

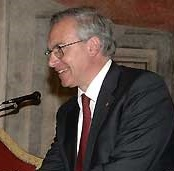
Італійський профспілковий активіст Гульєльмо Епіфані у 2013 році

- Гульєльмо Епіфані, 71, італійський профспілковий активіст та політік[659].
- Карпєєв Михайло Полікарпович, 98, радянський воєнний льотчик, Герой Радянського Союзу (1945)[660].
- Ю Сан Чхоль, 49, південнокорейський футболіст та тренер[661].

### 6 червня
- Волкова Римма Степанівна, 80, радянська і російська співачка (сопрано) та педагогиня, Народна артистка Росії (1995); ДТП[662].
- Габріадзе Резо Леванович, 84, радянський і грузинський сценарист, режисер, художник та скульптор, Народний артист Грузинської РСР (1987)[663].
- Зелінська Віра Євгенівна, 74, радянська і російська художниця-постановниця та художниця з костюмів[664].
- Лонськой Валерій Якович, 80, радянський і російський режисер та сценарист, Народний артист Росії (2001); COVID-19[665].
- Негісі Еїті, 85, японський хімік, лауреат Нобелівської премії з хімії (2010, спільно з Акіро Судзукі та Річардом Геком)[666].
- Ольшевський Ігор Едилович (Кирилович), 62, український поет, письменник та перекладач[667].

### 4 червня
- Кларенс Вільямс III, 81, американський актор[668].
- Лоріс Домініссіні, 59, італійський футболіст та тренер; COVID-19[669].
- Ріхард Ернст, 87, швейцарський фізикохімік, лауреат Нобелівської премії з хімії (1991)[670].

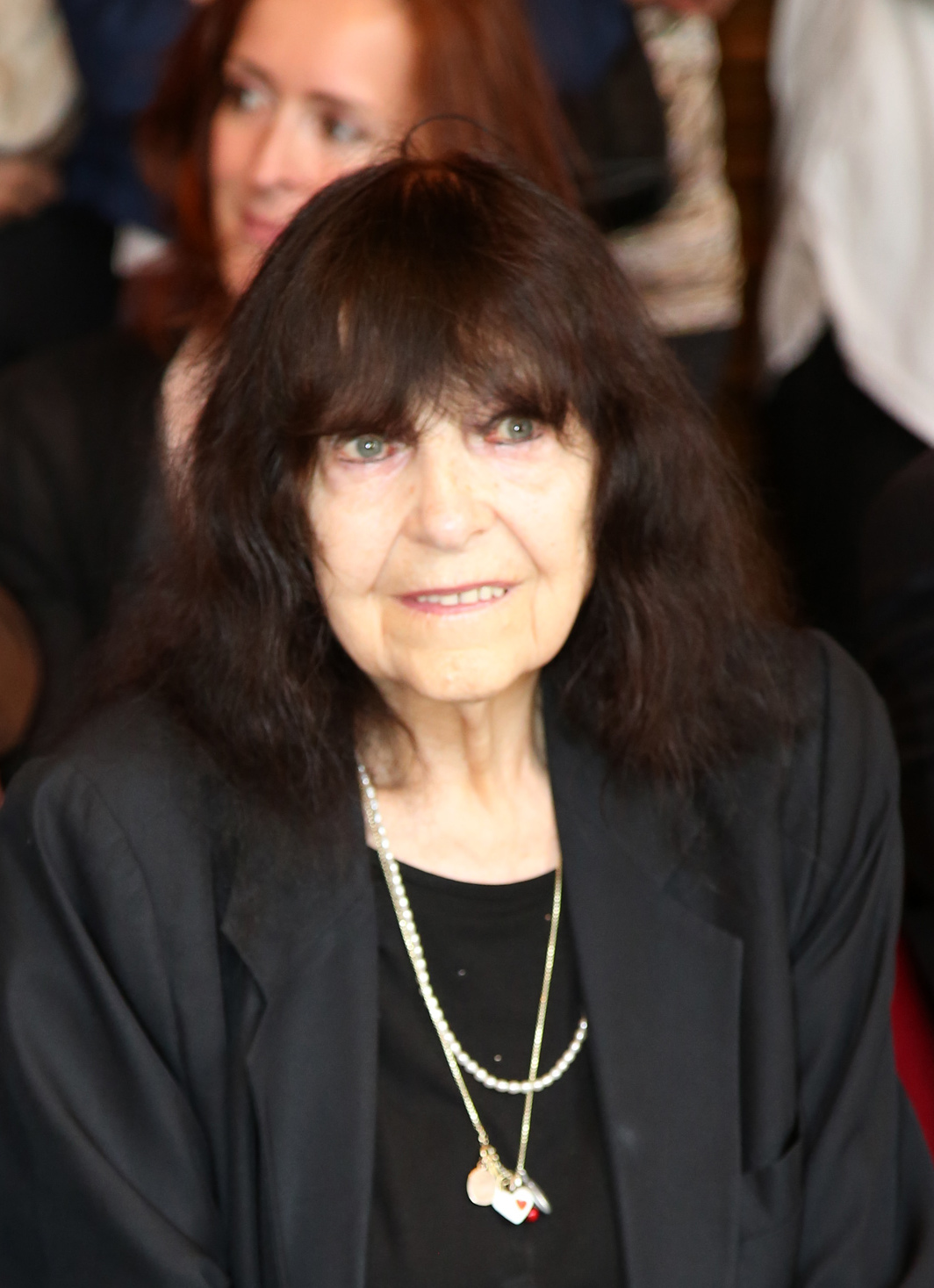
Австрійська поетеса Фрідеріке Майрекер у 2015 році

- Фрідеріке Майрекер, 96, австрійська поетеса[671].
- Владислав Цястонь, 96, польський генерал, начальник Служби безпеки МВС ПНР, заступник міністра внутрішніх справ ПНР[672].

### 3 червня
- Аніруд Джагнот, 91, політичний діяч Маврикію, Президент Маврикію (2003—2012), Прем'єр-міністр Маврикію (1982—1995, 2000—2003, 2014—2017)[673].
- Завгородній Микола Володимирович, 68, радянський та український актор, Народний артист України (2014); COVID-19[674].
- Шептекіта Валерій Іванович, 80, радянський та український актор, Народний артист України (2000); COVID-19[675].

### 2 червня
- Ліна Мохохло, 69, ботсванська політична діячка та банкір, голова Банку Ботсвани (1999—2016); COVID-19[676].
- Отторіно Сартор, 75, перуанський футболіст[677].

### 1 червня
- Амедео ді Савойя-Аостський, 77, король Хорватії (1943—1945), герцог Аостський (1948—2006)[678].

## Травень

### 31 травня
- Дмитрієв Євген Іванович, 74, український радянський партійний діяч та промисловець[679].
- Свербілова Тетяна Георгіївна, 68, український філолог[680].
- Сергєєв Филимон Іванович, 79, радянський і російський актор та письменник[681].

### 30 травня
- Рудольф Арендт, 98, німецький військовик-підводник[682].

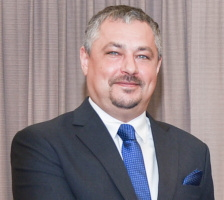
Український дипломат Андрій Бешта у 2020 році

- Бешта Андрій Петрович, 44, український дипломат, посол України в Таїланді (2015—2021) і, за сумісництвом, у Лаосі та М'янмі (2017—2021)[683].
- Верхогляд Микола Якович, 66, український військовик та миротворець, Герой України (2021, посмертно); COVID-19[684].
- Рік Мітчелл, 66, австралійський легкоатлет[685].

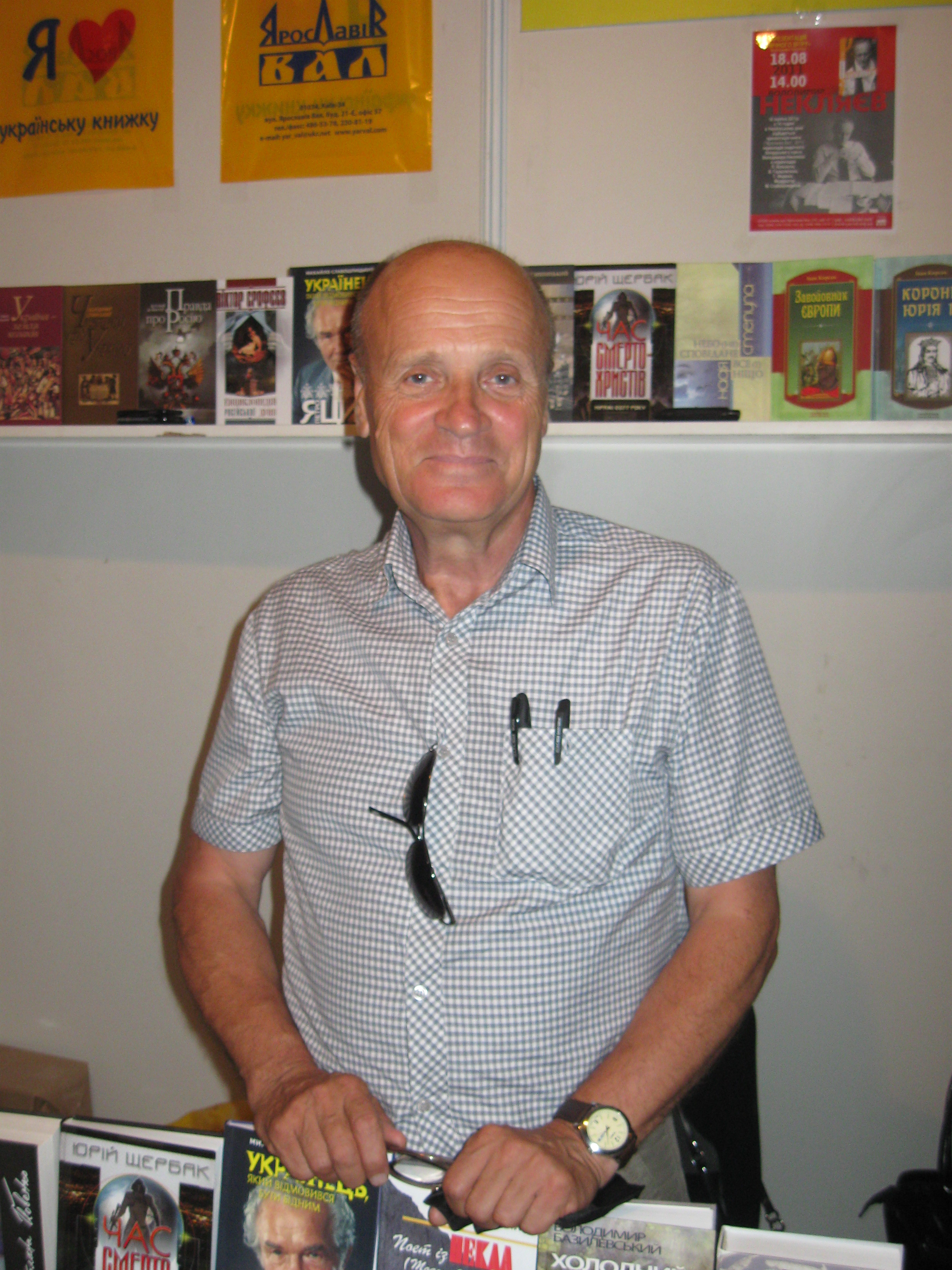
Український письменник Михайло Слабошпицький у 2011 році

- Слабошпицький Михайло Федотович, 74, радянський і український письменник та літературознавець[686].

### 29 травня
- Джо Лара, 58, американський актор та музикант; авіакатастрофа[687].

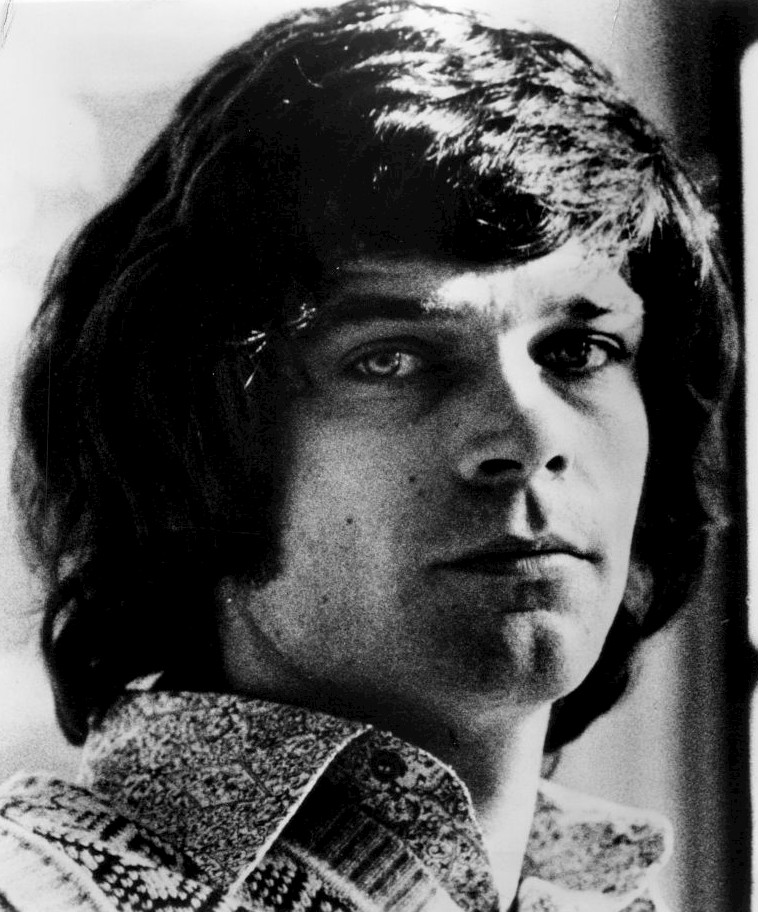
Американський співак Бі Джей Томас у 1972 році

- Бі Джей Томас, 78, американський співак[688].

### 28 травня
- Заблон Аманака, 45, кенійський футболіст[689].
- Гвоздь Віктор Іванович, 62, український військовик, розвідник та дипломат, голова Служби зовнішньої розвідки України (2014—2016)[690].
- Марк Ітон, 64, американський баскетболіст[691].
- Бенуа Сокаль, 66, бельгійський художник коміксів та автор відеоігор[692].
- Ступак Іван Іванович, 61, український політик[693].

### 27 травня
- Лоріна Камбурова, 30, болгарська акторка та співачка; COVID-19[694].
- Жайме Лернер, 83, бразильський архітектор та політік[695].
- Нікітін Владилен Валентинович, 84, радянський російський політик та агроном[696].
- Карла Фраччі, 84, італійська балерина, хореограф та акторка[697].
- Поуль Шльотер, 92, данський політік, Прем'єр-міністр Данії (1982—1993)[698].
- Корнеліс де Ягер, 100, нідерландський астроном[699].

### 26 травня

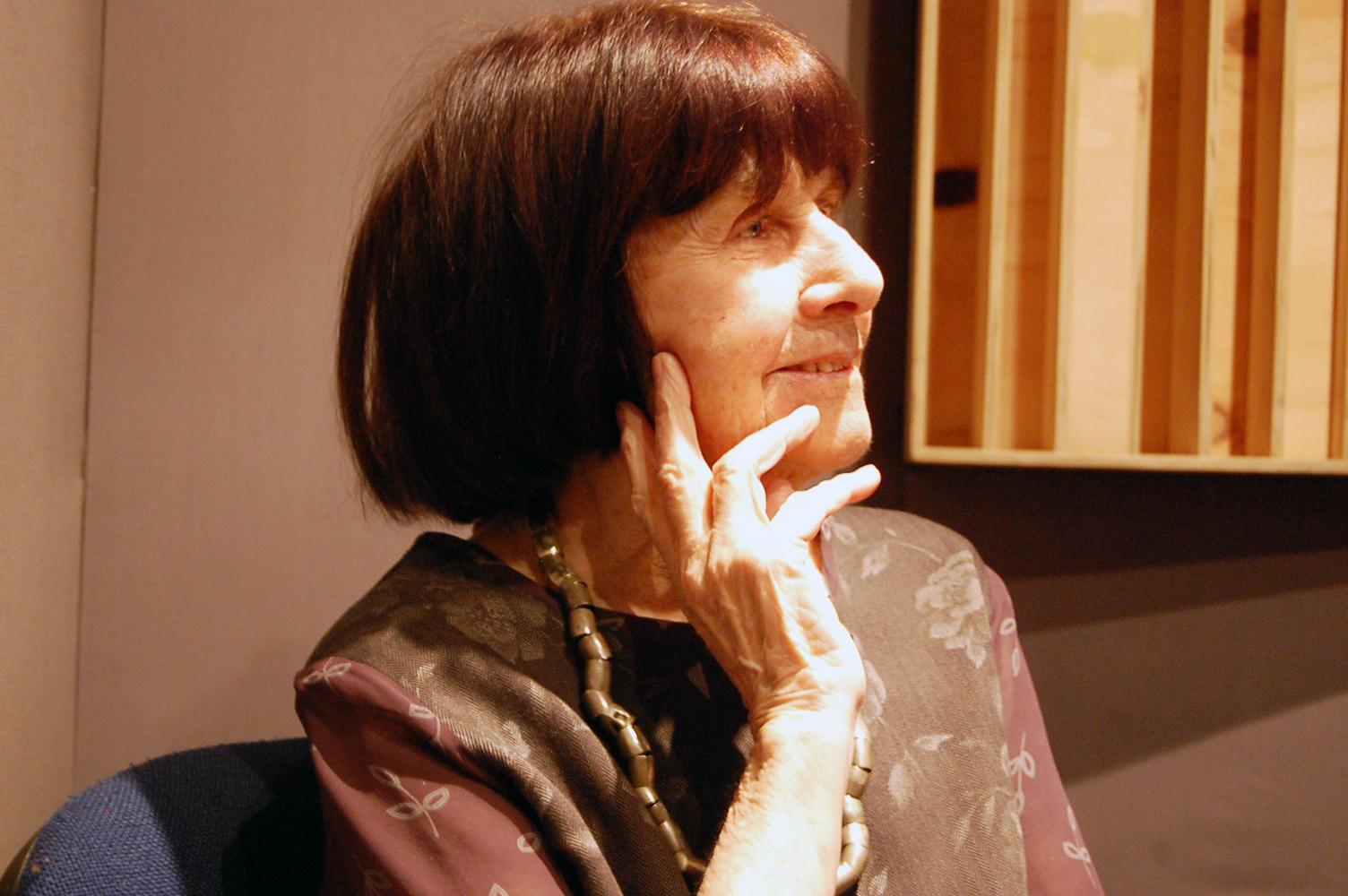
Чилійська художниця Розер Бру у 2015 році

- Розер Бру, 98, чилійська художниця та граверка іспанського походження[700].
- Тарчізіо Бурньїч, 82, італійський футболіст[701].
- Джером Геллман, 92, американський продюсер[702].
- Ізабелла Де Бернарді, 57, італійська акторка[703].
- Мошик Микола Григорович, 79, український бандурист, композитор та педагог, Заслужений діяч мистецтв України (2005); COVID-19[704].

### 25 травня
- Крікор Бедрос XX, 86, патріарх Вірменської католицької церкви, архиєпископ-митрополит Бейруту (2015—2021)[705][706].
- Джон Ворнер, 94, американський політик[707].
- Гаврилюк Ярослав Дмитрович, 69, український актор, Народний артист України (2006); COVID-19[708].

### 24 травня
- Жанна Бот, 116, французька довгожителька[709].
- Дячун Теодор Григорович, 94, український військовик, ветеран УПА[710].

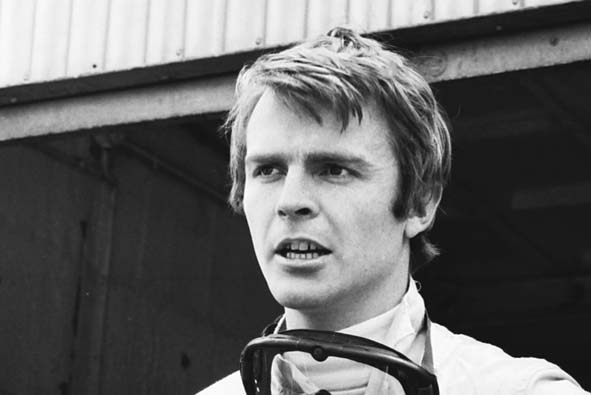
Британський автогонщик Макс Мослі у 1969 році

- Макс Мослі, 81, британський автогонщик, президент FIA (1993—2009)[711].

### 23 травня
- Крістобаль Альфтер, 91, іспанський композитор та диригент[712].
- Рон Гілл, 82, британський легкоатлет[713].
- Ерік Карл, 91, американський письменник, дизайнер та ілюстратор дитячих книг[714].
- Нагірний Василь Григорович, 63, український журналіст, краєзнавець та громадський діяч[715].
- Мар'ятта Расі, 75, фінський політик та дипломат[716].
- Рудянський Олександр Миколайович, 85, радянський і український композитор та педагог, Заслужений діяч мистецтв України (1993).
- Струк Василь Михайлович, 81, український письменник, краєзнавець та педагог, Відмінник народної освіти.
- Шацька Ніна Сергіївна, 81, радянська та російська акторка, Заслужена артистка Росії (2008)[717].

### 22 травня
- Франсеск Арнау, 45, іспанський футболіст[718].
- Едмінас Багдонас, 57, литовський політик та дипломат[719].

### 21 травня
- Таїр Салахов, 92, радянський, азербайджанський та російський художник[720].

### 20 травня
- Жан Пензер, 93, французький кінооператор[721].
- Шандор Пуль, 65, угорський футбольний арбітр[722].
- Абубакар Шекау, 48, нігерійський терорист; самогубство[723].

### 19 травня

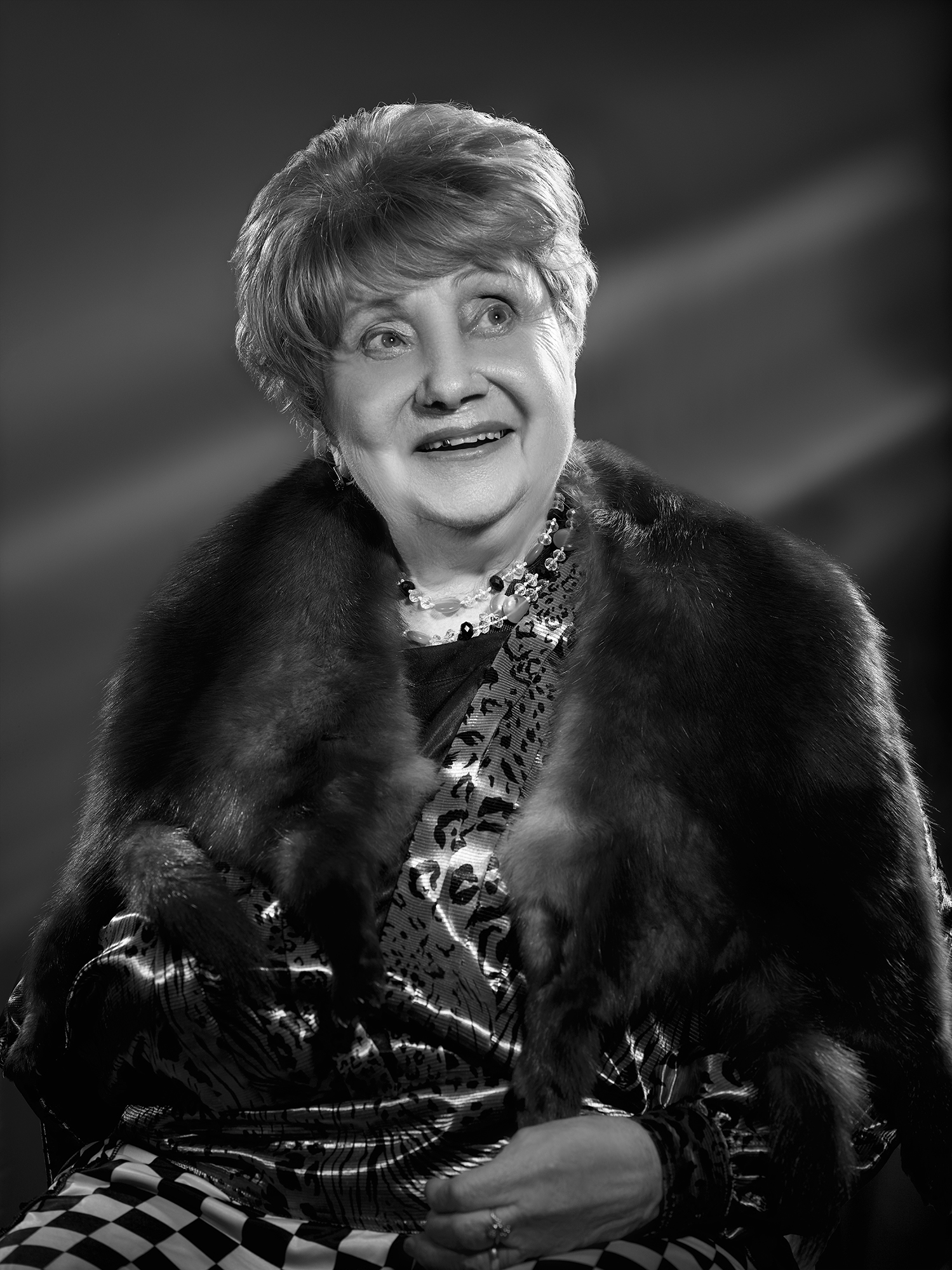
Українська акторка Людмила Вершиніна у 2017 році

- Вершиніна Людмила Іванівна, 93, радянська і українська акторка та режисерка, Народна артистка Української РСР (1977)[724].
- Дутчак Михайло Михайлович, 67, український диригент, Народний артист України (2017)[725].
- Лі Еванс, 74, американський легкоатлет (спринтер)[726].
- Гільєрмо Сепульведа, 86, мексиканський футболіст[727].
- Мартін Турновський, 92, чеський диригент[728].
- Проценко Тетяна Анатолівна, 53, радянська акторка[729].
- Ференчак Сергій Володимирович, 37, український футболіст[730].

### 18 травня
- Артемова-Мгебрішвілі Людмила Іванівна, 72, радянська та грузинська акторка, Заслужена артистка Грузинської РСР[731].
- Баженов Віктор Андрійович, 79, український науковець у галузі будівництва, педагог, Заслужений діяч науки та техніки України (1992)[732].

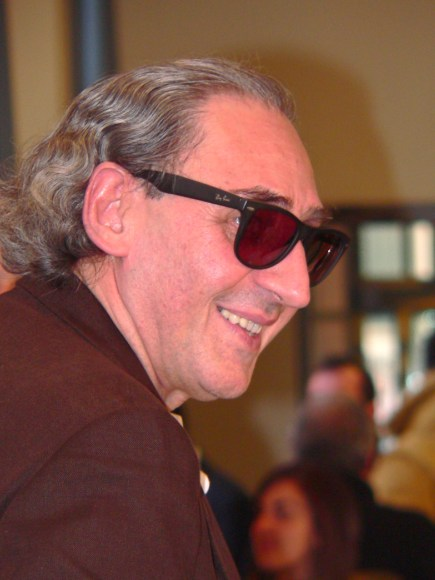
Італійський композитор і співак Франко Баттіато у 2005 році

- Франко Баттіато, 76, італійський композитор, співак та режисер[733].
- Чарльз Гродін, 86, американський актор, комік та телеведучий[734].
- Усіченко Іван Гнатович, 82, радянський і український лікар, політик та громадський діяч, президент Товариства Червоного Хреста України (1986—2018); COVID-19[735].
- Федоров Володимир Анатолійович, 82, радянський і російський актор, продюсер та поет[736].
- Чубаров Олександр Федорович, 78, радянський і український футбольний тренер та функціонер[737].

### 17 травня
- Малецький Микола Леонідович, 75, радянський і український режисер та сценарист[738].
- Бадді Ремер, 77, американський політик, губернатор Луїзіани (1988—1992)[739].

### 16 травня
- Аніщенко Євген Костянтинович, 65, білоруський історик[740].
- Биков Анатолій Миколайович, 67, радянський і російський футболіст та тренер[741].
- Васильєв Євгеній Михайлович, 49, український літературознавець, актор та режисер[742].

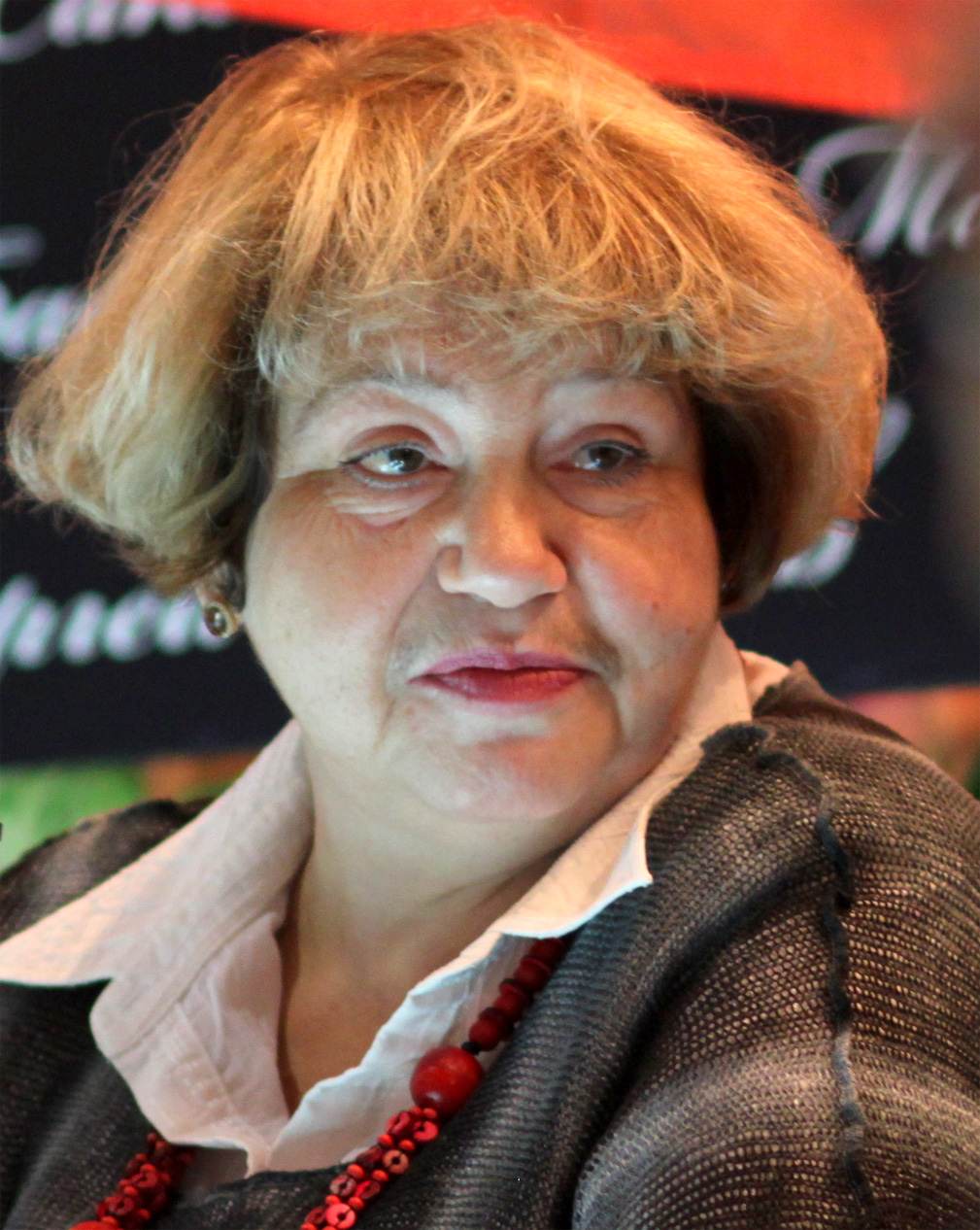
Російська письменниця Катерина Вільмонт у 2010 році

- Вільмонт Катерина Миколаївна, 75, російська письменниця та перекладачка[743].
- Гаврилов Анатолій Михайлович, 88, радянський та український оператор анімаційних фільмів, Заслужений діяч мистецтв України (2010)[744].
- Рілдо да Коста Менезес, 79, бразильський футболіст[745].
- Платонова Людмила Павлівна, 80, радянська та українська акторка, Народна артистка України (2002)[746].

### 15 травня
- Гнєдаш Вадим Борисович, 89, радянський і український диригент та педагог, Народний артист Української РСР (1978)[747].
- Іщенко Юрій Якович, 83, радянський і український композитор та педагог, Заслужений діяч мистецтв України (1991)[748].

### 14 травня
- Хайме Гарса, 67, мексиканський актор[749].
- Естер Мяґі, 99, радянська й естонська композиторка та педагогиня, Народна артистка Естонської РСР (1984)[750].
- Щукін Володимир Володимирович, 66, український історик, краєзнавець та педагог; вбивство[751].

### 13 травня
- Олів'є Жан-Марі, 60, французький художник-мультиплкатор, сценарист та режисер анімаційних фільмів[752].
- Нощенко Микола Петрович, 76, український політик, віце-президент благодійного фонду «Наше майбутнє».

### 12 травня
- Вассерман Олександр Анатолійович, 89, радянський і український теплофізик та педагог, Заслужений діяч науки та техніки України (2006)[753].
- Боб Кестер, 88, американський саунд-продюсер, засновник та власник звукозаписуючого лейблу Delmark Records[754].
- Крейліс-Петрова Кіра Олександрівна, 89, радянська та російська акторка, Заслужена артистка Росії (1994)[755].
- Мамикіна Людмила Михайлівна, 74, українська акторка, Заслужена артистка Української РСР (1981)[756].
- Никонова Тетяна Миколаївна, 43, російська феміністка, журналістка, блогерка[757].
- Їржі Феурейсл, 89, чехословацький футболіст та хокеїст[758].

### 11 травня

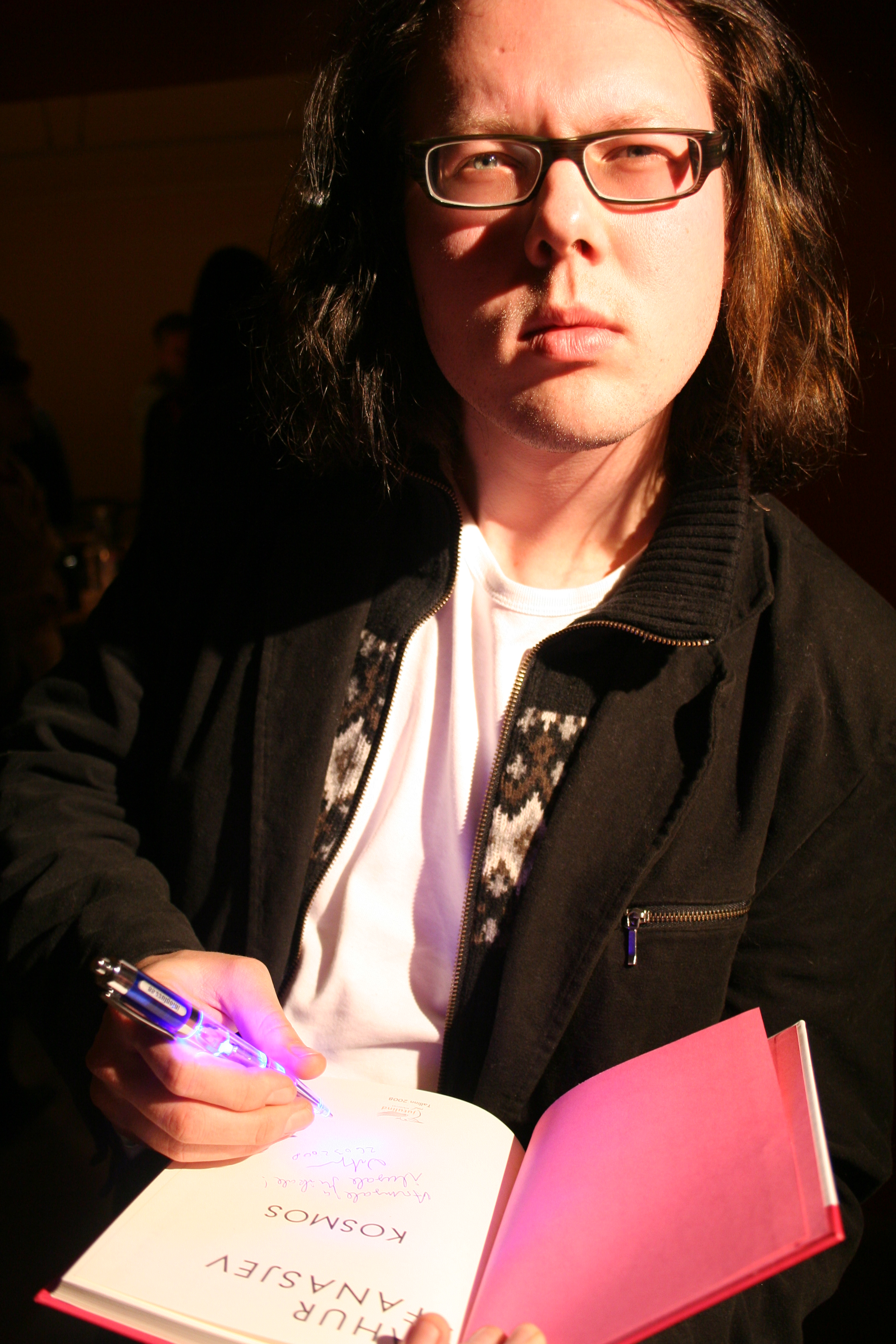
Естонський письменник Вагур Афанасьєв у 2008 році

- Вагур Афанасьєв, 41, естонський письменник, режисер та музикант[759].
- Варус Іван Іванович, 94, радянський та український господарський діяч, Почесний ветеран України.
- Єгін Владислав Ігорович, 32, російський хокеїст; COVID-19[760].
- Крикунов Ігор Миколайович, 67, український актор, режисер та педагог, Народний артист України (2007); COVID-19[761].

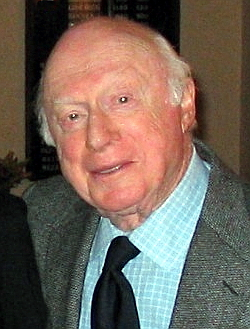
Американський актор Норман Ллойд у 2007 році

- Норман Ллойд, 106, американський актор, продюсер та режисер[762].
- Логунов Вадим Юрійович, 53, радянський та російський футболіст[763].
- Сірий Валентин Павлович, 83, український художник-графік[764].

### 10 травня
- Куриленко Раїса Іванівна, 86, українська педагогиня, Заслужений вчитель України, учителька-методистка[765].
- Іван Налбантов, 80, болгарський актор та письменник[766].
- Пазухін Борис Сергійович, 78, радянський і український футболіст та тренер[767].
- Сванте Турессон, 84, шведський джазовий музикант, вокаліст та продюсер[768].

### 9 травня
- Алісов Вадим Валентинович, 80, радянський та російський кінооператор, Народний артист Росії (2001)[769].
- Жак Бувресс, 80, французький філософ та педагог[770].
- Залевська Олександра Олександрівна, 91, радянська і російська психолінгвістка та педагогиня, Заслужений діяч науки Російської Федерації (1998)[771].

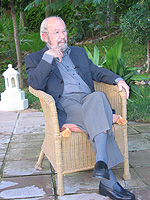
Іспанський письменник Хосе Мануель Кабальєро Бональд у 2012 році

- Хосе Мануель Кабальєро Бональд, 94, іспанський письменник та поет[772].
- Пащенко Євген Миколайович, 70, український лінгвіст, фольклорист, історик та дипломат[773].
- Степан Стареправо, 56, священник УГКЦ, василіянин, протосинкел Апостольського Екзархату в Італії (2020—2021); COVID-19[774].

### 8 травня
- Блещук Юрій Юрійович, 91, український скрипаль, Заслужений працівник культури України (1981)[775].
- Георгій Димитров, 62, болгарський футболіст[776].
- Рональд Інґлегарт, 86, американський соціолог та політолог, координатор міжнародного дослідницького проекту «Огляд цінностей світу»[777].
- Лі Хан Дон, 86, корейський політік, Прем'єр-міністр Південної Кореї (2000—2002)[778].
- Михайлова Любов Іванівна, 67, радянський і український економіст та педагог[779].
- Прокопець Марія Андріївна, 80, українська поетеса[780].
- Кертіс Фуллер, 86, американський джазовий тромбоніст[781].
- Бо, 12, собака родини Барака Обами породи португальський водяний[782].

### 7 травня
- Анжеліка Белла, 53, угорська порноакторка[783].
- Гнесін Віталій Ісайович, 83, радянський та український науковець, фахівець у галузі аеродинаміки турбомашин, педагог[784].
- Доценко Іван Пилипович, 85, український політик.
- Качан Володимир Андрійович, 73, радянський і російський актор, письменник та співак, Народний артист Росії (2004); COVID-19[785].
- Тоні Кітейн, 59, американська акторка та модель[786].
- Аріф Кулієв, 70, радянський та азербайджанський актор, Народний артист Азербайджану (1993); COVID-19[787].
- Лігачов Єгор Кузьмич, 100, радянський та російський політик[788].
- Мартін Пандо, 86, аргентинський футболіст[789].

### 6 травня
- Карлос Тімотео Грігуоль, 86, аргентинський футболіст та тренер[790].

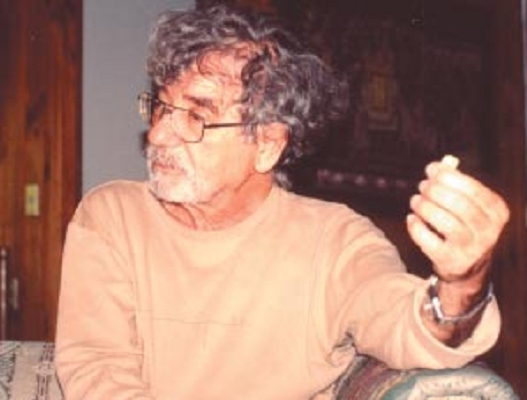
Чилійський біолог і філософ Умберто Матурана у 2007 році

- Умберто Матурана, 92, чилійський біолог, філософ та письменник[791].
- Міура Кентаро, 54, японський манґака[792].
- Гільєрмо Муррай, 93, мексиканський актор та режисер аргентинського походження[793].

### 5 травня
- Гаврилов Юрій Анатолійович, 54, український гандболіст[794].
- Прокопенко Георгій Якович, 84, український радянський плавець[795].
- Фільц Богдана Михайлівна, 88, українська композиторка та музикознавиця, Заслужений діяч мистецтв України (1999)[796][797].

### 4 травня
- Симон Ачиді Ачу, 86, камерунський політик, Прем'єр-міністр Камеруну (1992—1996)[798].
- Голубєва Римма Тимофіївна, 92, радянська і українська піаністка та педагогиня, Заслужена артистка України (1993)[799].
- Джим Джонсон, 78, канадський хокеїст[800].
- Алан Маклафлін, 54, ірландський футболіст та тренер[801].

### 3 травня
- Рафаель Альбрехт, 79, аргентинський футболіст; COVID-19[802].
- Забудський Ігор Володимирович, 60, український поет, письменник та художник[803].
- Каменецький Юхим Олександрович, 85, радянський та російський актор, Народний артист Росії (2008)[804].
- Нечаєв Володимир Вікторович, 70, радянський і український футболіст та тренер[805].

### 2 травня
- Кисіль Віктор Іванович, 71, радянський і український диригент та педагог, Заслужений працівник культури України (2002)[806].
- Мельников Жан Олександрович, 84, радянський і український актор та режисер, Народний артист Української РСР (1977)[807].

### 1 травня
- Артюшенко Таїсія Іванівна, 74, українська поетеса та педагогиня, Відмінник освіти України[808].

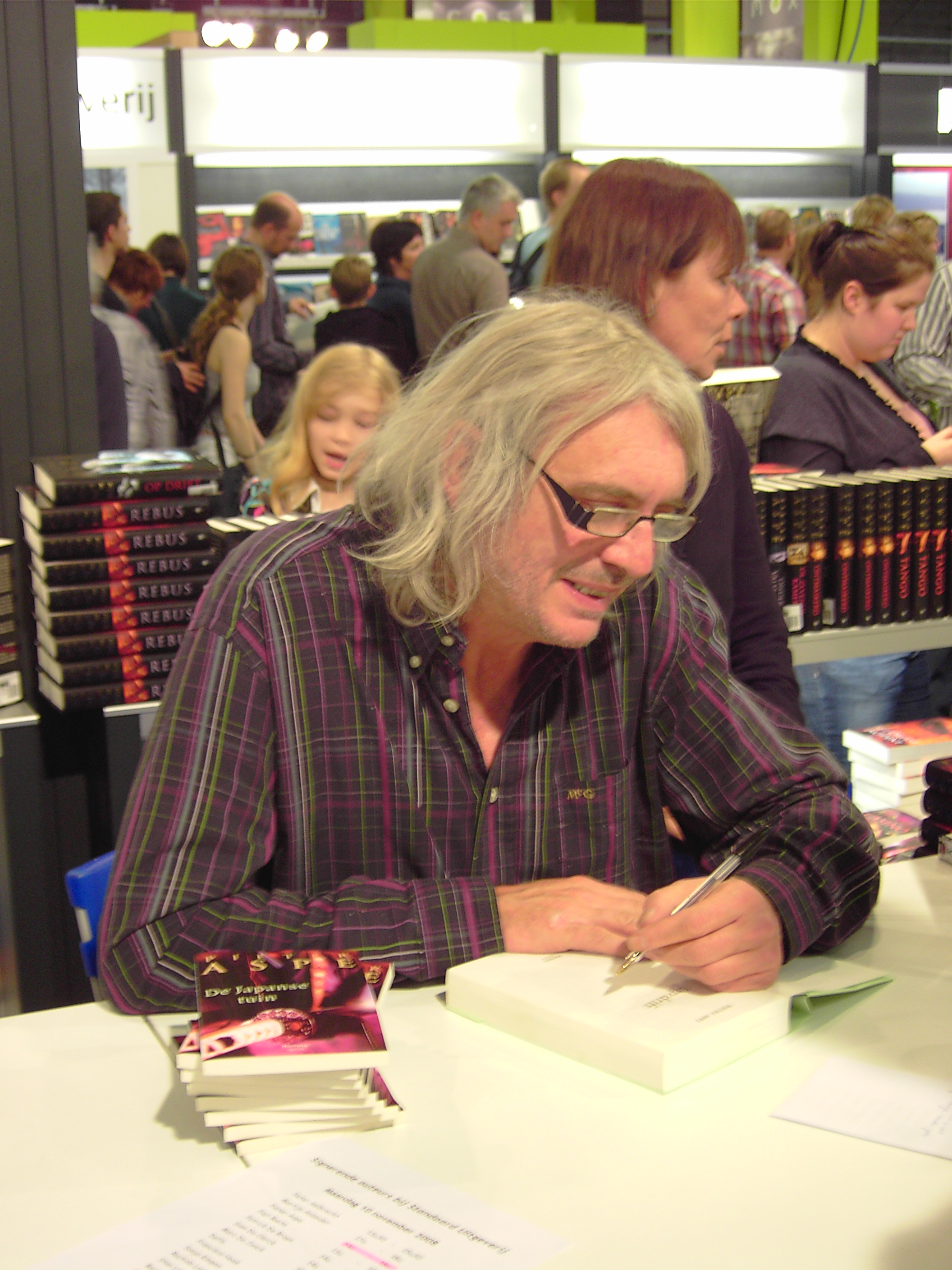
Бельгійський письменник Пітер Аспе у 2008 році

- Пітер Аспе, 68, бельгійський письменник[809].

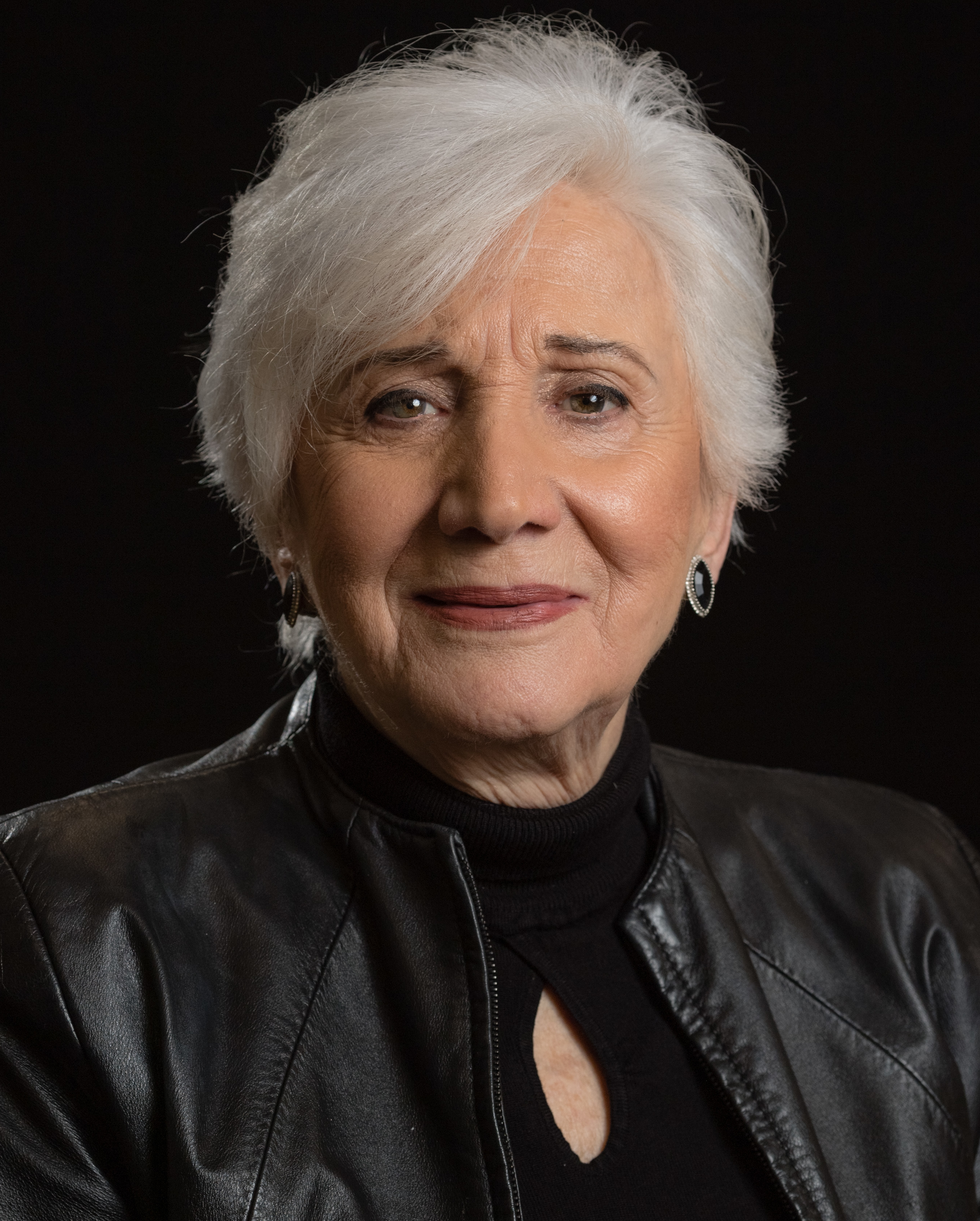
Американська акторка Олімпія Дукакіс у 2019 році

- Олімпія Дукакіс, 89, американська акторка[810].
- Хризостом (Карагуніс), 61, ієрарх Александрійської православної церкви, єпископ Мозамбіцький (2015—2021)[811].

## Квітень

### 30 квітня
- Ганс ван Баален, 60, нідерландський політик[812].
- Пучков Олександр Васильович, 66, український ентомолог та педагог; COVID-19[813].
- Суберляк Олег Володимирович, 74, український хімік, дослідник та педагог, Заслужений діяч науки та техніки України (2014)[814].

### 29 квітня
- Алтухов Валерій Миколайович 79, український кларнетист, Заслужений діяч мистецтв України (1996)[815].

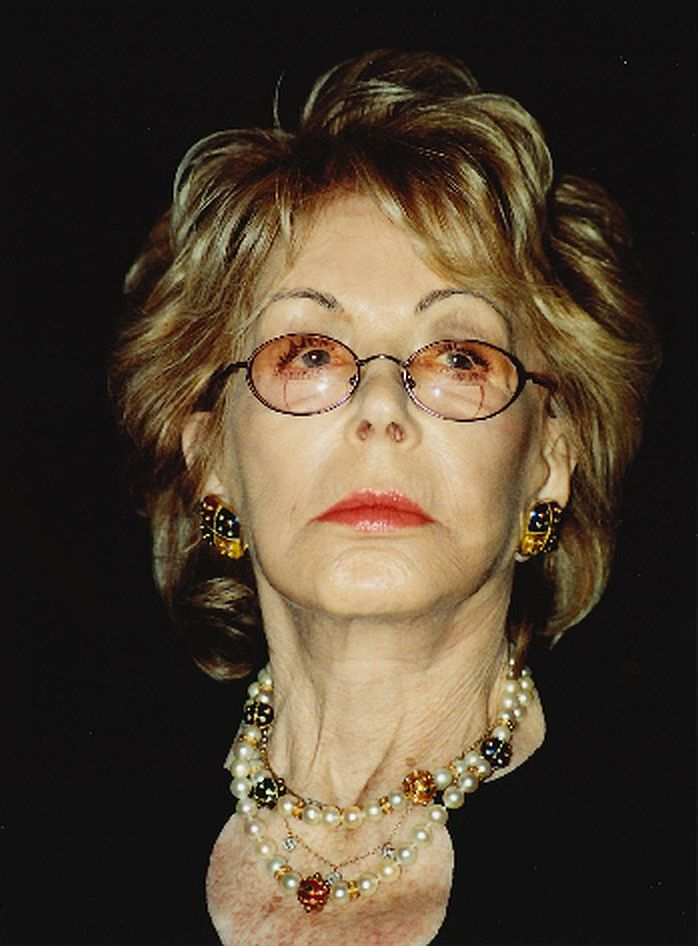
Американська акторка та філантроп Енн Байденс у 2000 році

- Енн Байденс, 102, американська акторка та філантроп[816].
- Гетьманець Михайло Федосійович, 97, радянський і український філолог та педагог[817].
- Карп Ігор Миколайович, 88, український науковець, фахівець у галузі промислової теплотехніки і металургії, Заслужений діяч науки і техніки України (1993)[818].
- Чжан Еньхуа, 48, китайський футболіст[819].
- Шевченко Володимир Станіславович, 80, український журналіст, письменник та краєзнавець[820].

### 28 квітня
- Хуан Хоя Борха (Реготун), 65, іспанський комік та актор[821].
- Ільєнко Володимир Дмитрович, 76, український актор, Заслужений артист України (1997)[822].
- Майкл Коллінз, 90, американський астронавт[823].
- Хосе де ла Пас Еррера, 80, гондураський футболіст та тренер[824].

### 27 квітня
- Босович Василь Васильович, 78, радянський і український письменник, драматург та сценарист[825].

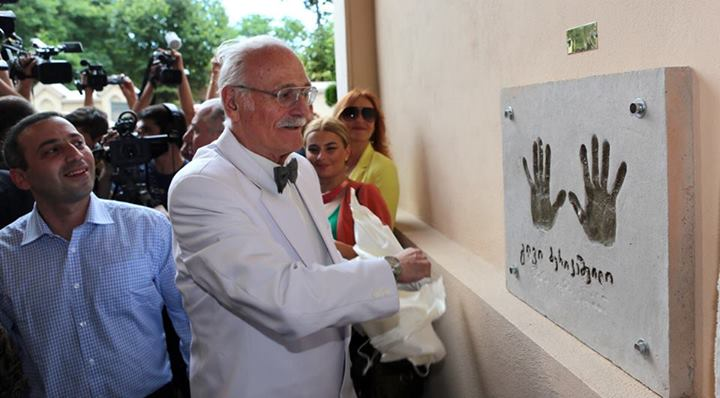
Грузинський актор Кахі Кавсадзе у 2014 році

- Кавсадзе Кахі Давидович, 85, радянський та грузинський актор, Народний артист Грузинської РСР (1981); COVID-19[826].
- Мирослав Фричер, 61, чеський хокеїст[827].

### 26 квітня
- Асим Екрен, 70, турецький барабанщик, джазист[828].
- Пресс Тамара Натанівна, 83, радянська легкоатлетка[829].

### 25 квітня
- Васильківська-Осгуд Євгенія Іванівна, 92, українська поетеса, лінгвістка та перекладачка[830].
- Іван Гавел, 82, чеський науковець[831].

### 24 квітня
- Вітаутас Бубніс, 88, литовський письменник та політик[832].
- Кріста Людвіг, 93, німецька співачка (меццо-сопрано)[833].

### 23 квітня
- Максимчук Віктор Петрович, 58, український письменник та громадський діяч[834].
- Мелешевич Андрій Анатолійович, 58, український науковець, президент Києво-Могилянської академії (2014—2019)[835].

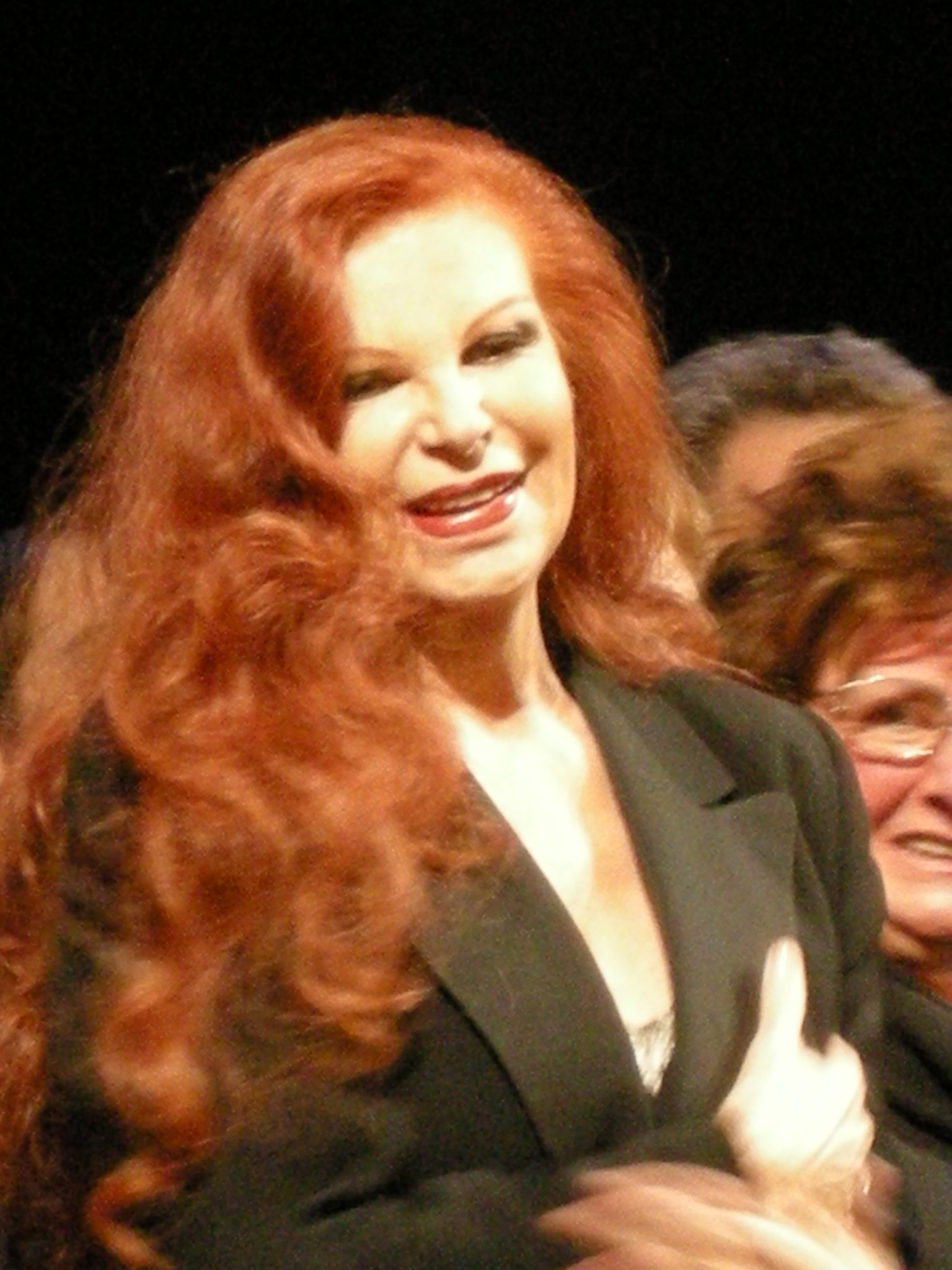
Італійська співачка Мільва у 2009 році

- Мільва, 81, італійська співачка та акторка[836].

### 21 квітня
- Роберт Гутира, 76, чехословацький спортсмен-велосипедист[837].
- Івасишен Степан Дмитрович, 83, український математик[838].
- Марк Ферро, 96, французький історик[839].

### 20 квітня
- Монте Геллман, 91, американський режисер[840].
- Ідріс Дебі, 68, чадський політик, Президент Чаду (1990—2021); вбивство[841].
- Альфред Тайнитцер, 91, австрійський футболіст[842].

### 19 квітня
- Айрапетян Юрій Суренович, 87, радянський і вірменський піаніст та педагог, Народний артист Вірменської РСР (1976)[843].

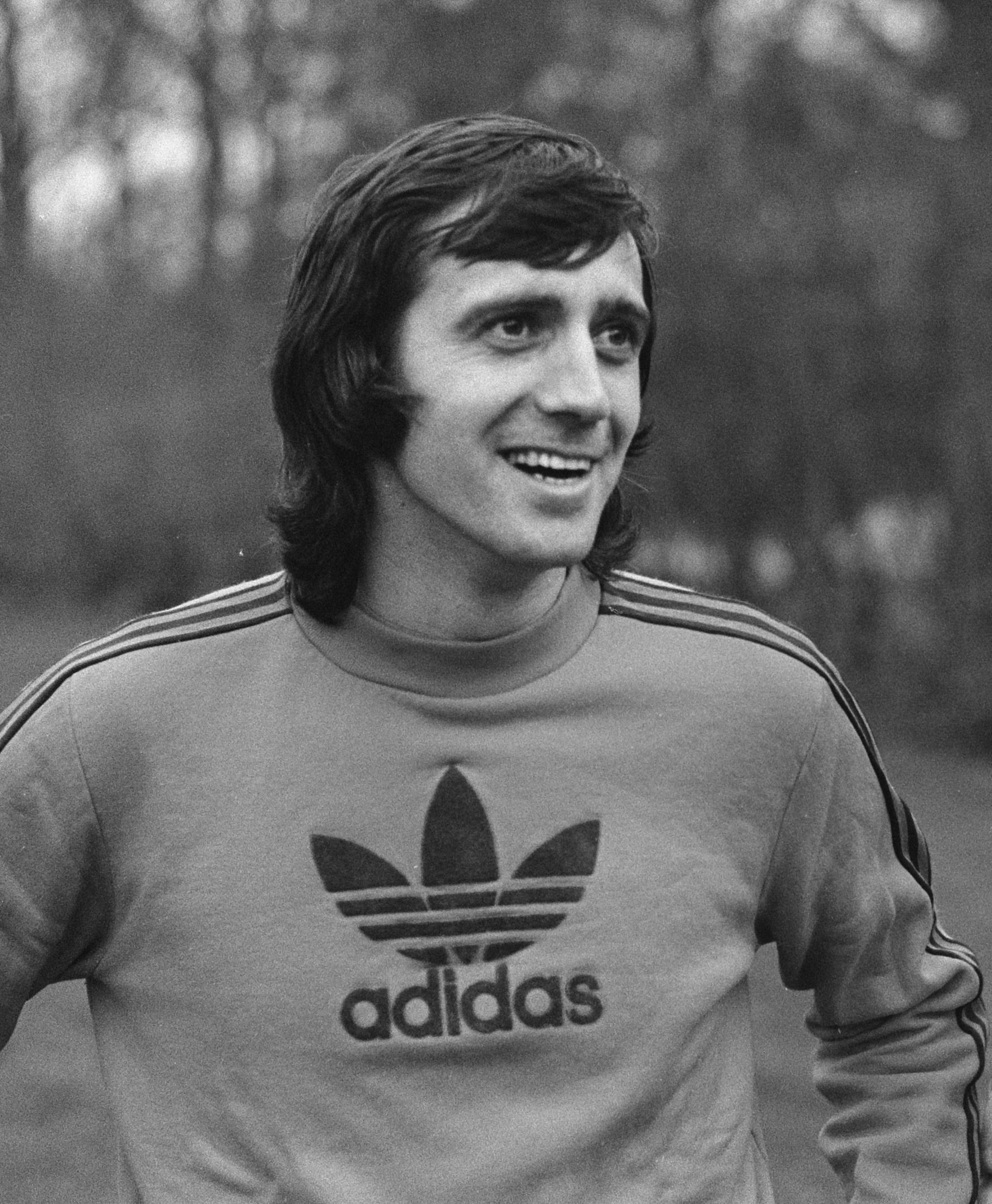
Нідерландський футболіст Віллі ван дер Кейлен у 1974 році

- Віллі ван дер Кейлен, 74, нідерландський футболіст; дата повідомлення про смерть[844].
- Канарська Галина Павлівна, 64, українська театрознавиця, драматургиня та перекладачка, редакторка журналу «Театральна бесіда» (2003—2013)[845].
- Лисенко Володимир Миколайович, 65, російський політик, політолог та педагог[846].
- Михайленко Валерій Васильович, 77, український лінгвіст, дипломат та педагог[847].
- Волтер Мондейл, 93, американський політик та дипломат, 42-й віцепрезидент США (1977—1981)[848].
- Шувалов Віктор Григорович, 97, радянський хокеїст та тренер[849].

### 18 квітня
- Бердимухамедов Мялікгули Бердимухамедович, 88, радянський і туркменський військовик та політик[850].
- Стефан Братковський, 86, польський письменник та журналіст[851].
- Гринів Олег Іванович, 81, український поет, письменник та педагог[852].
- Очкаленко Яків Костянтинович, 69, радянський і український футбольний тренер та функціонер[853].
- Зденек Ружичка, 96, чехословацький гімнаст[854].

### 17 квітня
- Брик Олександр Борисович, 77, український фізик[855].
- Ферейдун Ганбарі, 43, іранський борець вільного стилю[856].
- Лозинський Орест Юліанович, 80, український науковець та педагог, Заслужений діяч науки та техніки України (2005)[857].
- Сеник Любомир Тадейович, 90, український письменник та літературознавець[858].
- Гестер Форд, 115, американська довгожителька[859].

### 16 квітня
- Гай Анатолій Іванович, 68, український письменник та журналіст; COVID-19[860].
- Чарльз Гешке, 81, американський підприємець та інформатик, співзасновник компанії Adobe Systems[861].
- Ельдар Кулієв, 80, радянський і азербайджанський режисер, сценарист та актор, Народний артист Азербайджанської РСР (1982)[862].
- Ґражина Лея, 66, польська політична й державна діячка, підприємниця[863].

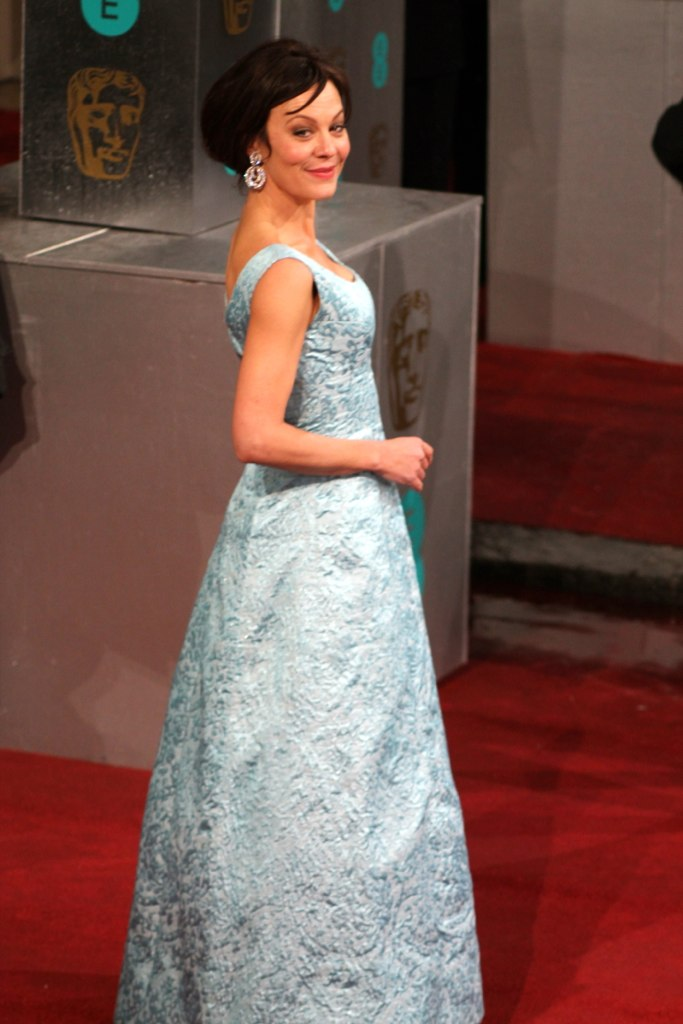
Британська акторка Гелен Маккрорі у 2013 році

- Гелен Маккрорі, 52, британська акторка[864].
- Новіков Сергій Петрович, 71, радянський дзюдоїст[865].
- Джонні Пірсон, 95, канадський хокеїст[866].
- Сбітнєв Юрій Миколайович, 89, російський письменник та сценарист[867].
- Тарасенко Володимир Стефанович, 81, український радянський діяч.
- Марі Теречік, 85, угорська акторка[868].

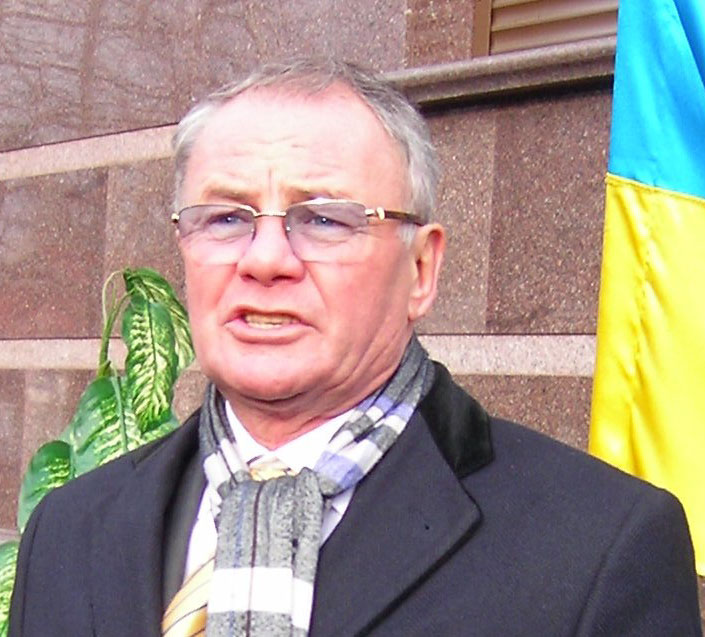
Український письменник, журналіст і політик Володимир Яворівський у 2012 році

- Яворівський Володимир Олександрович, 78, український письменник, журналіст та політік[869].

### 14 квітня
- Їлдирим Акбулут, 85, турецький політик, Прем'єр-міністр Туреччини (1989—1991)[870].
- Гаврилюк Ігор Іванович, 80, український письменник[871].
- Захарія Йосип Андрійович, 98, український науковець та педагог[872].
- Марусєв Олег Федорович, 76, радянський і російський актор, режисер та телеведучий, Заслужений артист Росії (1993)[873].
- Бернард Мейдофф, 82, американський фінансист та злочинець[874].

### 13 квітня
- Джамаль Аль-Кабенді, 62, кувейтський футболіст[875].
- Борткевич Леонід Леонідович, 71, білоруський музикант, соліст ВІА «Пісняри» у 1970—1980 та у 1999—2003 роках[876][877].
- Роберт Вільям Девіс, 95, британський історик[878].
- Мірус Борис Михайлович, 92, український актор, Народний артист Української РСР (1991)[879].
- Мосєсов Ігор Робертович, 68, український радіоведучий та музикознавець вірменського походження[880].
- Сінцов Вадим Сидорович, 79, український радянський діяч.
- Чепелик Володимир Андрійович, 75, радянський та український скульптор[881].

### 12 квітня
- Бабич Надія Денисівна, 77, українська мовознавиця та педагогиня[882].
- Ширлі Вільямс, 90, британська політична діячка[883].
- Мигович Іван Васильович, 75, український художник[884].

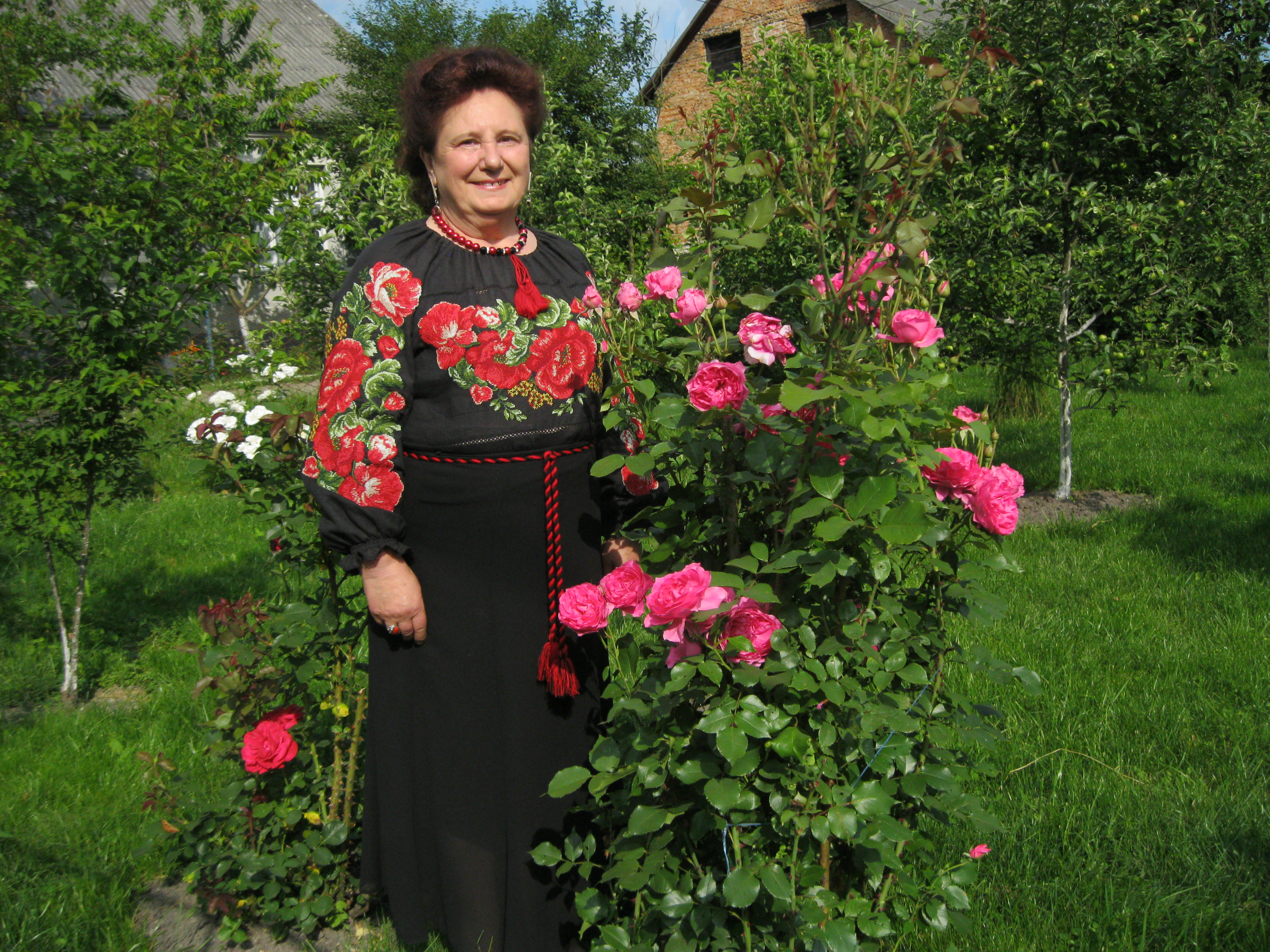
Українська співачка та композиторка Галина Мосійчук у 2014 році

- Мосійчук Галина Василівна, 75, українська співачка, композиторка, лікарка[885].
- Холіна Серафима Василівна, 97, радянська російська акторка[886].
- Черняк Олександр Іванович, 62, український економіст, науковець та педагог[887].

### 11 квітня
- Колін Бейкер, 86, валлійський футболіст[888].
- Делеган Іван Васильович, 69, український лісівник та педагог[889].
- Люгайло Станіслав Антонович, 83, радянський волейболіст[890].
- Джозеф Сіраво, 66, американський актор[891].

### 10 квітня
- Вєрник Еміль Григорович, 96, радянський та російський радіорежисер, Народний артист Росії (1999)[892].
- Едвард Ідріс Кассіді, 96, австралійський кардинал та ватиканський дипломат[893].
- Луньо Євген Андрійович, 60, український історик та етнограф[894].
- Салін Валентин Іванович, 91, радянський волейбольний тренер[895].

### 9 квітня
- Канафоцький Роман Андрійович, 83, радянський футболіст та український футбольний функціонер[896].
- Курдюмов Олександр В'ячеславович, 82, радянський та український фізик[897].
- Джун Ньютон, 97, австралійська акторка, фотограф та модель[898].
- Паламар Арсен Онуфрійович, 84, український журналіст та письменник[899].

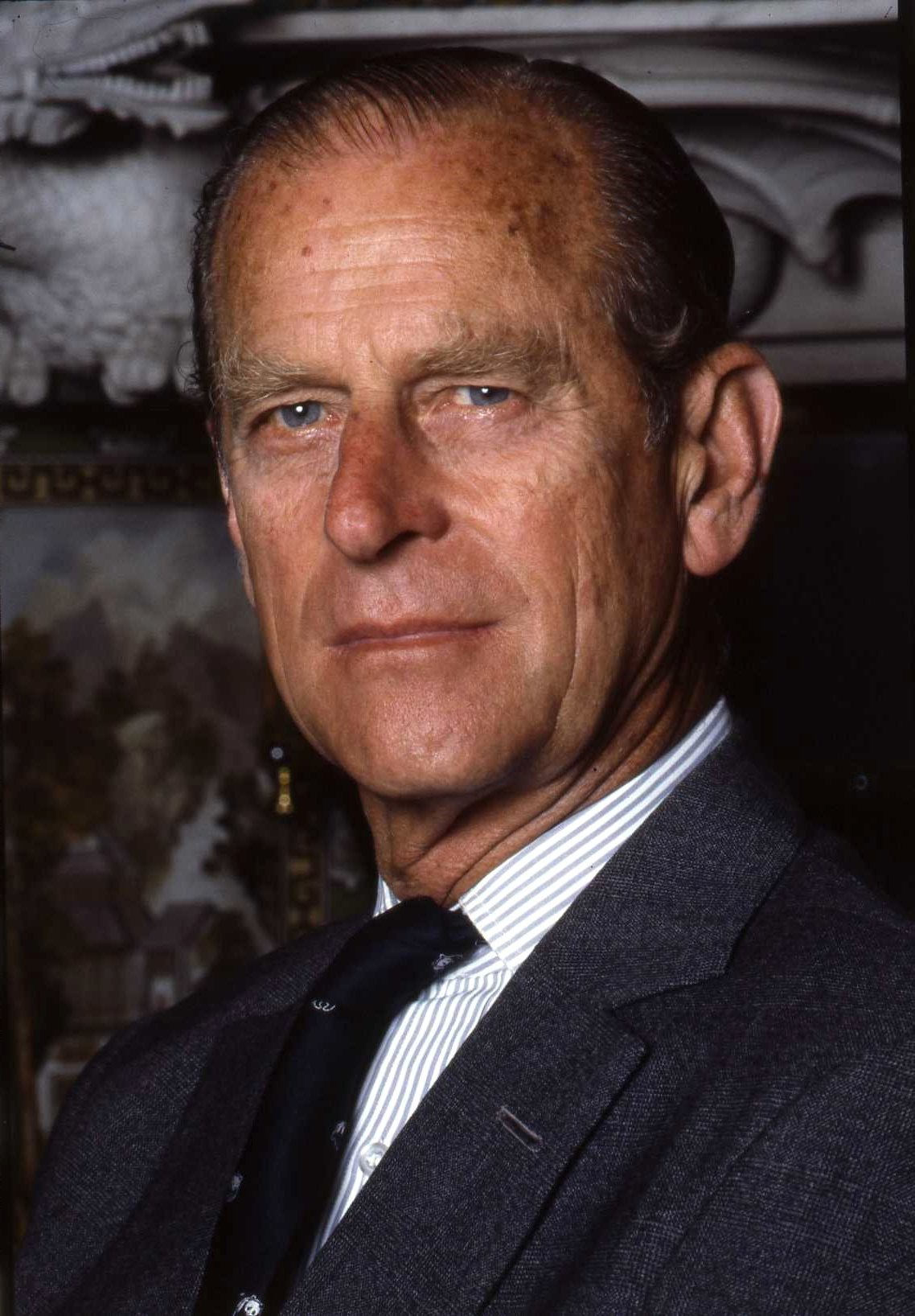
Філіп, герцог Единбурзький у 1992 році

- Філіп, герцог Единбурзький, 99, принц Грецький і Данський[900].
- DMX, 50, американський репер[901].

### 8 квітня
- Атаян Армен Аршакович, 98, вірменський та український художник[902].

### 7 квітня
- Акімов Ігор Андрійович, 83, радянський та український зоолог, директор Інституту зоології НАН України (1987—2021), Заслужений діяч науки і техніки України (1997)[903].
- Гапон Олександр Іванович, 80, радянський та український актор, Народний артист України (1992)[904].
- Пашкова Ольга Леонідівна, 55, радянська та російська акторка, Народна артистка Росії (2006)[905].
- Стаднюк Леонід Антонович, 69, радянський і український кардіолог та педагог[906].
- Ремзіє Тарсінова-Баккал, 92, радянська, таджицька, кримськотатарська і українська танцівниця та балетмейстерка; художня керівниця ансамблю «Хайтарма» (1992—2016), Заслужена артистка України (2020)[907].

### 6 квітня
- Франсуа де Косс, 13-й герцог Бриссак, 92, французький аристократ, Великий магістр Ордену Святого Лазаря (1986—2004)[908].
- Ганс Кюнг, 93, швейцарський теолог та письменник[909].
- Волтер Олкевич, 72, американський актор[910].
- Ян Пурвінський, 86, єпископ-ординарій Києво-житомирської дієцезії Римо-Католицької Церкви (1991—2011)[911].
- Тищенко Олег Олександрович, 51, український історик, краєзнавець; COVID-19[912].
- Томашевський Володимир Володимирович, 52, український художник та педагог[913].
- Ярчук Броніслав Миронович, 81, радянський і український ветеринар та педагог[914].

### 5 квітня
- Балясна Любов Кузьмівна, 93, радянська діячка та педагогиня, заступниця міністра освіти РРФСР (1964—1987).
- Гендлін Володимир Ілліч, 84, радянський і російський боксер, спортивний коментатор та журналіст; COVID-19[915].
- Кабдеш Жумаділов, 84, радянський та казахський письменник[916].
- Кшиштоф Кравчик, 74, польський співак та композитор[917].
- Маркіна Ірина Анатоліївна, 57, українська економістка та педагогиня, Заслужений діяч науки та техніки України (2019)[918].
- Пол Ріттер, 55, британський актор[919].
- Чорномаз Богдан Данилович, 73, український історик та громадський діяч[920].

### 4 квітня
- Шеріл Гіллан, 68, британська політична діячка[921].

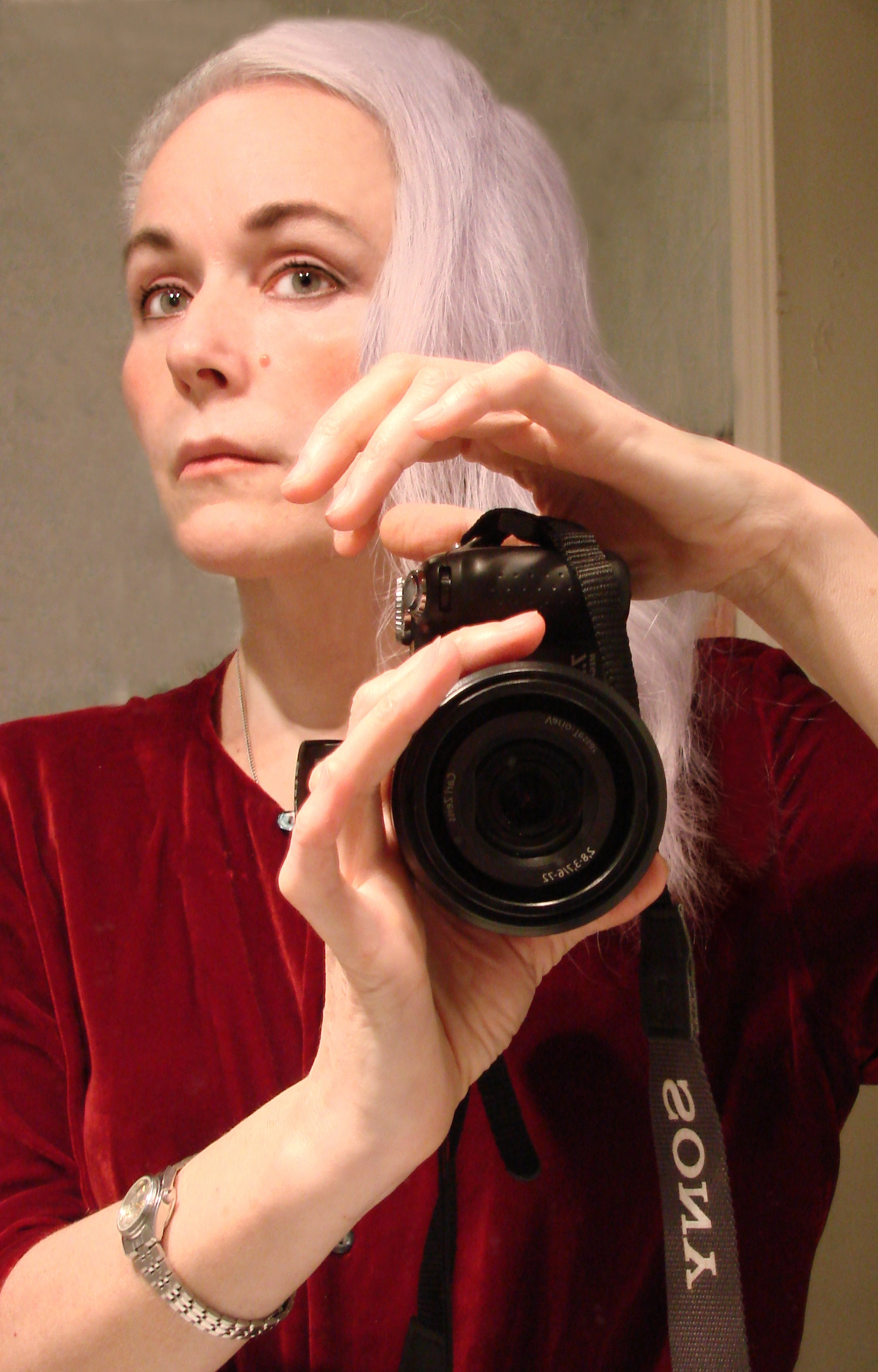
Українська художниця Вікторія Ковальчук у 2007 році

- Ковальчук Вікторія Володимирівна, 67, українська художниця; COVID-19[922].
- М'ялиця Анатолій Костянтинович, 80, радянський та український організатор виробництва, генеральний директор Харківського авіаційного заводу (1985—1990, 1996—2002, 2008—2015), Герой України (1999)[923].
- Асал Саодатова, 70, таджицька акторка, Народна артистка Таджикистану (2008)[924].

### 3 квітня
- Бевз Григорій Петрович, 95, український педагог, математик-методист.
- Бех Микола Іванович, 75, російський підприємець та науковець[925].
- Гурам Дочанашвілі, 82, грузинський письменник[926].

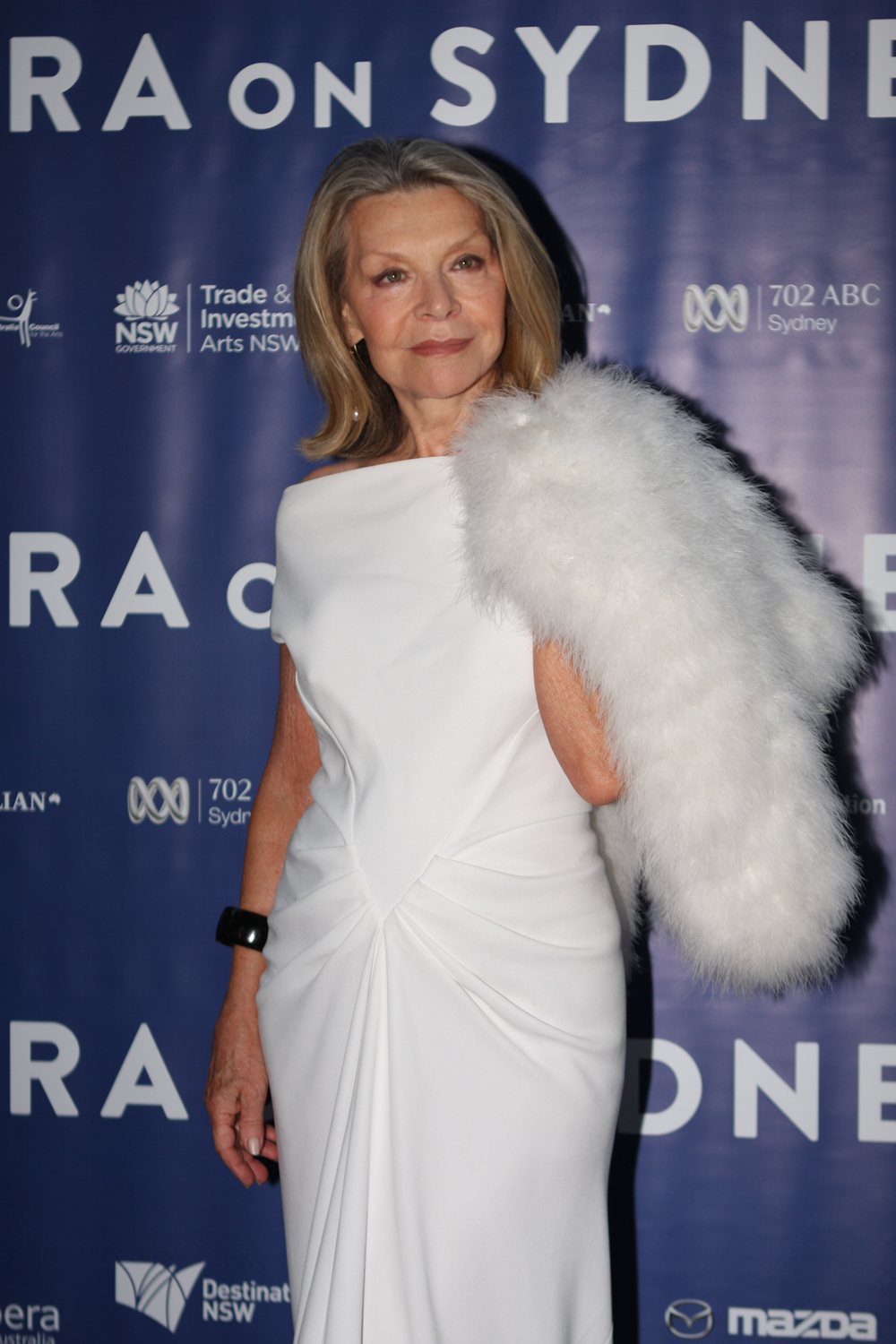
Італо-австралійська підприємиця та модельєрка Карла Зампатті у 2012 році

- Карла Марія Зампатті, 78, італо-австралійська підприємиця та модельєрка[927].
- Коросташов Олександр Григорович, 79, радянський та український господарський діяч, Герой України (2002)[928].
- Роберт Манделл, 88, канадський економіст, лауреат Нобелівської премії з економіки (1999)[929].

### 2 квітня
- Афонін Валентин Іванович, 81, радянський футболіст та тренер[930].

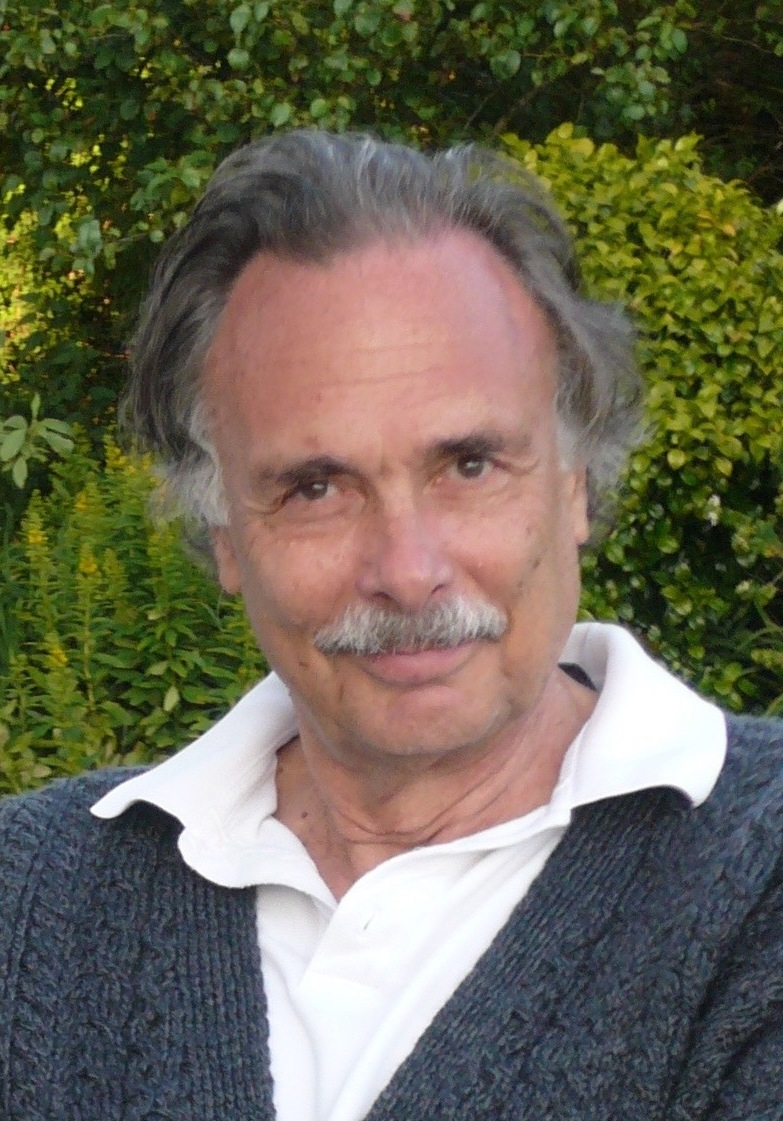
Американський драматург Артур Копіт у 2011 році

- Артур Копіт, 83, американський драматург[931].
- Кушнеренко Михайло Михайлович, 82, український політик; COVID-19[932].

### 1 квітня

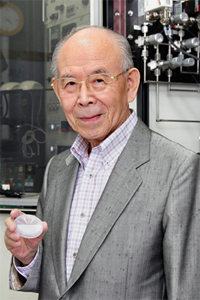
Японський фізик Акасакі Ісаму у 2014 році

- Акасакі Ісаму, 92, японський фізик, лауреат Нобелівської премії з фізики (2014, спільно з Амано Хіросі та Накамура Шюджі)[933].
- Баран Ганна Василівна, 50, українська письменниця[934].
- Кашперський Віталій Степанович, 84, радянський і український режисер, актор та педагог, Заслужений артист Української РСР (1973)[935].

## Березень

### 31 березня
- Жан-Крістоф Балуе, 64, французький палеонтолог[936].
- Гевко Роман Богданович, 56, український науковець, фахівець у галузі сільськогосподарського машинобудування, педагог, Заслужений винахідник України[937].
- Камаль Ганзурі, 88, єгипетський економіст та політік, Прем'єр-міністр Єгипту (1996—1997, 2011—2012)[938].
- Тер-Тадевосян Аркадій Іванович, 81, вірменський воєнно-політичний діяч[939].

### 30 березня
- Коробко Микола Іванович, 84, український правозахисник та політік[940].
- Сірий Олександр, 58, український продюсер; COVID-19[941].

### 29 березня
- Теодор Ламбрінос, 85, американський оперний співак[942].
- Башкім Фіно, 58, албанський політик, Прем'єр-міністр Албанії (1997); COVID-19[943].

### 28 березня
- Гай Галина Семенівна, 64, українська поетеса; COVID-19[944].
- Дідьє Рацірака, 84, мадагаскарський політик, Президент Мадагаскару (1976—1993, 1997—2002)[945].
- Боббі Шмауц, 76, канадський хокеїст[946].

### 27 березня
- Петр Келлнер, 56, чеський фінансист; авіакатастрофа[947].
- Кривошея Сергій Арсентійович, 72, український математик та педагог.
- Тимошенко Іван Іванович, 84, український науковець, історик, співзасновник та ректор Європейського університету[948].
- Ющук Іван Пилипович, 87, український лінгвіст, літературознавець та перекладач[949].

### 26 березня
- Вировець В'ячеслав Гаврилович, 84, радянський і український агроном та селекціонер[950].
- Криворучко Орест Іванович, 78, український художник; COVID-19[951].

### 25 березня
- Білл Брок, 90, американський політик, міністр праці США (1985—1987)[952].
- Гоменюк Іван Артемович, 77, український політик[953].
- Жванія Ліана Дмитрівна, 71, радянська та російська акторка, Заслужена артистка Росії (1991)[954].
- Липницький Олександр Давидович, 68, радянський і російський музикант, культуролог, режисер, телеведучий та журналіст[955].
- Ларрі Макмертрі, 84, американський письменник та сценарист[956].
- Бертран Таверньє, 79, французький режисер, сценарист та продюсер[957].

### 24 березня

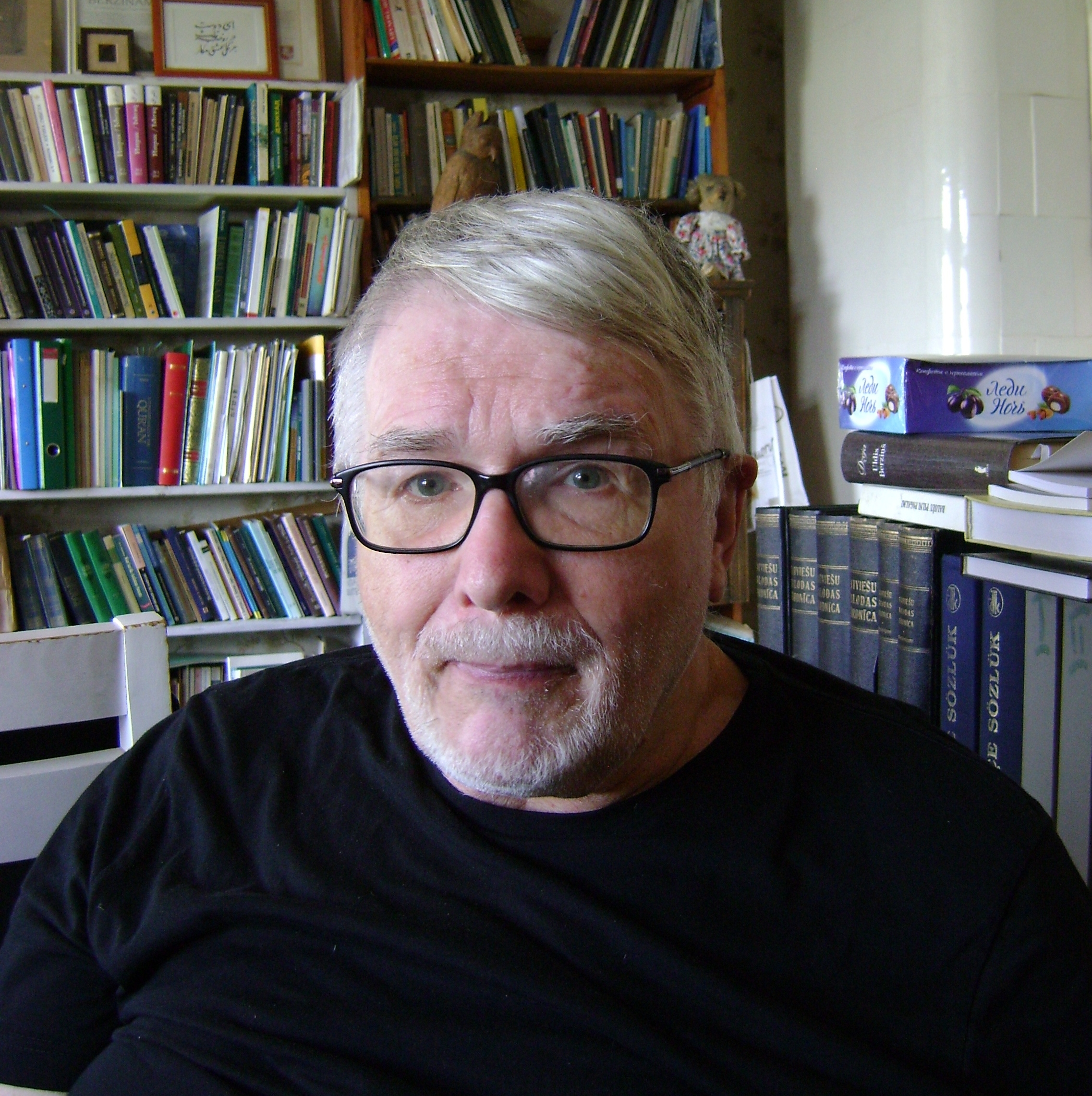
Латвійський поет Улдіс Берзіньш у 2017 році

- Улдіс Берзіньш, 76, латвійський поет та перекладач[958].

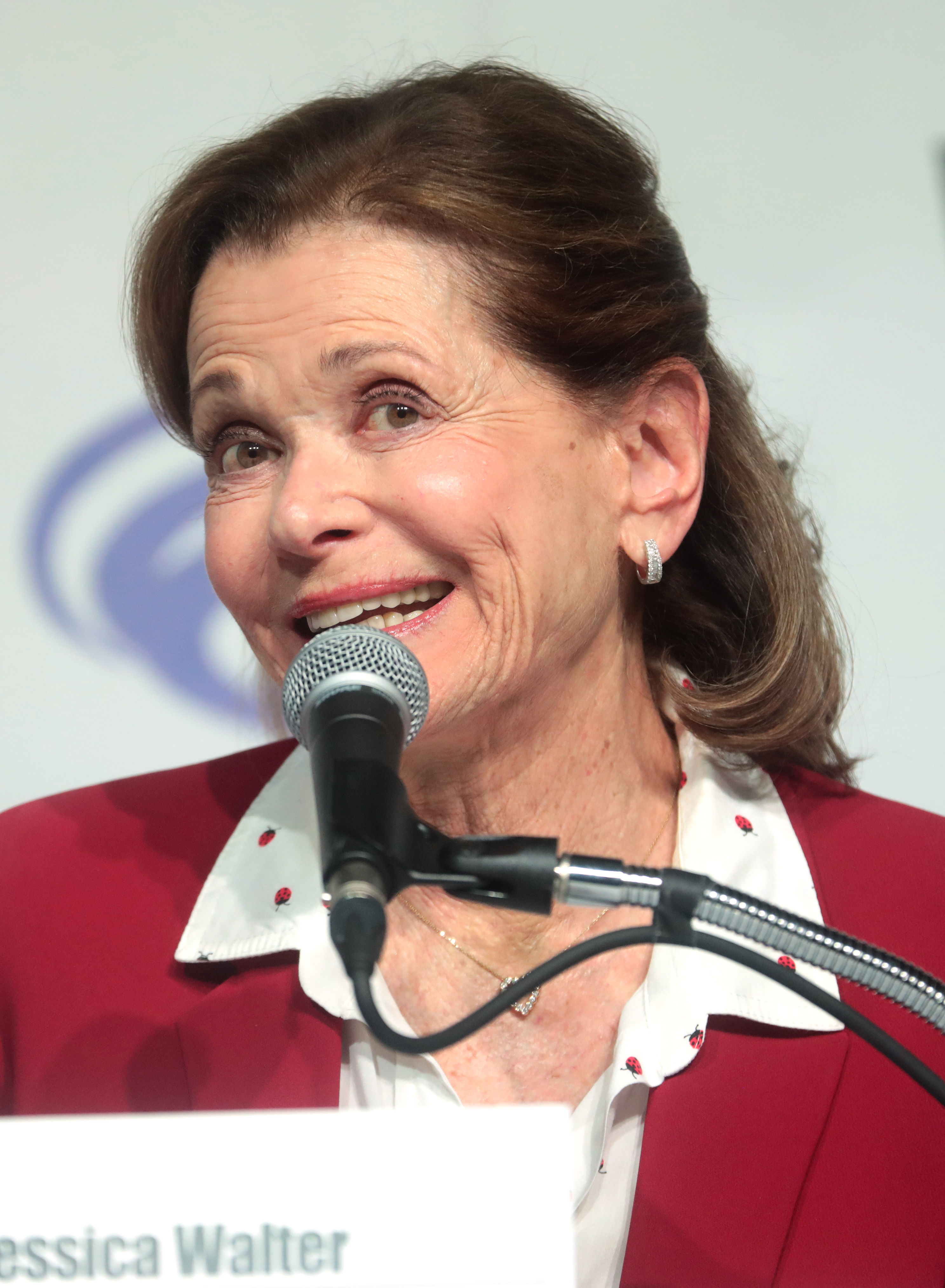
Американська акторка Джессіка Волтер у 2019 році

- Джессіка Волтер, 80, американська акторка[959].
- Кога Тосіхіко, 53, японський дзюдоїст[960].
- Липківська Ганна Костівна, 53, українська журналістика, театрознавиця та педагогиня; COVID-19[961].
- Боб Плейгер, 78, канадський хокеїст та тренер; ДТП[962].
- Поярков Петро Спиридонович, 89, український промисловець та організатор виробництва[963].
- Енріке Часаррета, 73, аргентинський футболіст[964].

### 23 березня
- Антоній (Махота), 54, архієрей Православної церкви України, єпископ Сімферопольський і Кримський (1996—1997), митрополит Хмельницький і Кам'янець-Подільський (1997—2021); COVID-19[965].
- Гана Геґерова, 89, словацька співачка та акторка[966].
- Жюлі Помагальскі, 40, французька сноубордистка[967].

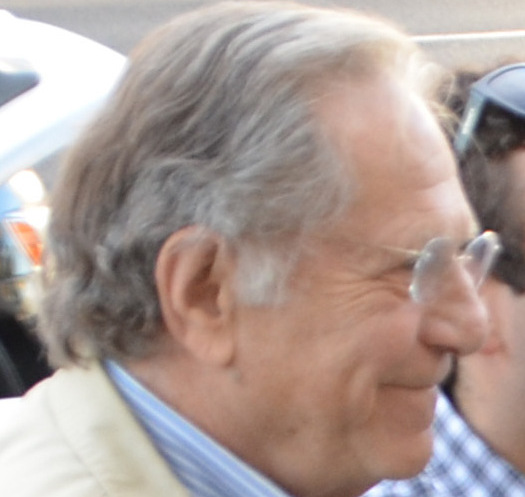
Американський актор Джордж Сігал у 2014 році

- Джордж Сігал, 87, американський актор[968].
- Симчич Зіновій Васильович, 72, український актор; COVID-19[969].

### 22 березня
- Френк Вортінгтон, 72, британський футболіст та тренер[970].
- Кучук-Яценко Сергій Іванович, 90, радянський та український науковець, фахівець у галузі зварювання металів тиском, Заслужений діяч науки і техніки України (1998)[971].
- Убірія Вахтанг Шалвович, 70, український важкоатлет та політик грузинського походження[972].

### 21 березня
- Грищук Валерій Павлович, 68, радянський і український фізик та політик[973].
- Адам Загаєвський, 75, польський поет та письменник[974].
- Степан Крушко, 79, український і словацький письменник та громадський діяч[975].

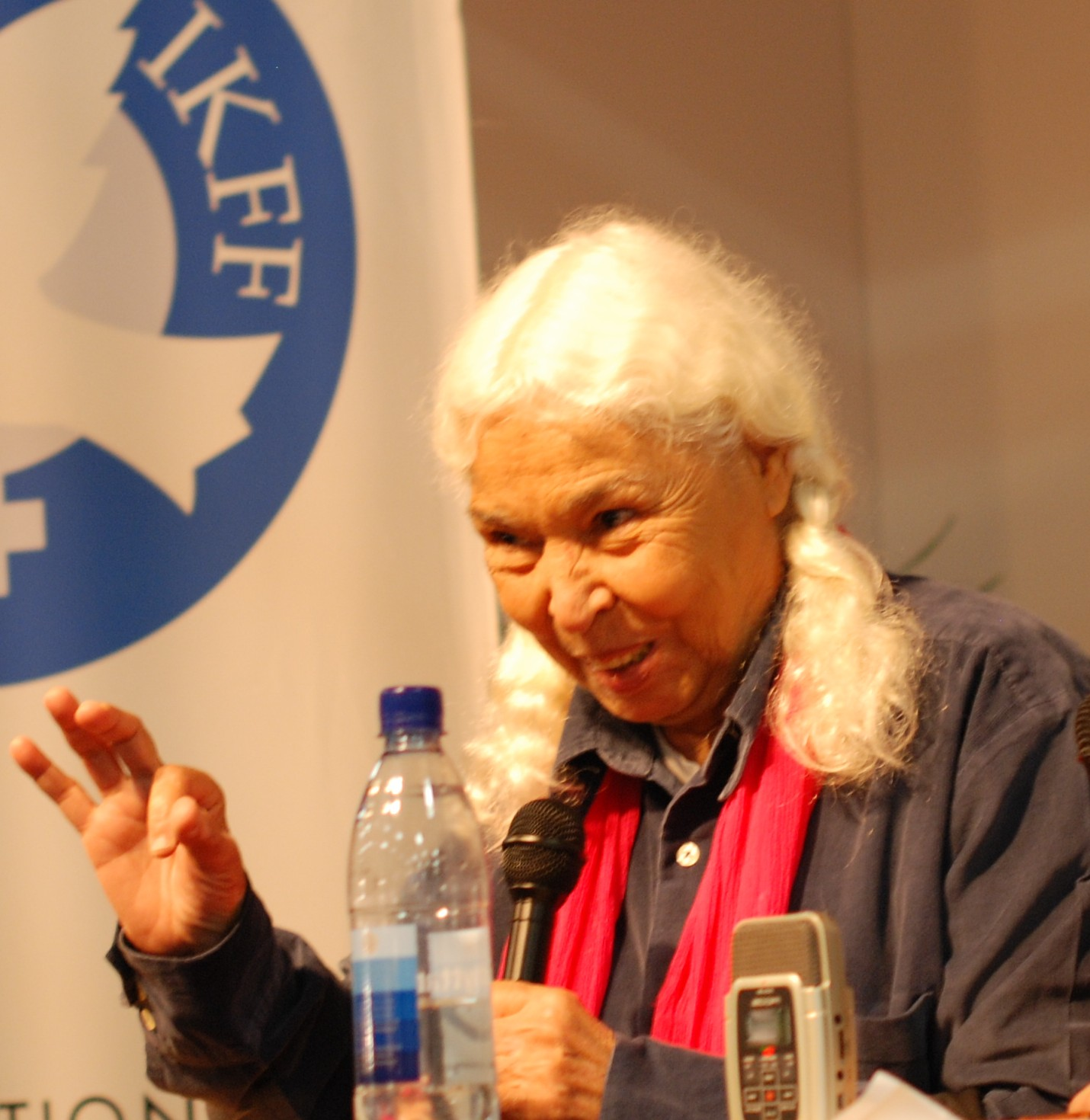
Єгипетська феміністка та письменниця Наваль ес Саадаві у 2010 році

- Наваль ес Саадаві, 89, єгипетська феміністська письменниця, гінекологиня та психіатр[976].
- Худайберди Тухтабаєв, 88, радянський і узбецький письменник та журналіст[977].

### 20 березня
- Бадді Деппеншмідт, 85, американський джазовий барабанщик; COVID-19[978].
- Пітер Лорімер, 74, шотландський футболіст[979].

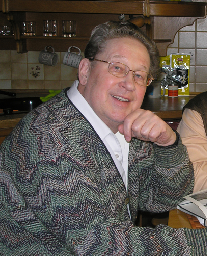
Радянський і російський співак та педагог Євген Нестеренко у 2008 році

- Нестеренко Євген Євгенович, 83, радянський і російський співак (бас) та педагог, Народний артист СРСР (1976); COVID-19[980].
- Тугузбаєва Факія Хадиївна, 71, башкірська поетеса[981].

### 19 березня
- Бадж Вілсон, 93, канадська письменниця[982].
- Губар Олег Йосипович, 67, український письменник, поет, журналіст та краєзнавець; COVID-19[983].

### 18 березня
- Бих Анатолій Іванович, 81, радянський і український науковець, фахівець у галузі електротехніки та біомедичних пристроїв[984].

### 17 березня
- Доронін Олександр Макарійович, 74, ерзянський поет та письменник[985].
- Джон Магуфулі, 61, танзанійський політик та математик, Президент Танзанії (2015—2021); COVID-19[986].
- Орловський Валерій Володимирович, 73, радянський та український музейник-аматор, засновник Одеського приватного музею митниці[987].
- Палієнко Валентина Петрівна, 85, український геоморфолог та палеогеограф, Заслужений діяч науки і техніки України (2008)[988].

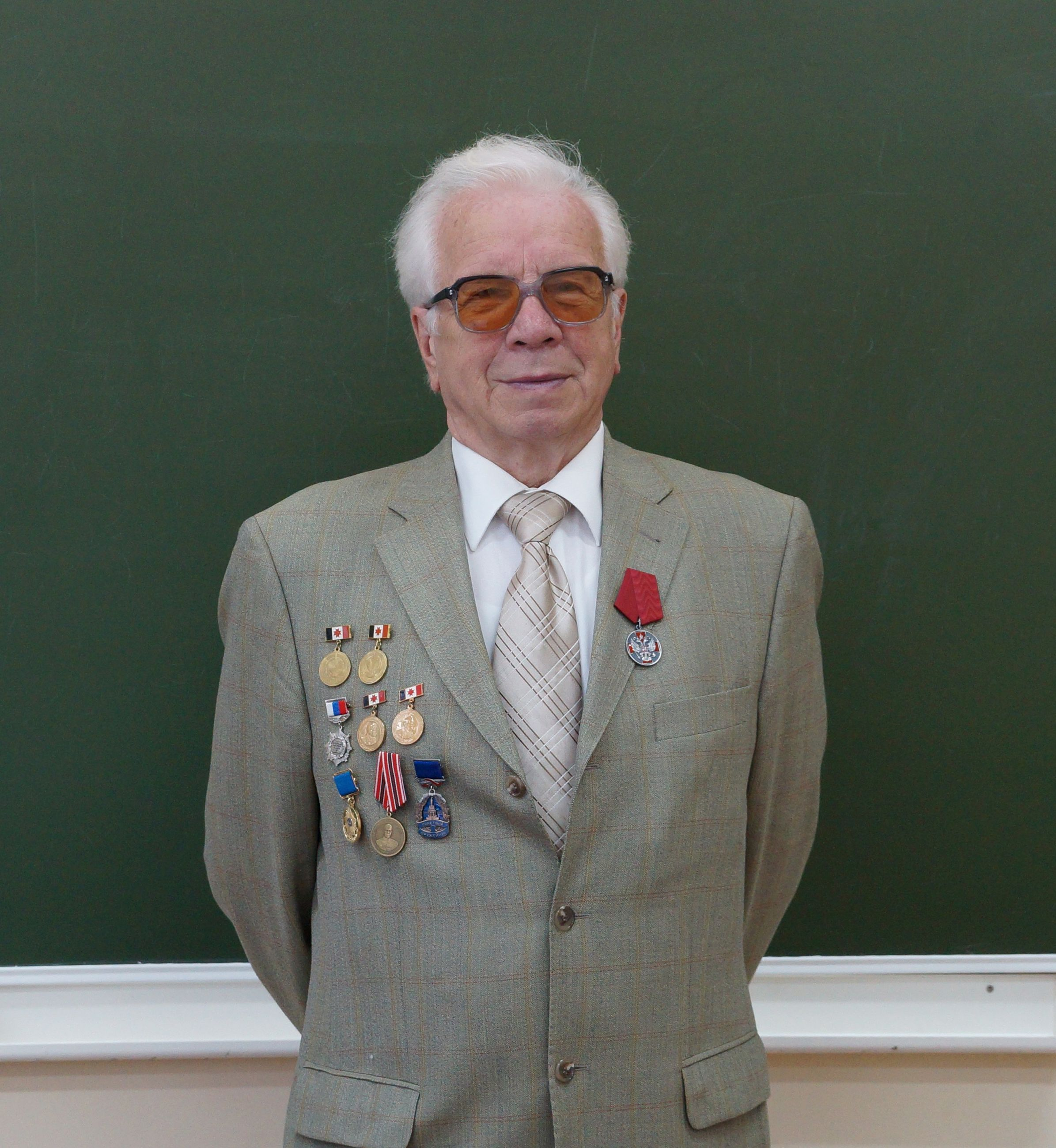
Радянський і російський науковець Олег Шаврін у 2015 році

- Шаврін Олег Іванович, 85, радянський та російський науковець[989].

### 16 березня
- Маудуд Ахмед, 80, політик, правозахисник, Прем'єр-міністр (1988—1989) та віце-президент Бангладеш (1989—1990)[990].

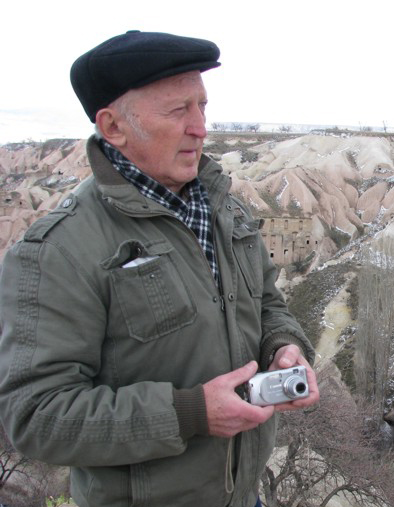
Український еколог Орест Михалевич у подорожі до Каппадокії 2009 року

- Михалевич Орест Аркадійович, 81, український еколог, біолог, науковий редактор та педагог[991].
- Рассихін Борис Андрійович, 83, радянський і український футболіст та тренер[992].

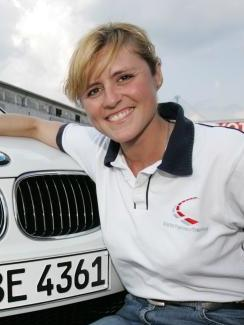
Німецька автогонщиця Сабіна Шміц у 2007 році

- Сабіна Шміц, 51, німецька автогонщиця та телеведуча[993].

### 15 березня
- Ніл Ашкрофт, 82, американський фізик[994].
- Болгарський Анатолій Георгійович, 80, український хоровий диригент та педагог, Заслужений діяч мистецтв України (1995)[995].
- Яфет Котто, 81, американський актор[996].
- Мазур Володимир Олександрович, 75, радянський і український режисер, сценарист, письменник та актор[997].
- Цимбал Василь Іванович, 68, український художник та педагог[998].

### 14 березня
- Рей Каллен, 79, канадський хокеїст[999].
- Аврора Корну, 89, румунсько-французька письменниця та акторка[1000].

### 13 березня
- Багдасаров Ростислав Ігорович, 27, український футболіст[1001].
- Мюррей Вокер, 97, британський журналіст та спортивний телекоментатор (Формула-1)[1002].
- Марвін Гаглер, 66, американський боксер[1003].
- Лубоцький Марк Давидович, 89, російський і німецький скрипаль, письменник та педагог[1004].
- Маковій Гарафина Петрівна, 72, українська поетеса, засновниця та лідерка релігійного руху[1005].
- Никола Спиридонов, 83, болгарський шахіст, гросмейстер (1979)[1006].

### 12 березня
- Варава Борис Панасович, 83, український радянський діяч.

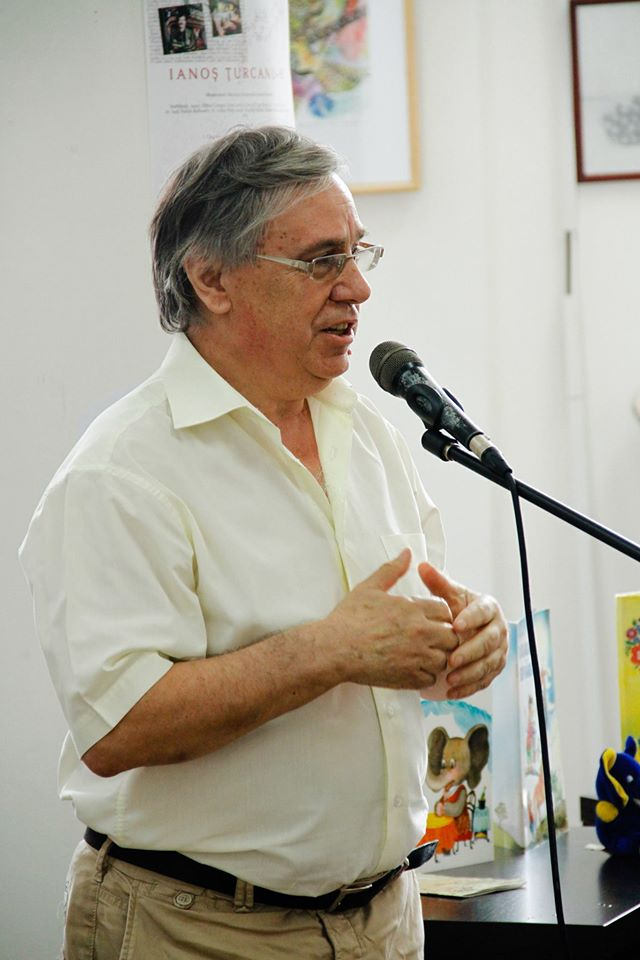
Молдовський поет Ніколае Дабіжа у 2016 році

- Ніколае Дабіжа, 72, молдовський поет, письменник та політик; COVID-19[1007].
- Крачковська Ніна Василівна, 90, радянська та російська акторка, Заслужена артистка Росії (1991)[1008].
- Кунцевич Микола Віталійович, 66, український актор, Народний артист України (2002)[1009].
- Марущак Віктор Семенович, 74, український балетмейстер, Народний артист України (2009)[1010].
- Медведєва Ірина Василівна, 62, радянська та російська терапевтка, Заслужений діяч науки Росії (2004)[1011].
- Понамарчук Дмитро Митрофанович, 58, український журналіст та громадський діяч[1012].
- Рахімов Стахан Мамаджанович, 83, радянський та російський естрадний співак, Народний артист Росії (2002)[1013].

### 11 березня
- Власюк Анатолій Павлович, 63, український математик[1014].
- Лебедєв Віктор Михайлович, 86, радянський та російський композитор, Народний артист Росії (2005)[1015].
- Стрєлков Олександр Іванович, 81, радянський і український науковець та педагог, Заслужений винахідник України.

### 10 березня

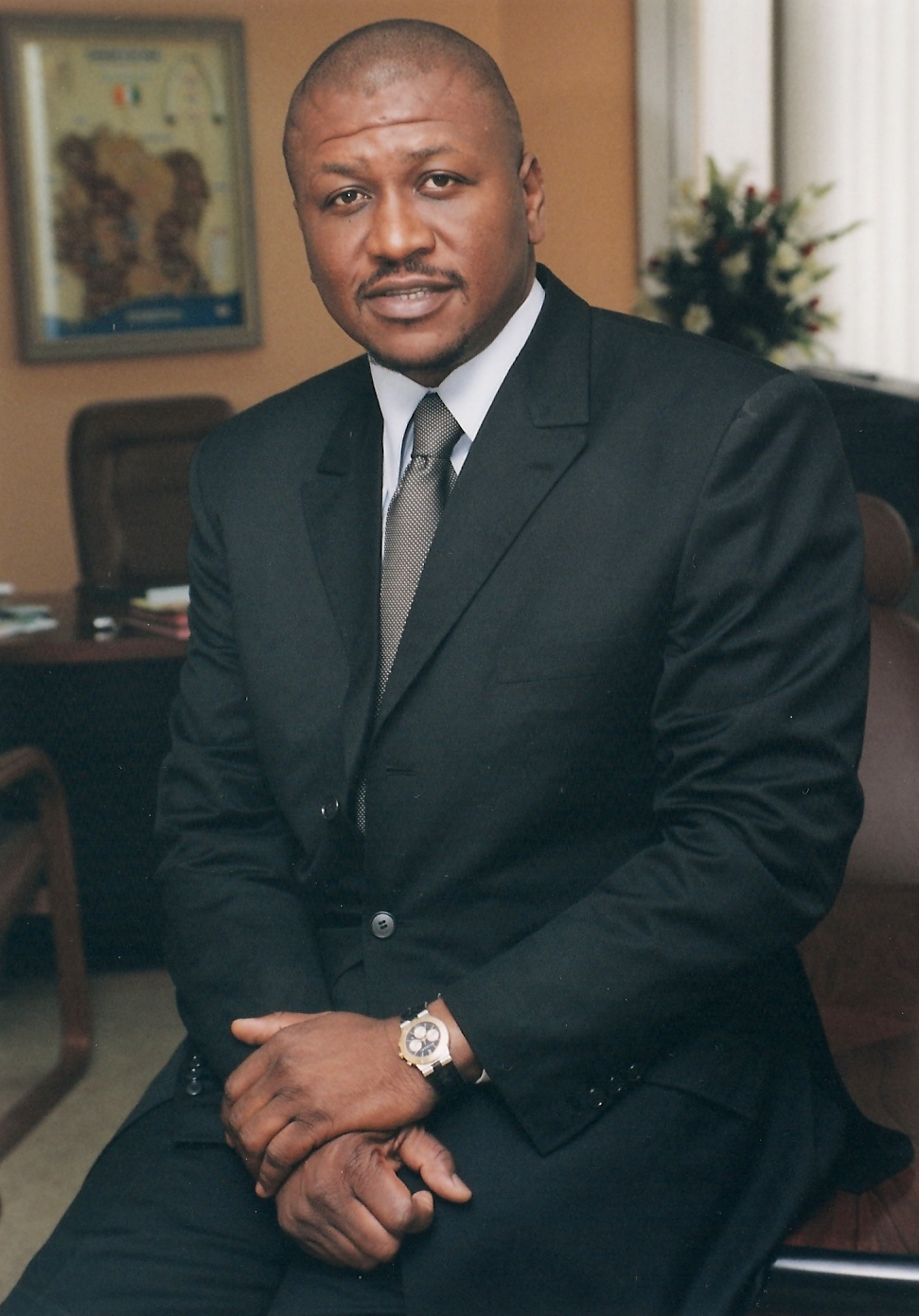
Івуарійський політик Амед Бакайоко у 2007 році

- Амед Бакайоко, 56, івуарійський політик, Прем'єр-міністр Кот-д'Івуару (2020—2021)[1016].
- Ковальчук Микола Михайлович, 72, український політик, голова Кіровоградської обласної ради (2010—2014)[1017].
- Лядова Людмила Олексіївна, 95, радянська і російська піаністка, композиторка та співачка, Народна артистка Росії (1984); COVID-19[1018].
- Алі Махді Мухаммед, 82, сомалійський політик, Президент Сомалі (1991—1997); COVID-19[1019].
- Павліковський Володимир Антонович, 68, український композитор, Заслужений діяч мистецтв України (2007); COVID-19[1020].
- Мануел Сатурніно да Кошта, 78, політик та дипломат Гвінеї-Бісау, Прем'єр-міністр Гвінеї-Бісау (1994—1997)[1021].

### 9 березня
- Артеменко-Кільчицька Тамара Дмитрівна, 70, українська акторка, Народна артистка України (2011)[1022].
- Агустін Бальбуена, 75, аргентинський футболіст[1023].
- Ісела Вега, 81, мексиканська акторка та співачка[1024].
- Гнатюк Леонід Володимирович, 81, радянський та український педагог[1025].
- Зерова Марина Дмитрівна, 86, радянська та українська зоологиня, фахівець у галузі ентомології[1026].
- Джеймс Лівайн, 77, американський піаніст та диригент[1027].
- Роджер Мадд, 93, американський тележурналіст[1028].

### 8 березня
- Покора Роман Михайлович, 73, радянський і український футболіст та тренер[1029].

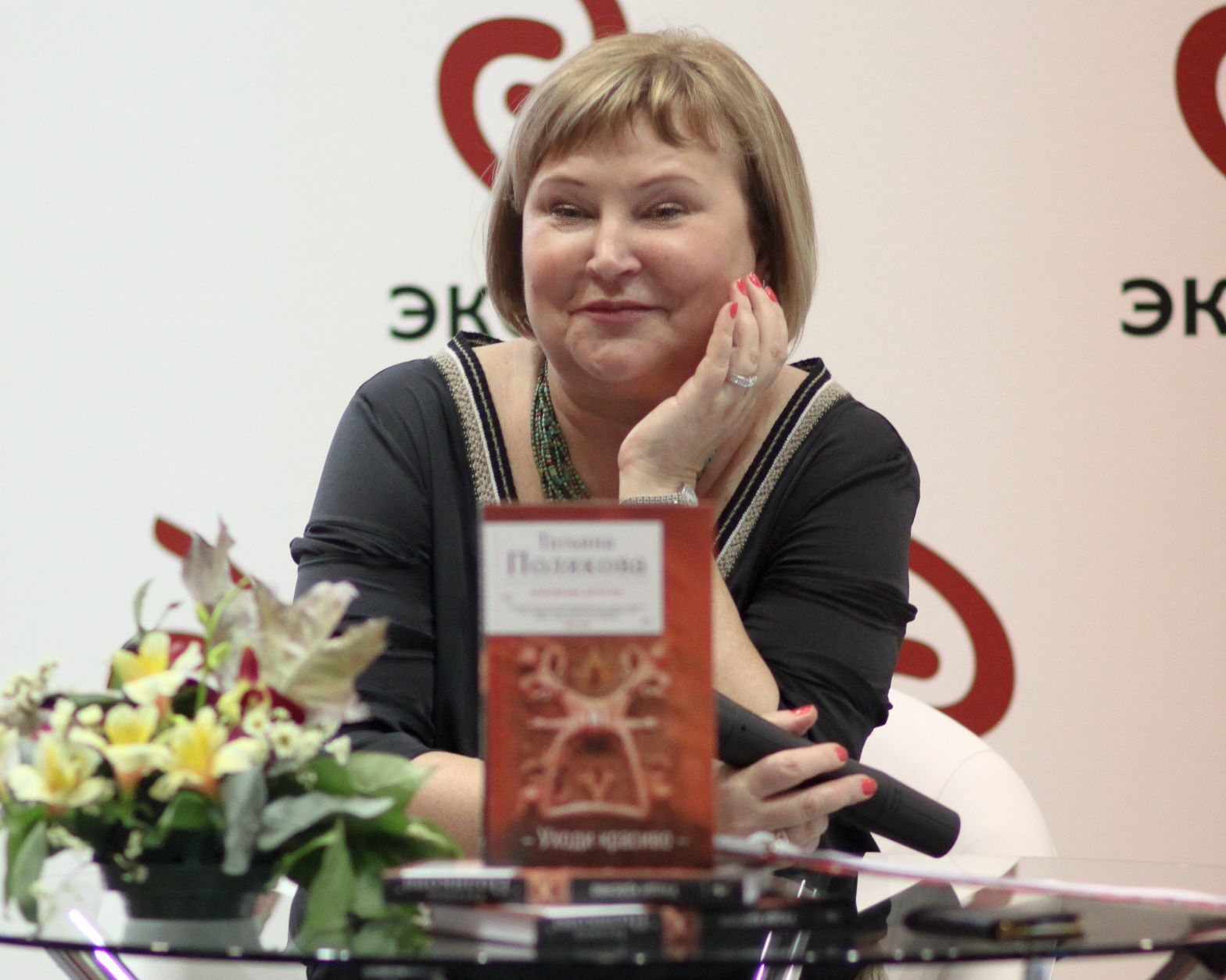
Російська письменниця Тетяна Полякова у 2011 році

- Полякова Тетяна Вікторівна, 61, російська письменниця детективного жанру[1030].
- Соколов Сергій Володимирович, 58, радянський легкоатлет (спринтер)[1031].
- Фадєєв Олександр Михайлович, 75, радянський і український хокеїст і тренер[1032].

### 7 березня
- Башкіров Дмитро Олександрович, 89, радянський та іспанський піаніст, Народний артист Росії (1990)[1033].

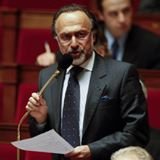
Французький бізнесмен та політик Олів'є Дассо у 2015 році

- Олів'є Дассо, 69, французький бізнесмен та політик; авіакатастрофа[1034].
- Саня Ілич, 69, сербський естрадний композитор; COVID-19[1035].
- Ничитайло Михайло Юхимович, 73, український хірург, Заслужений лікар України[1036].

### 6 березня
- Франко Акоста, 25, уругвайський футболіст[1037].
- Лу Оттенс, 94, нідерландський інженер та винахідник, найбільш відомий винаходом аудіокасети[1038].

### 5 березня

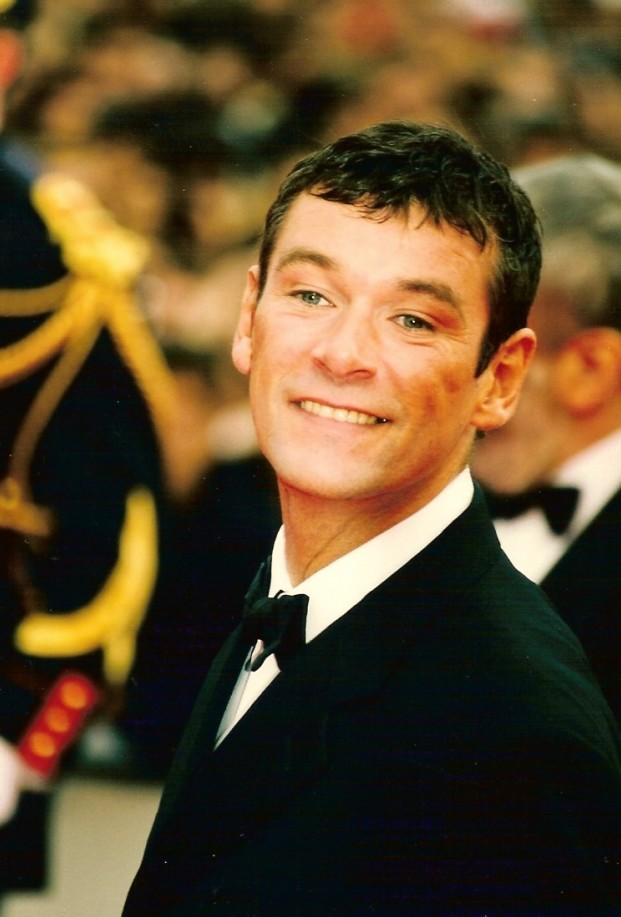
Французький танцівник Патрік Дюпон у 1997 році

- Патрік Дюпон, 61, французький танцівник та педагог[1039].
- Митропольський Олексій Юрійович, 78, радянський та український геолог[1040].
- Мяловицький Анатолій Володимирович, 95, український радянський партійний діяч та журналіст[1041].

### 4 березня
- Волтер Грецкі, 82, канадський хокейний тренер українського походження[1042].
- Йоханнес Керт, 61, естонський політик, генерал-лейтенант, командувач Збройних сил Естонії (1996—2000), військовий представник Естонії при НАТО та ЄС (2002—2008)[1043].
- Мельниченко Сергій Григорович, 84, український актор, Народний артист України (2017)[1044].
- Марк Павелич, 63, американський хокеїст[1045].

### 3 березня

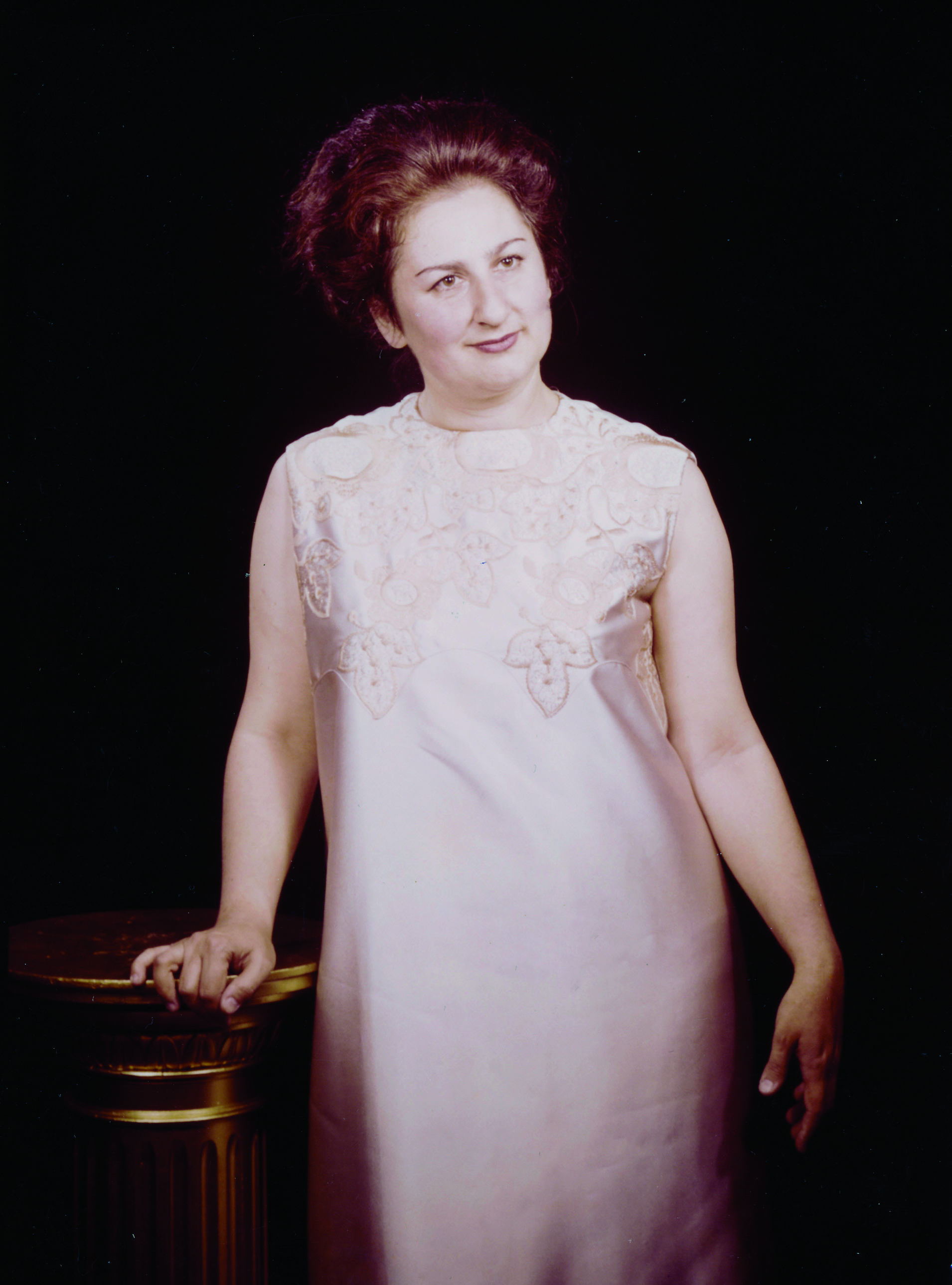
Вірменська віолончелістка Медея Абрамян у 1973 році

- Абрамян Медея Вартанівна, 88, вірменська віолончелістка та педагогиня, Народна артистка Вірменської РСР (1980)[1046].
- Бевз Валентина Григорівна, 65, українська математик-методистка та педагогиня.
- Розанов Юрій Альбертович, 59, радянський та російський спортивний телекоментатор[1047].

### 2 березня
- Кріс Барбер, 90, британський джазовий музикант, тромбоніст[1048].
- Джордж Басс, 88, американський археолог[1049].
- Банні Вайлер, 73, ямайський регі-виконавець та автор пісень[1050].
- Марк Гоффені, 51, американський музикант; дата повідомлення про смерть[1051].
- Дорошенко Микола Петрович, 66, український архітектор; COVID-19[1052].

### 1 березня
- Буравський Микола Олександрович, 80, український музикознавець та фольклорист, Народний артист України (1998)[1053].
- Горобець Юрій Іванович, 73, радянський та український фізик[1054].

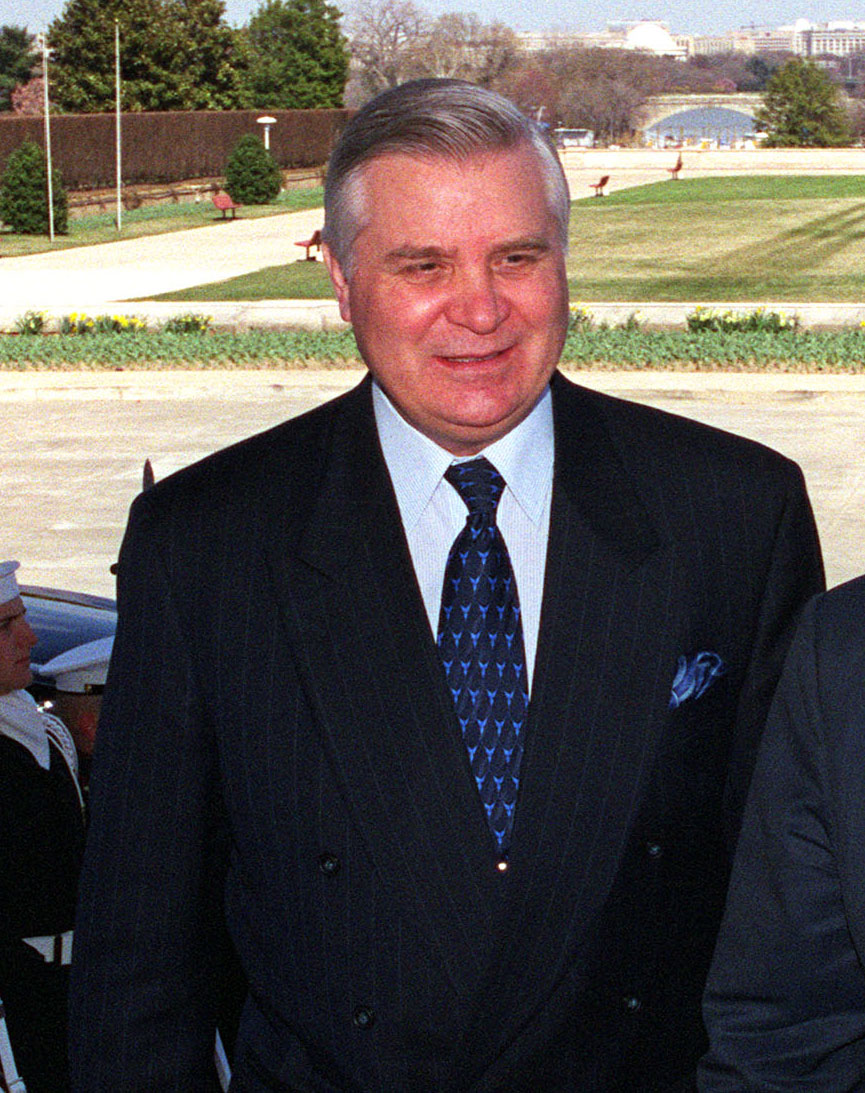
Український політик та дипломат Анатолій Зленко у 2001 році

- Зленко Анатолій Максимович, 82, український політик, міністр закордонних справ України (1990—1994, 2000—2003) та дипломат, посол України у Франції (1997—2000), представник України в ООН (1994—1997)[1055].
- Златко Краньчар, 64, хорватський футболіст та тренер[1056].
- Іан Сент-Джон, 82, шотландський футболіст та тренер[1057].
- Скоромнікова Марина Петрівна, 84, радянська та російська акторка, Народна артистка Росії (1988)[1058].

## Лютий

### 28 лютого
- Абов Юрій Георгійович, 98, радянський та російський фізик[1059].
- Мілан Бандич, 65, хорватський політик, мер Загреба (2000—2002, 2005—2021)[1060].
- Михальченко Микола Іванович, 79, український соціальний філософ та політолог[1061].
- Гленн Редер, 65, британський футболіст та тренер[1062].

### 26 лютого
- Волков Михайло Іванович, 93, український радянський діяч[1063].
- Жалдак Мирослав Іванович, 83, український математик та педагог, Заслужений діяч науки і техніки України (2000)[1064].
- Оковита Клавдія Онисимівна, 89, українська педагогиня, історик, краєзнавиця та громадська діячка[1065].

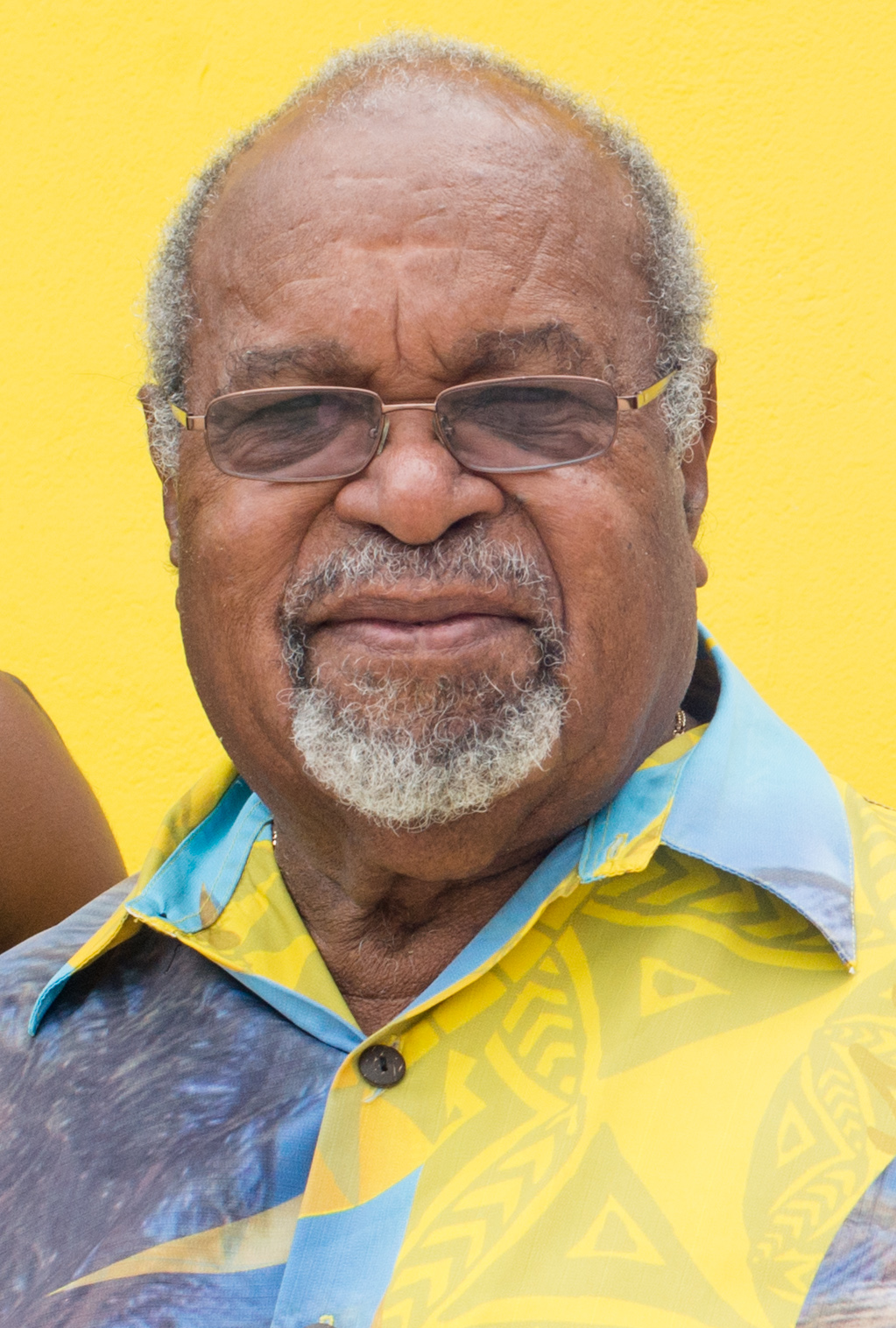
Прем'єр-міністр та засновник Папуа Нової Гвінеї Майкл Сомаре у 2014 році

- Майкл Сомаре, 84, політик та Прем'єр-міністр Папуа Нової Гвінеї (1975—1980, 1982—1985, 2002—2010, 2011)[1066].

### 25 лютого
- Білаш Борислав Миколайович, 91, канадський лінгвіст, педагог та громадський діяч[1067].
- Давидович Аркадій Пилипович, 90, радянський і російський письменник, актор, художник та автор афоризмів; COVID-19[1068].
- Марусик Василь Андрійович, 79, український журналіст та краєзнавець[1069].
- Флаксемберг Аркадій Семенович, 70, український хірург, Заслужений лікар України (2003)[1070].

### 24 лютого
- Філіпп Жаккотте, 95, швейцарський французькомовний поет, критик та перекладач[1071].
- Орлов Даль Костянтинович, 86, радянський і російський кінознавець, драматург та сценарист, Заслужений діяч мистецтв Росії (1984)[1072].
- Рональд Пікап, 80, британський актор[1073].
- Жозеф Унтубе Н'сінга Уджуу, 86, заїрський політик, Прем'єр-міністр Заїру (1981—1982)[1074].

### 23 лютого
- Фаусто Грезіні, 60, італійський мотогонщик, засновник та керівник команди Moto GP «Gresini Racing»; COVID-19[1075].
- Маргарет Марон, 82, американська письменниця детективного жанру[1076].
- Хуан Карлос Масник, 77, уругвайський футболіст та тренер польського походження[1077].
- Мовчан Юрій Васильович, 84, український зоолог[1078].
- Самоваров Володимир Миколайович, 77, український фізик.

### 22 лютого
- Лука Аттанасіо, 43, італійський дипломат, посол Італії в Демократичній республіці Конго (2017—2021); убивство[1079].
- Градова Катерина Георгіївна, 74, радянська та російська акторка[1080].
- Ламберто Леонарді, 81, італійський футболіст та тренер[1081].

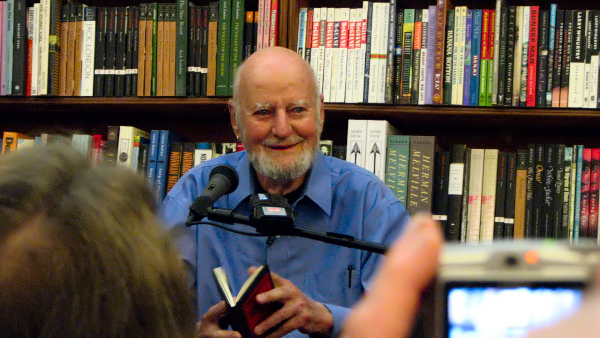
Американський поет та художник Лоуренс Ферлінгетті у 2007 році

- Лоуренс Ферлінгетті, 101, американський поет, художник, видавець та громадський діяч[1082].

### 21 лютого
- Іпполіт Анне, 88, французький боксер[1083].
- Жданов Олександр Михайлович, 70, радянський та російський актор, Заслужений артист Росії (1995)[1084].
- Златан Сарачевич, 59, хорватський гандболіст[1085].
- Солдатов Геннадій Васильович, 74, український художник[1086].

### 20 лютого
- Мауро Беллуджі, 71, італійський футболіст; COVID-19[1087].
- Кріс Крафт, 81, британський автогонщик, пілот Формула-1 (1971)[1088].

### 19 лютого
- Джордже Балашевич, 67, сербський співак та автор пісень; COVID-19[1089].
- Тичко Олексій Миколайович, 85, український поет та письменник[1090].
- Шишкін Валерій Володимирович, 80, радянський і російський тенісист та тренер[1091].

### 18 лютого
- Крапивкін Ігор Євгенійович, 54, радянський і український футболіст (голкіпер) та тренер[1092].

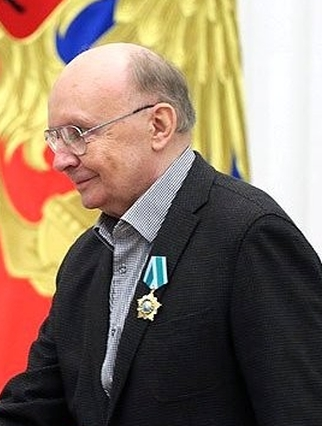
Радянський та російський актор Андрій М'ягков у 2013 році

- М'ягков Андрій Васильович, 82, радянський і російський актор, режисер та педагог, Народний артист Росії (1986)[1093].

### 17 лютого
- Озджан Аркоч, 81, турецький футболіст і футбольний тренер[1094].
- Марті Верхес, 83, іспанський футболіст[1095].
- Раш Лімбо, 70, американський радіоведучий[1096].
- Джанлуїджі Саккаро, 82, італійський фехтувальник на шпагах[1097].

### 16 лютого
- Альошина Людмила Вікторівна, 90, молдовська співачка (меццо-сопрано)[1098].
- Густаво Нобоа, 83, еквадорський політик, Президент Еквадору (2000—2003)[1099].

### 15 лютого
- Бойко Анатолій Іванович, 75, радянський та український співак (бас), Народний артист Української РСР (1985)[1100].
- Лусія Гільмаїн, 78, мексиканська акторка; COVID-19[1101].
- Леопольдо Луке, 71, аргентинський футболіст; COVID-19[1102].
- Здзіслав Найдер, 90, польський історик літератури та педагог[1103].
- Шлемов Всеволод Володимирович, 88, радянський та український кінооператор, постановник комбінованих зйомок, Заслужений працівник культури України (1994)[1104].

### 14 лютого
- Камишев Сергій Олексійович, 64, український дипломат, посол України в КНР (2004—2009, 2019—2021)[1105].
- Віктор Крупа, 84, словацький лінгвіст, сходознавець та перекладач[1106].

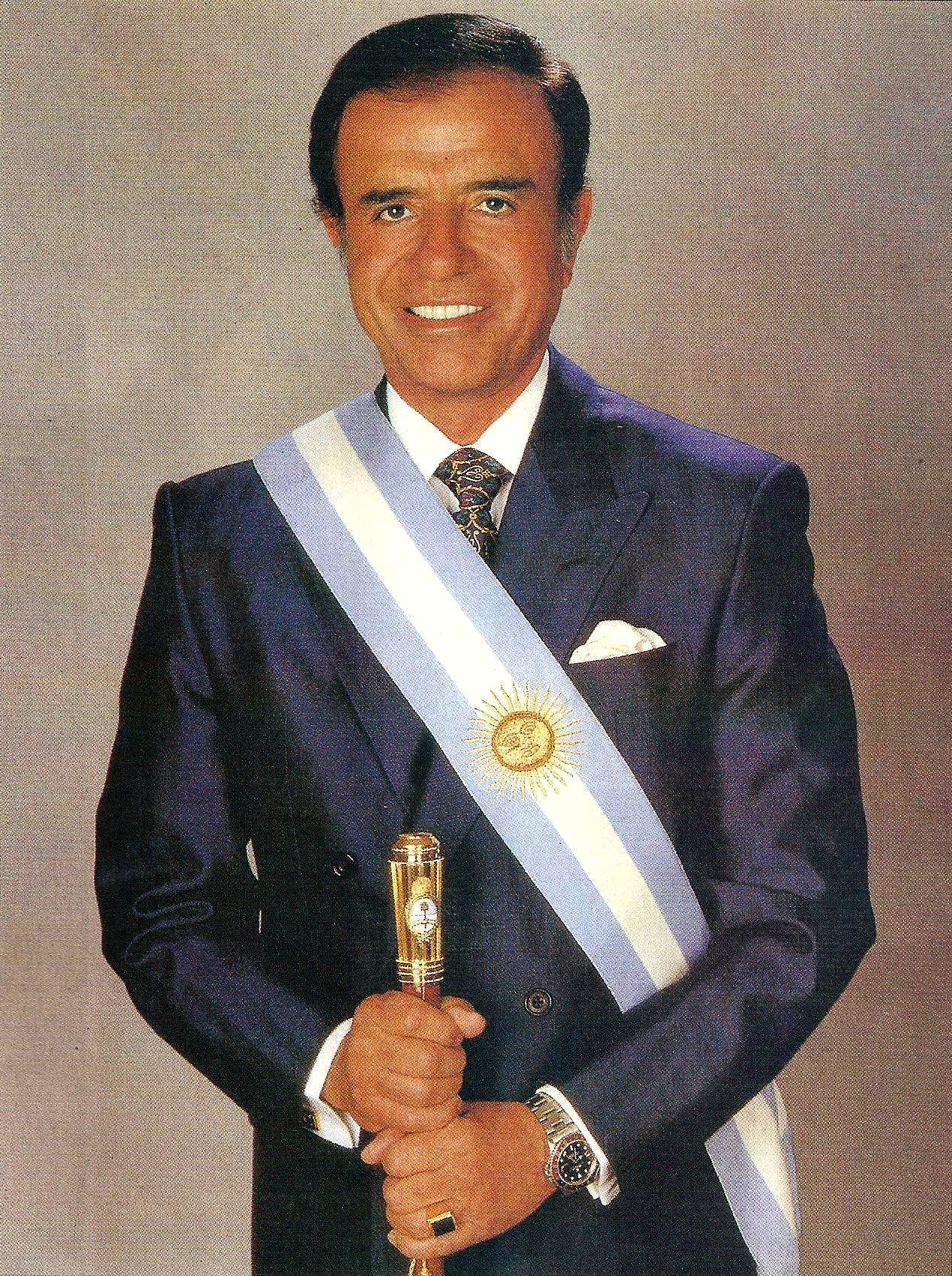
Президент Аргентини Карлос Менем

- Карлос Менем, 90, аргентинський юрист та політик, Президент Аргентини (1989—1999)[1107].
- Іон Міхай Пачепа, 92, румунський розвідник та журналіст; COVID-19[1108].

### 13 лютого
- Бабич Ростислав Олексійович, 83, радянський і український диригент, композитор та педагог, Народний артист Української РСР (1988)[1109].
- Власов Юрій Петрович, 85, радянський і російський важкоатлет, письменник та політик[1110].
- Пауль Кренц (Надкреничний Павло Іванович), 72, німецький художник українського походження.
- Сапухіна Лада Павлівна, 84, радянський і український історик, краєзнавиця та музеєзнавиця, Заслужений працівник культури України (1980)[1111].
- Енслі Труїтт, 70, американський баскетболіст; COVID-19[1112].

### 12 лютого
- Сельсо Гуїті, 65, гондураський футболіст[1113].

### 11 лютого
- Джоан Велдон, 90, американська акторка та співачка[1114].
- Калнинь Людмила Едуардівна, 94, радянська та російська лінгвістка[1115].
- Ровена Морріл, 76, американська художниця[1116].

### 10 лютого
- Гамкрелідзе Тамаз Валеріанович, 91, грузинський лінгвіст, президент Грузинської національної академії наук (2005—2013)[1117].
- Гончарук Петро Никифорович, 82, український радянський діяч, Герой Соціалістичної Праці (1980)[1118].
- Дей Девіс, 72, валлійський футболіст (голкіпер)[1119].
- Пачін, 82, іспанський футболіст та тренер[1120].
- Пелещишин Андрій Миколайович, 47, український науковець та педагог[1121].
- Ларрі Флінт, 78, американський видавець[1122].
- Гайнц Шустер-Шевць, 92, лужицький філолог-славіст, сорабіст[1123].

### 9 лютого
- Чик Коріа, 79, американський джазовий піаніст та композитор[1124].
- Франко Маріні, 87, італійський політик; COVID-19[1125].

### 8 лютого
- Зморович Юрій Валентинович, 74, український художник, скульптор, композитор та поет[1126].

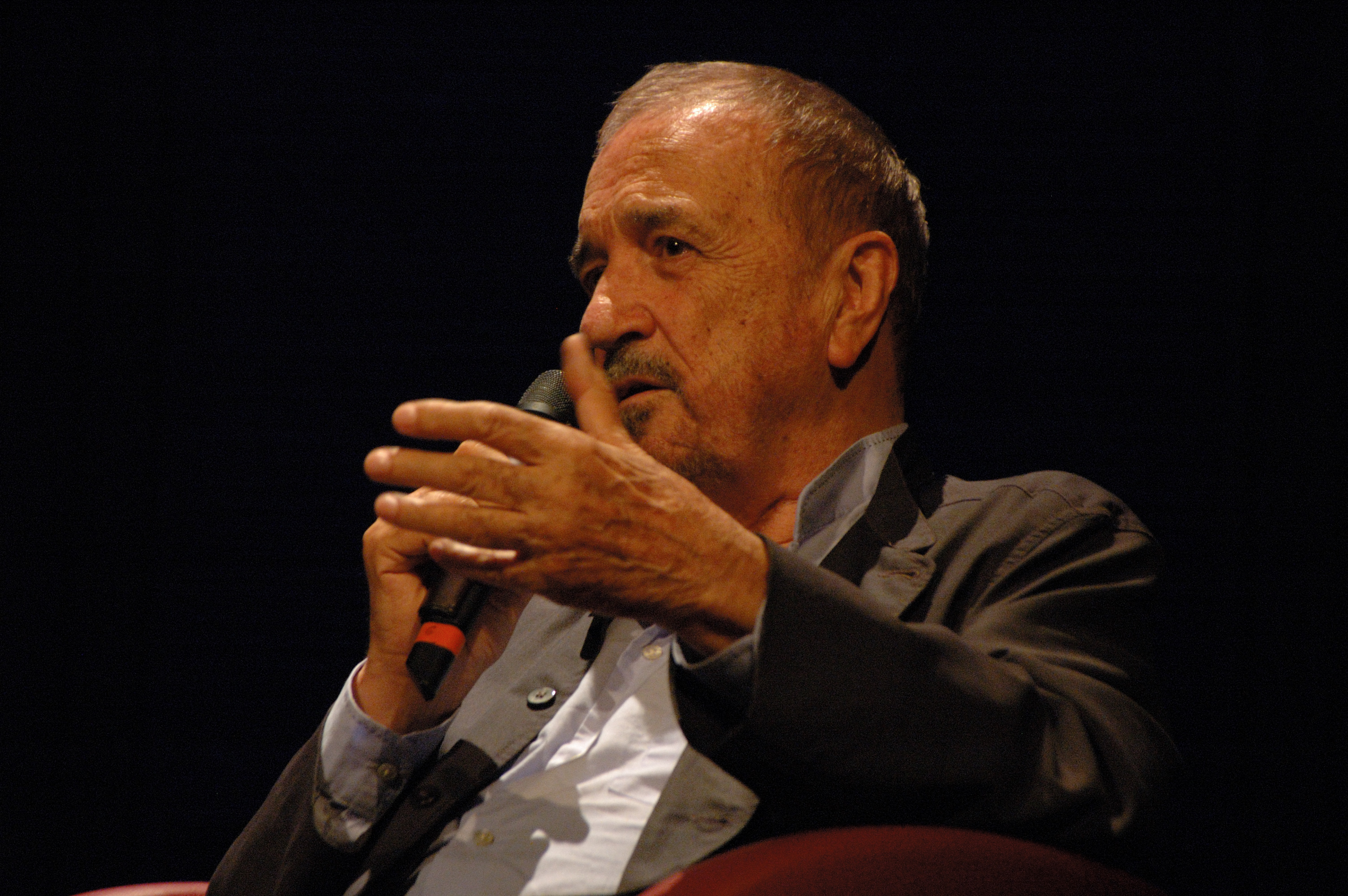
Французький сценарист та драматург Жан-Клод Карр'єр у 2008 році

- Жан-Клод Карр'єр, 89, французький сценарист, драматург, письменник та актор[1127].
- Пилишенко Володимир Васильович, 86, американський архітектор, художник-графік, педагог та діяч української діаспори[1128].
- Шломо Хілєль, 97, ізраїльський політик, спікер кнесету (1984—1988)[1129].

### 7 лютого
- Авдєєв Федір Степанович, 70, радянський і російський математик та педагог[1130].
- Ральф Бекстром, 83, канадський хокеїст[1131].
- Атанас Косев, 86, болгарський композитор та поет[1132].
- Леслі Лайн, 95, ямайський легкоатлет, спринтер[1133].
- Маріо Осбен, 69, чилійський футболіст та тренер[1134].
- Едо Родошек, 88, словенський письменник-фантаст та перекладач.
- Джузеппе Ротунно, 97, італійський кінооператор[1135].
- Сойко Іван Васильович, 73, український перекладознавець, перекладач та педагог; COVID-19[1136].
- Циганко Петро Степанович, 66, український політик, голова Ліберальної партії України (2005—2021)[1137].

### 6 лютого
- Даниленко Анатолій Степанович, 67, український економіст та політік[1138].
- Кшиштоф Ковалевський, 83, польський актор[1139].
- Джордж Шульц, 100, американський політик, держсекретар США (1982—1989)[1140].

### 5 лютого
- Висоцький Володимир Сергійович, 66, російський воєначальник, головнокомандувач ВМФ Росії (2007—2012), адмірал[1141].
- Гринько Микола Костянтинович, 92, радянський державний діяч[1142].
- Іваненко Тетяна Василівна, 79, радянська російська акторка[1143].

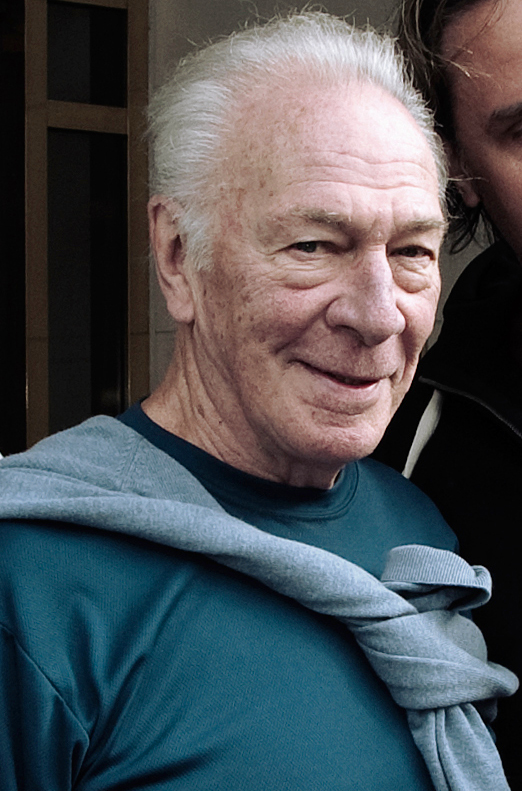
Канадський актор Крістофер Пламмер у 2009 році

- Крістофер Пламмер, 91, канадський актор[1144].
- Віллем Фреш, 75, нідерландський футболіст та тренер[1145].
- Ерш Шіклоші, 29, угорський співак, фронтмен гурту AWS, поет та актор[1146].

### 4 лютого
- Міллі Г'юз-Фулфорд, 75, американський астронавт та хімік[1147].
- Зинар Михайло Опанасович, 69, радянський і український шаховий композитор та теоретик ендшпіля[1148].
- Сказків Петро Петрович, 33, український цимбаліст[1149].

### 3 лютого
- Блехман Ілля Ізраїльович, 92, радянський та російський фізик[1150].
- Василюк Володимир Тихонович, 79, український журналіст та перекладач[1151].
- Альбан Вермеш, 63, угорський плавець[1152].

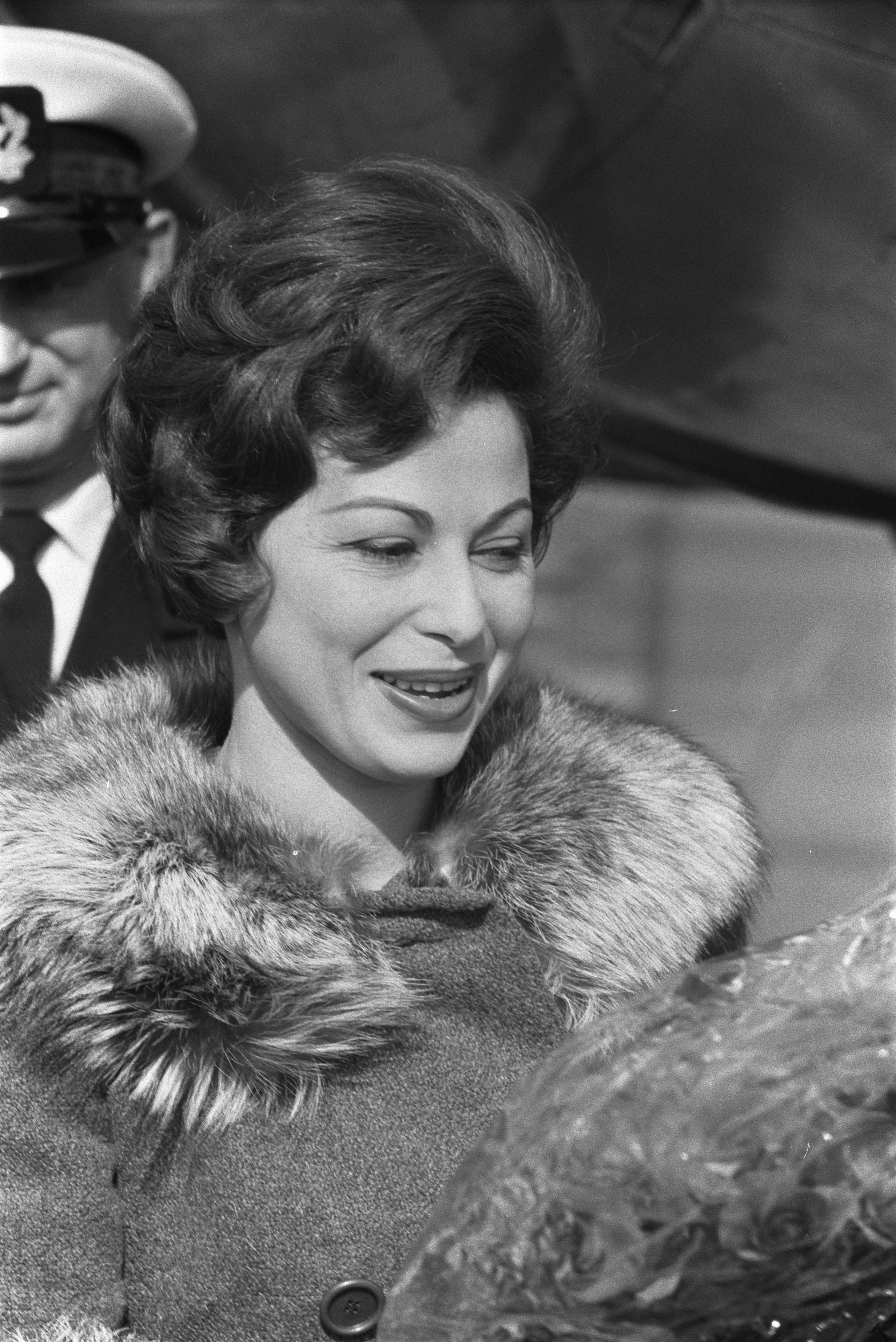
Ізраїльська акторка Гая Гараріт у 1960 році

- Гая Гараріт, 89, ізраїльська акторка[1153].
- Гліва Ольга Сергіївна, 26, українська лікарка-анестезіолог[1154].

### 2 лютого
- Том Мур, 100, британський військовик та благодійник; COVID-19[1155].

### 1 лютого
- Едвард Бабюх, 93, польський державний діяч, прем'єр-міністр ПНР (1980)[1156].
- Павлюченков Віктор Володимирович, 57, радянський і російський актор та каскадер[1157].

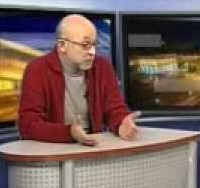
Український театральний режисер та продюсер Сергій Проскурня у 2014 році

- Проскурня Сергій Владиславович, 63, український театральний режисер, продюсер[1158].
- Рилова Тамара Миколаївна, 89, радянська ковзанярка[1159].
- Савчак Назар Володимирович, 49, український книгознавець, письменник та поет; COVID-19[1160].
- Синтія Тернер, 88, мальтійська піаністка; COVID-19[1161].
- Ришард Шурковський, 75, польський шосейний велосипедист[1162].

## Січень

### 31 січня
- Хусто Техада, 88, іспанський футболіст[1163].
- Мирослав Туджман, 74, хорватський науковець та політик; COVID-19[1164].

### 30 січня
- Джей Бламлер, 96, американський соціолог[1165].
- Йошпе Алла Яківна, 83, радянська та російська співачка, Народна артистка Росії (2002)[1166].
- Лаптєв Андрій Олександрович, 61, російський льотчик-випробувач, Герой Росії (2005)[1167].
- Альфреда Марковська, 94, польсько-ромська антифашистська активістка[1168].
- Sophie, 34, шотландська співачка, музикантка, продюсерка та діджейка[1169].

### 29 січня
- Гілтон Валентайн, 77, британський музикант[1170].
- Івон Дуї, 85, французький футболіст; COVID-19[1171].
- Скрипчук Оксана Володимирівна, 49, українська співачка (меццо-сопрано) та педагогиня, Заслужена артистка України (2017)[1172].

### 28 січня

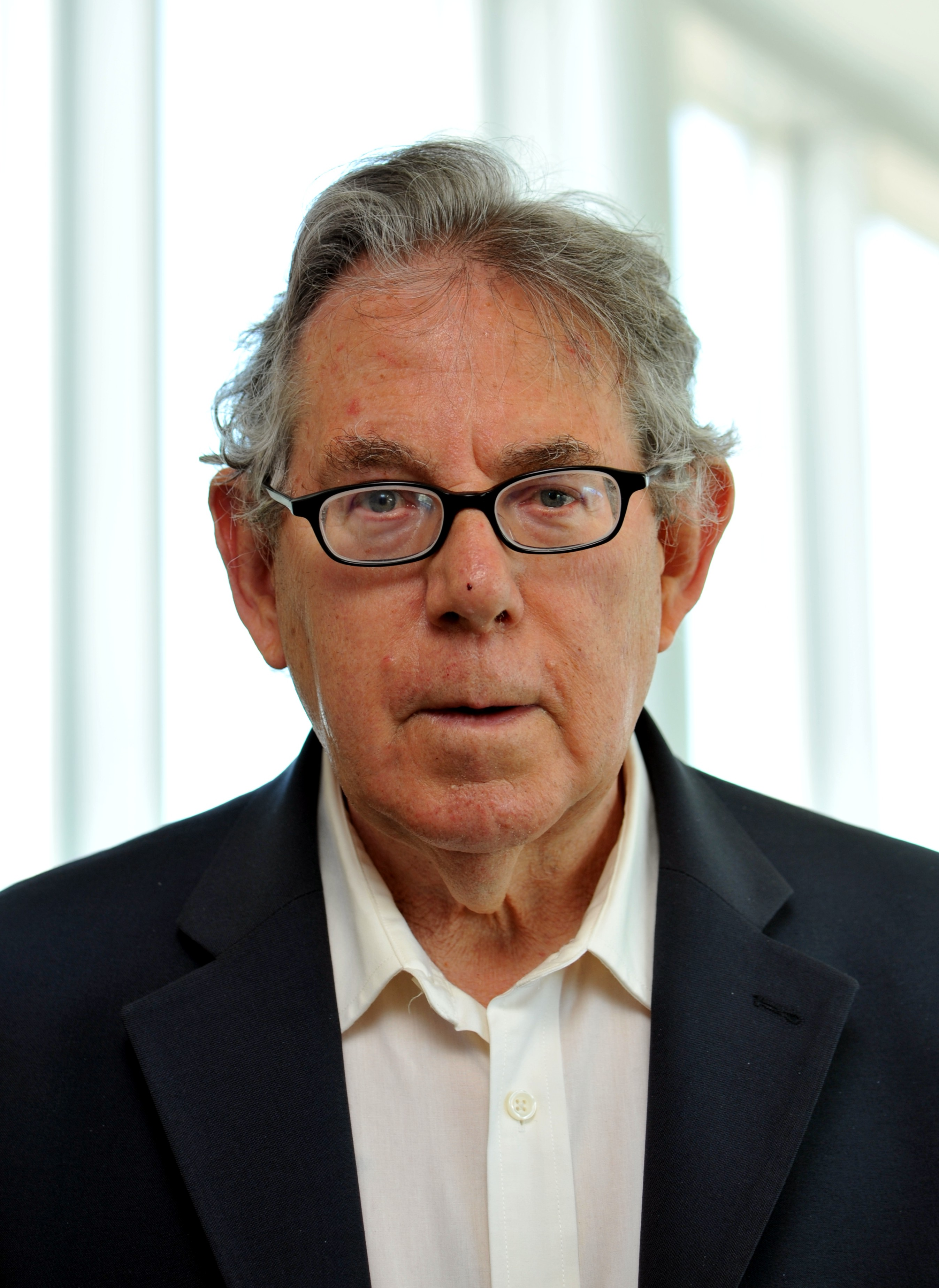
Нідерландський хімік Пауль Крутцен у 2010 році

- Пауль Крутцен, 87, нідерландський хімік, лауреат Нобелівської премії з хімії (1995, спільно з Маріо Моліна та Шервудом Роулендом)[1173].

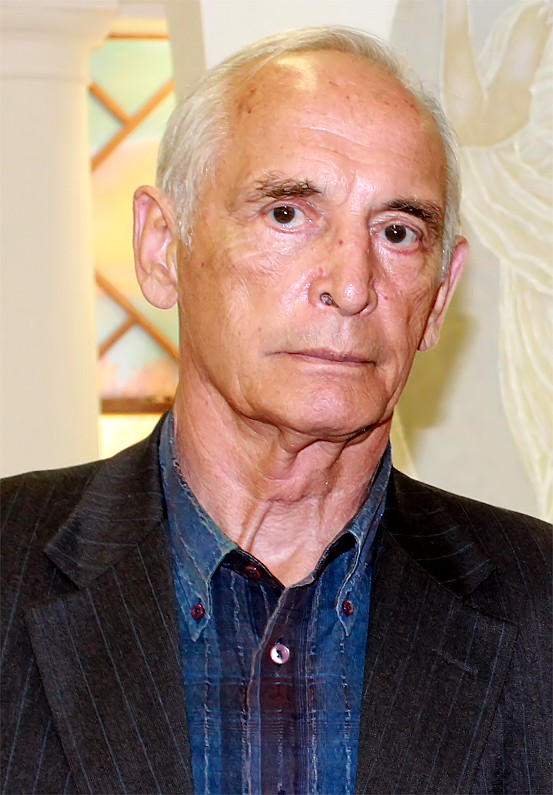
Радянський і російський актор Василь Лановий у 2009 році

- Лановий Василь Семенович, 87, радянський і російський актор та педагог, Народний артист СРСР (1985); COVID-19[1174].
- Омеляненко Василь Онуфрійович, 95, радянський та український художник (гончар, скульптор), Заслужений майстер народної творчості України (1976)[1175].
- Піддубний Андрій Васильович, 83, український актор, Заслужений артист України (2004)[1176].
- Пісний Василь Михайлович, 58, генерал-лейтенант міліції, заступник начальника Головного управління по боротьбі з корупцією та організованою злочинністю СБУ (2015—2019); COVID-19[1177].
- Сіселі Тайсон, 96, американська акторка та модель[1178].

### 27 січня
- Ахекян Тетяна Луківна, 93, радянська і українська балерина, балетмейстерка та педагогиня, Народна артистка України (1998)[1179].
- Бурега Валерій Васильович, 69, радянський і український соціолог та психолог[1180].
- Хосе Луїс Крус, 71, гондураський футболіст[1181].
- Лахін Юрій Миколайович, 68, радянський та російський актор, Заслужений артист Росії (1988); COVID-19[1182].
- Мердад Мінаванд, 45, іранський футболіст та тренер; COVID-19[1183].
- Карл Немечек, 70, український і німецький музикант (трубач) та педагог[1184].

### 26 січня
- Варення Микола Васильович, 78, радянський та український художник[1185].
- Йозеф Венглош, 84, словацький футболіст та тренер[1186].

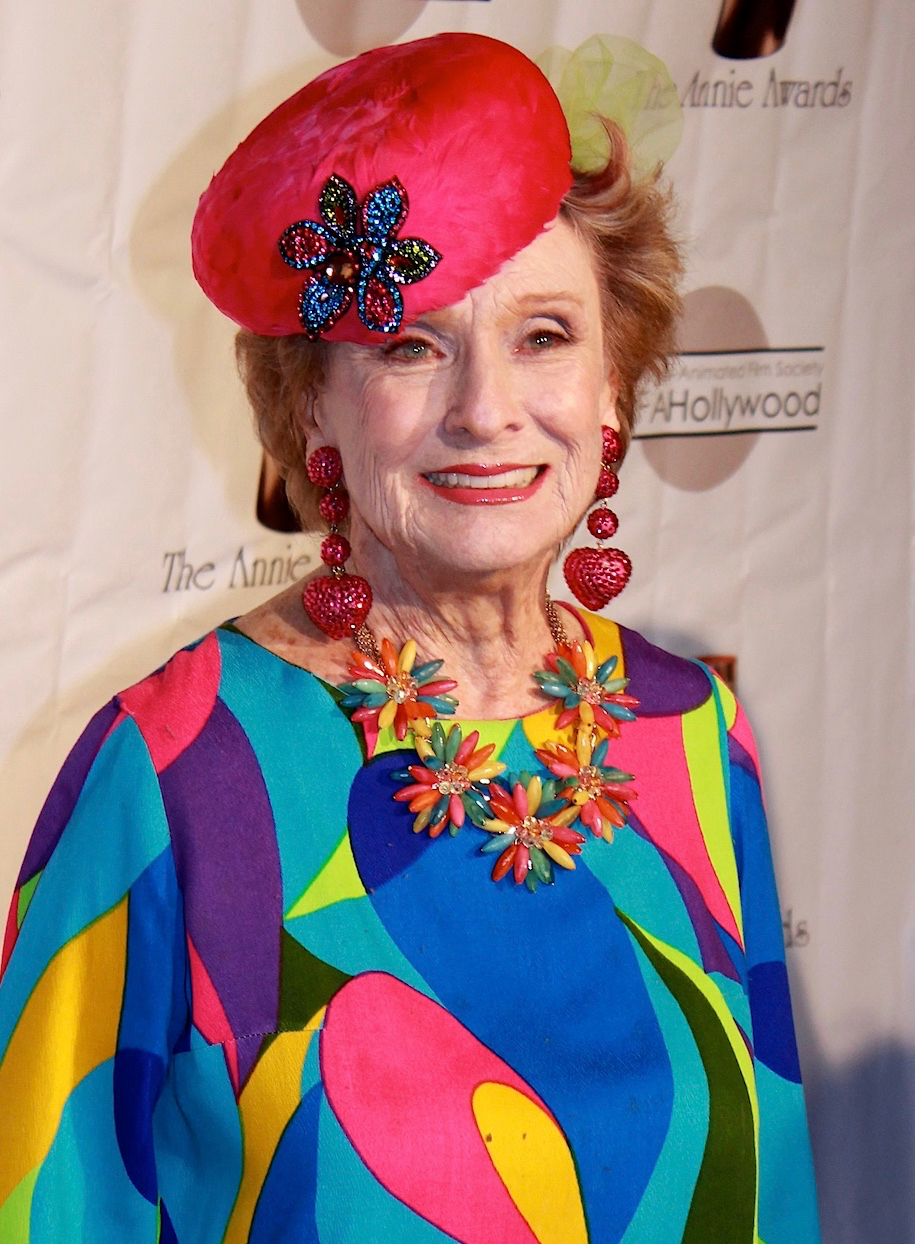
Американська акторка Клоріс Лічмен у 2014 році

- Клоріс Лічмен, 94, американська акторка; COVID-19[1187].
- Луньков Микола Митрофанович, 102, радянський дипломат[1188].
- Джон Мортімор, 86, британський футболіст та тренер[1189].
- Михайличенко Віктор Костянтинович, 71, радянський і український художник та сценограф, головний художник Сумського театру драми та музкомедії ім. М. С. Щепкіна.
- Приходько Сергій Едуардович, 64, російський політик та дипломат[1190].
- Соколов Юрій Миколайович, 76, радянський та український кардіолог[1191].

### 25 січня
- Бача Юрій Андрійович, 88, український письменник, публіцист та педагог[1192].
- Малганов Станіслав Давидович, 85, радянський та український актор, Народний артист України (2019)[1193].
- Токарчук Ірина Сергіївна, 60, радянська та українська акторка[1194].
- Шапіро Лев Борисович, 93, радянський державно-політичний діяч[1195].
- Жаід Шигер, 35, французький боксер[1196].

### 24 січня
- Джордж Армстронг, 90, канадський хокеїст та тренер[1197].
- Єврем Бркович, 87, чорногорський поет, письменник та історик[1198].
- Когутич Олександр Іванович, 50, радянський і український футболіст та тренер[1199].

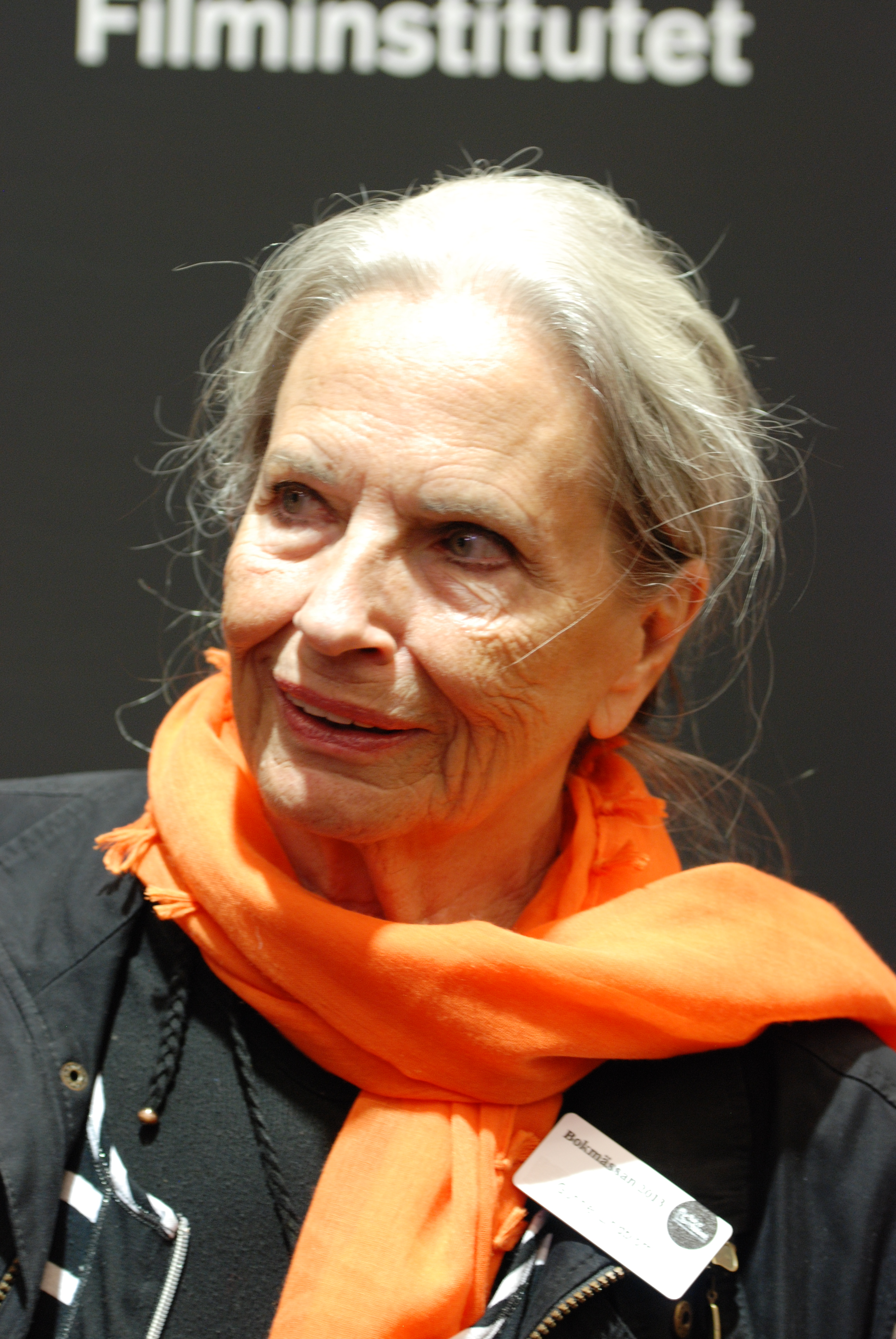
Шведська акторка Гуннель Ліндблум у 2013 році

- Гуннель Ліндблум, 89, шведська акторка та режисерка[1200].

### 23 січня
- Ойва Арвола, 85, фінський письменник, поет та педагог[1201].
- Гел Голбрук, 95, американський актор[1202].
- Альберто Грімальді, 95, італійський продюсер[1203].

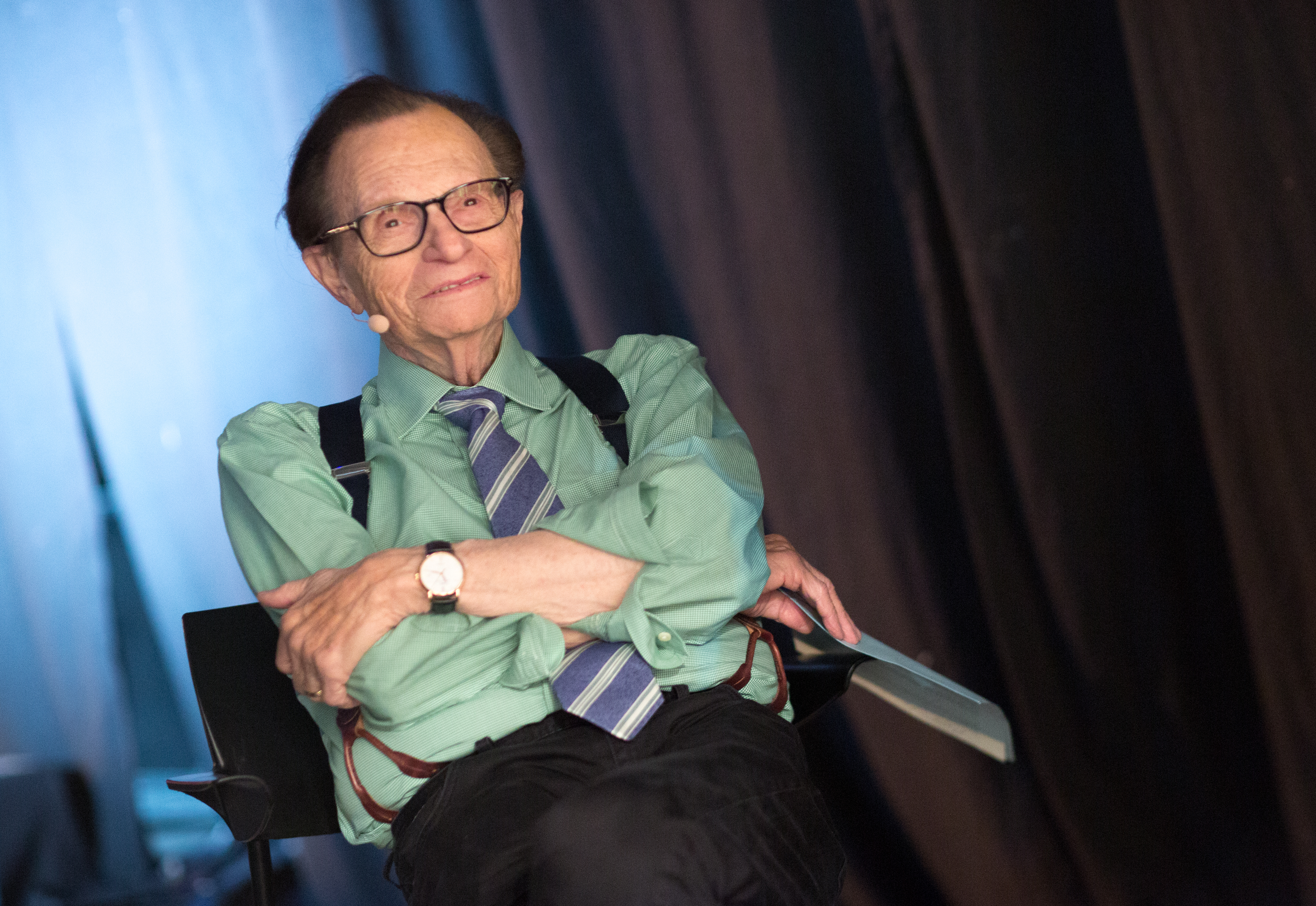
Американський тележурналіст Ларрі Кінг у 2017 році

- Ларрі Кінг, 87, американський журналіст та телеведучий; COVID-19[1204][1205].
- Фрайт Володимир Михайлович, 88, український вчений-медик та педагог[1206].

### 22 січня
- Генк Аарон, 86, американський бейсболіст[1207].
- Лутон Шелтон, 35, ямайський футболіст[1208].

### 21 січня
- Наталі Делон, 79, французька акторка[1209].
- Лісова Ніна Гаврилівна, 96, українська радянська діячка; дата повідомлення про смерть.
- Романюк Микола Прокопович, 68, український політик та інженер-енергетик[1210].

### 20 січня
- Булкіна Інна Семенівна, 57, радянська й українська літературознавиця та критик[1211].
- Бютукаєв Аслан Авгазарович, 46, чеченський військовик і терорист[1212].
- Джастін Лекганья, 82, лесотський військовик та політик, Прем'єр-міністр Лесото (1986—1991)[1213].
- Пітер Свон, 84, британський футболіст та тренер[1214].

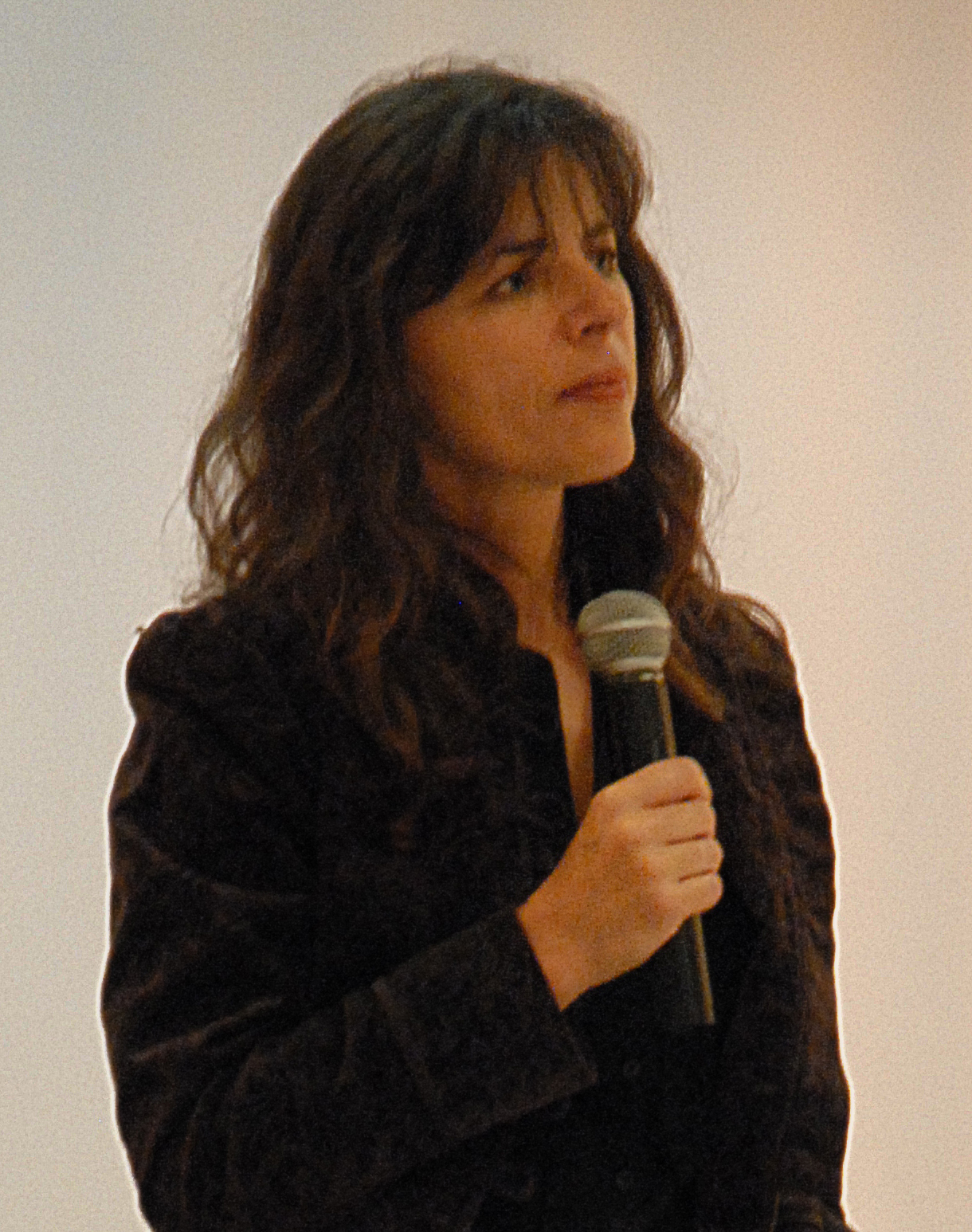
Хорватська акторка Міра Фурлан у 2008 році

- Міра Фурлан, 65, хорватська акторка та співачка[1215].

### 19 січня
- Варакута Валерій Миколайович, 77, радянський і український диригент та педагог.
- Григор'єва Реніта Андріївна, 89, радянська і російська режисерка, сценаристка та громадська діячка[1216].
- Чезаре Маестрі, 91, італійський альпініст та письменник[1217].
- Пастухов Борис Миколайович, 87, радянський і російський державний діяч та дипломат[1218].
- Густаво Пенья, 78, мексиканський футболіст та тренер; COVID-19[1219].
- Шаша Костянтин Григорович, 92, радянський та український співак (тенор), педагог, Народний артист України (2007)[1220].

### 18 січня

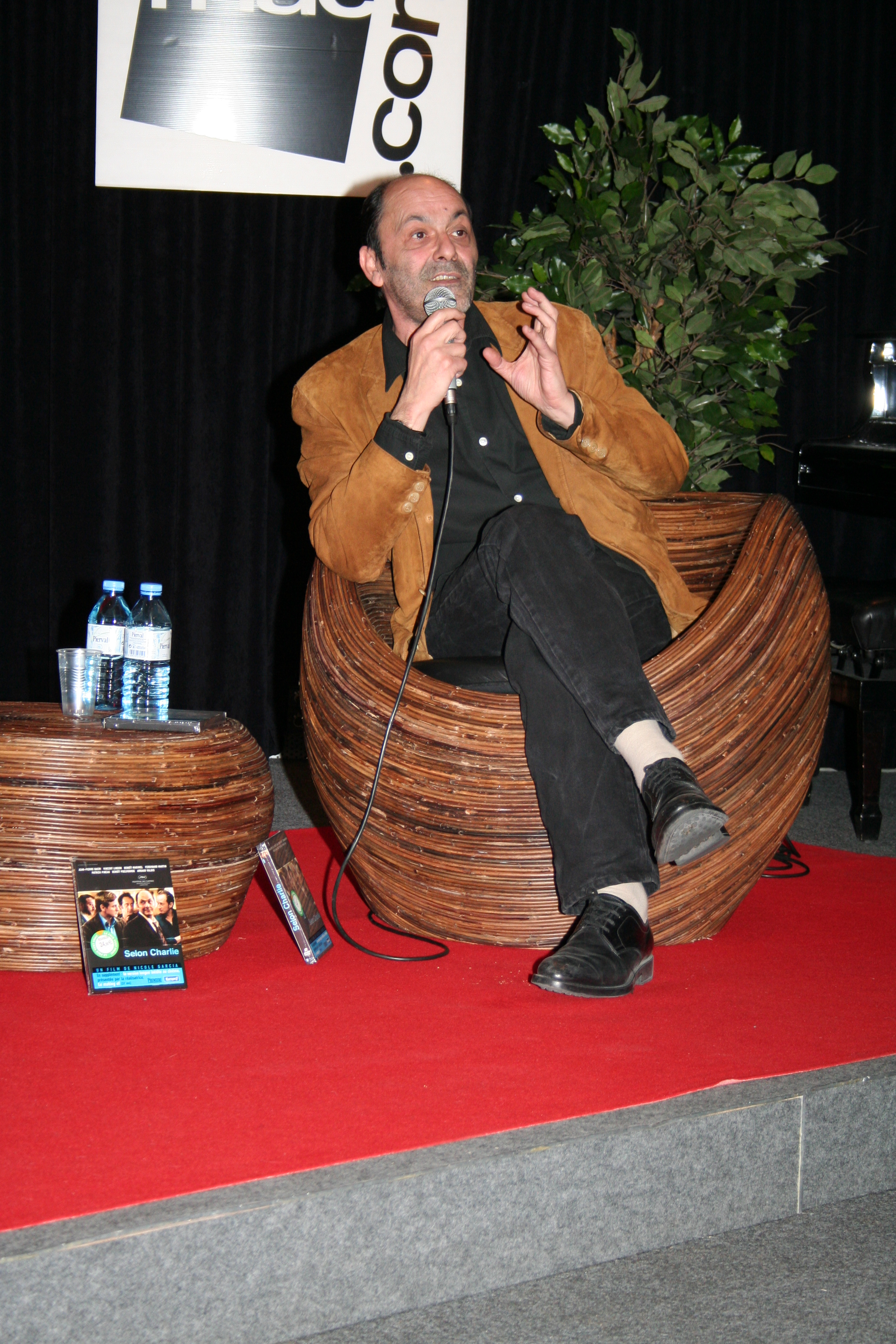
Французький актор та сценарист Жан-П'єр Бакрі у 2007 році

- Жан-П'єр Бакрі, 69, французький актор та сценарист[1221].
- Любомир Кавалек, 77, чесько-американський шахіст, гросмейстер (1965)[1222].
- Джиммі Роджерс, 87, американський співак[1223].
- Черняк Володимир Кирилович, 79, радянський і український економіст та політик; COVID-19[1224].
- Дані Шмулевич-Ром, 80, ізраїльський футболіст[1225].

### 17 січня
- Антошкін Микола Тимофійович, 78, радянський та російський військово-політичний діяч, Герой Радянського Союзу (1986); COVID-19[1226].
- Садловський Роман Іванович, 56, український поет та художник-графік[1227].

### 16 січня
- Петраускас Антанас Аугустинович, 81, український діяч культури, Заслужений працівник культури України[1228].

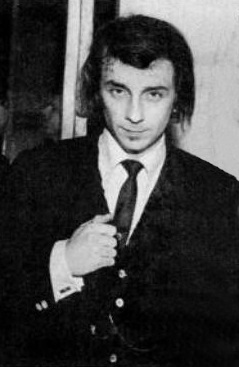
Американський музичний продюсер та музикант Філ Спектор у 1965 році

- Філ Спектор, 81, американський музичний продюсер та музикант, засуджений за вбивство; COVID-19[1229].
- Чехман Ярослав Іванович, 90, радянський і український науковець та педагог.

### 15 січня
- Вітаутас Бредікіс, 90, литовський архітектор[1230].
- Вишневський Анатолій Григорович, 85, радянський і російський демограф та економіст; COVID-19[1231].
- Воробйов Олександр Петрович, 58, радянський та російський актор, Заслужений артист Росії (2000)[1232].
- Вісенте Кантаторе, 85, аргентинський футболіст та тренер[1233].
- Пугачевський Аркадій Мойсейович, 83, радянський і український художник-гравер, скульптор та поет[1234].
- Ришард Саркович, 68, польський політик та дипломат[1235].

### 14 січня

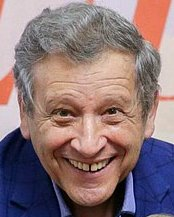
Радянський і російський режисер Борис Грачевський у 2018 році

- Грачевський Борис Юрійович, 71, радянський і російський режисер та сценарист, художній керівник кіножурналу «Єралаш» (2002—2021), Заслужений діяч мистецтв Росії (2000); COVID-19[1236].
- Ян де Фриз, 77, нідерландський мотогонщик[1237].

### 13 січня
- Астріда Кайріша, 79, радянська та латвійська акторка, Народна артистка Латвійської РСР (1986)[1238].
- Бернд Канненберг, 78, німецький легкоатлет (спортивна ходьба)[1239].
- Сейюм Месфін, 71, ефіопський політик та дипломат; вбивство[1240].
- Зігфрід Фішбахер, 81, німецько-американський ілюзіоніст[1241].

### 12 січня
- Філарет (Вахромєєв), 85, єпископ Російської православної церкви на покої, почесний Патріарший екзарх всієї Білорусі, Герой Білорусі; COVID-19[1242].
- Єршов Владислав В'ячеславович, 59, радянський і український хокеїст та тренер[1243].
- Ішуткін Микола Іванович, 66, російський ерзянський поет та журналіст[1244].
- Жан Калала Н'Тумба, 72, конголезький футболіст[1245].
- Карасьов Денис Анатолійович, 57, радянський і російський актор[1246]
- Флорентин Кріхелмеану, 61, румунський греко-католицький єпископ, ординарій єпархії Клуж-Герли; COVID-19[1247].
- Микулич Олексій Гнатович, 86, білоруський антрополог.
- Семикіна Людмила Миколаївна, 96, українська художниця[1248].

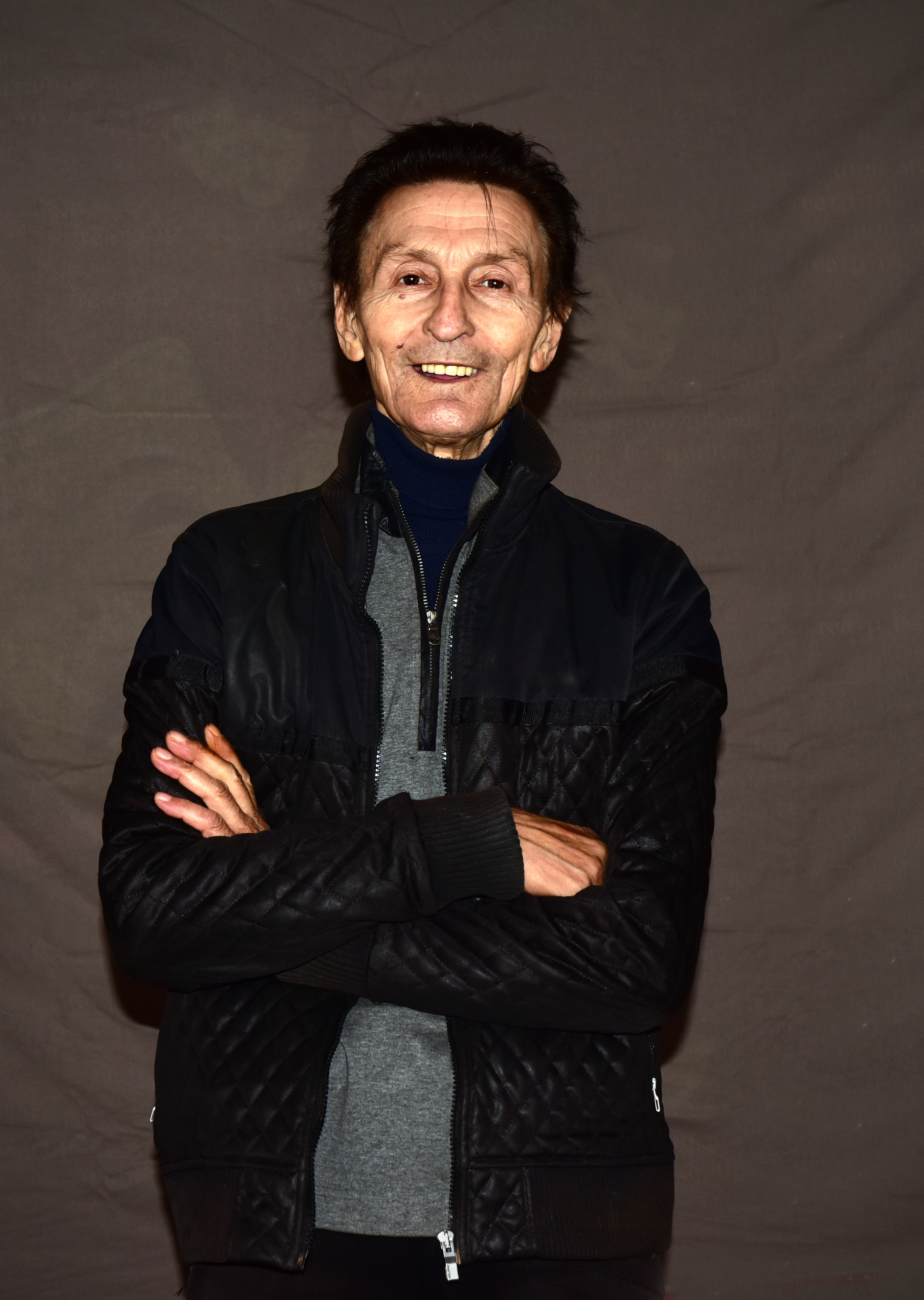
Український балетмейстер Олександр Шиманський у 2018 році

- Шиманський Олександр Петрович, 73, український балетмейстер, Заслужений артист України (1997)[1249].

### 11 січня

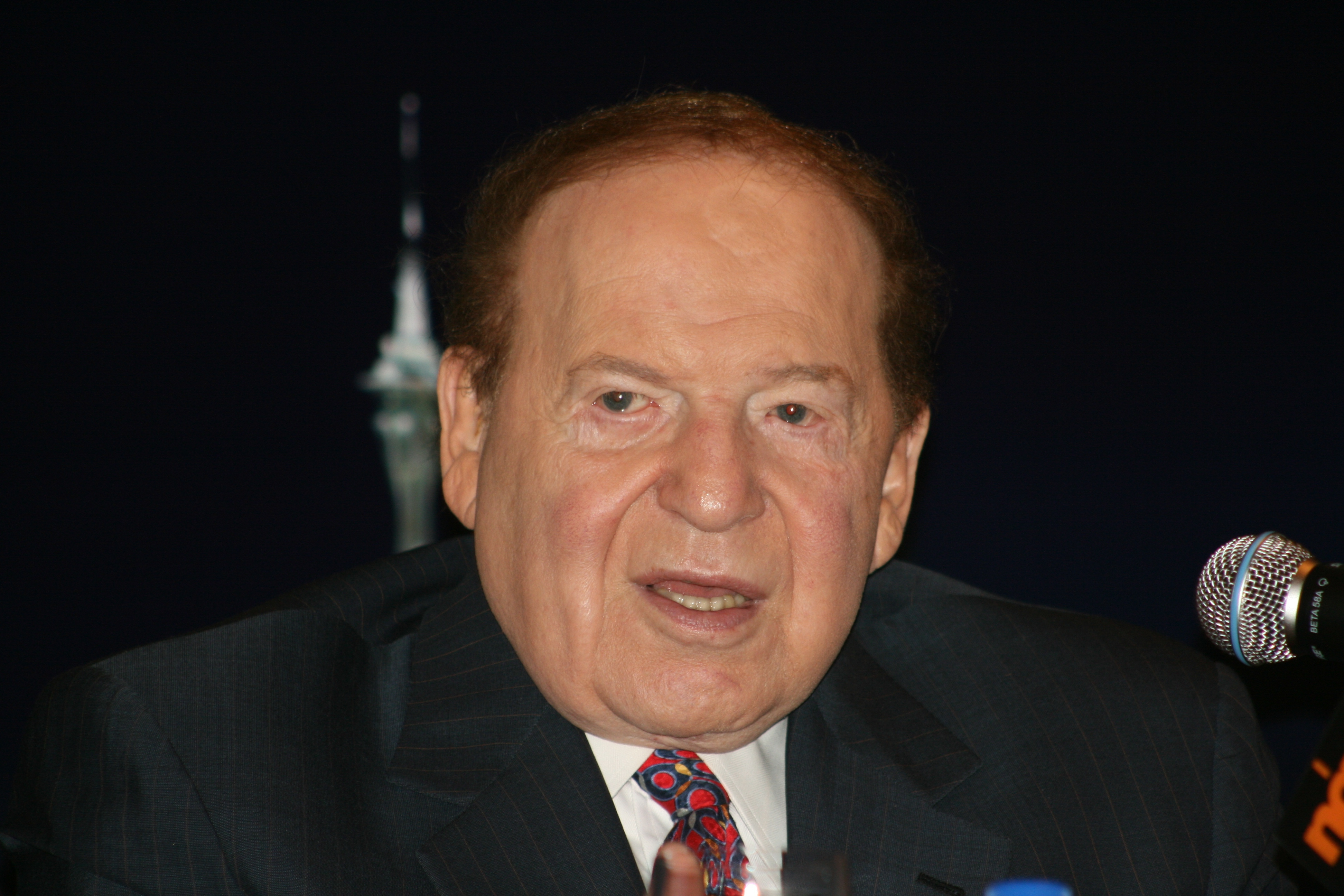
Американський бізнесмен Шелдон Адельсон у 2010 році

- Шелдон Адельсон, 87, американський бізнесмен, засновник корпорації Las Vegas Sands[1250][1251].
- Лисенко Аріадна Остапівна, 99, українська піаністка та педагогиня, Заслужена артистка України[1252].
- Накаті Сіґейо, 115, японська довгожителька[1253].
- Ситник Анатолій Андрійович, 74, український журналіст, краєзнавець та громадський діяч.
- Хахалейшвілі Давид Ростомович, 49, радянський та грузинський дзюдоїст[1254].

### 10 січня
- Васін Олександр Миколайович, 71, радянський футболіст та тренер[1255].
- Джулі Стрейн, 58, американська акторка та модель[1256].
- Вальтер Таїбо, 89, уругвайський футболіст і тренер[1257].

### 9 січня
- Вихованець Іван Романович, 85, радянський і український лінгвіст, поет та перекладач[1258].
- Костюченко Михайло Іванович, 90, радянський та український господарський діяч, Герой України (2004)[1259].
- Кріве Ілля Валентинович, 72, радянський та український фізик-теоретик[1260].
- Мокроусов Анатолій Олексійович, 77, український політик; COVID-19[1261].
- Сидоров Валентин Михайлович, 92, радянський і російський художник та педагог; COVID-19[1262].
- Мадхвасінґх Соланкі, 93, індійський політик[1263].
- Халатников Ісаак Маркович, 101, радянський та російський фізик-теоретик[1264].
- Черніков Ігор Федорович, 90, радянський та український історик[1265].

### 8 січня
- Фалько Ігор Іванович, 83, радянський та український фізик[1266].
- Фостій Іван Петрович, 92, український історик та публіцист[1267].
- Христо Черняєв, 90, болгарський поет.

### 7 січня
- Алі-заде Рафік Гусейнович, 71, радянський футболіст та тренер[1268].

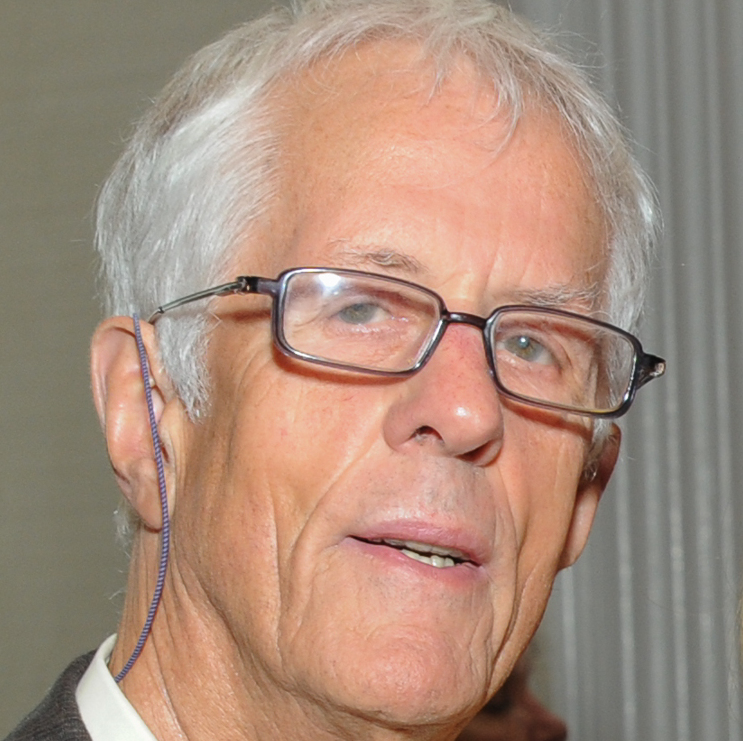
Британський режисер Майкл Ептед у 2013 році

- Майкл Ептед, 79, британський режисер[1269].
- Кисельов Володимир Вікторович, 64, радянський та український легкоатлет[1270].
- Вавжинець Поджуцький, 58, польський письменник-фантаст[1271].
- Маріон Ремсі, 73, американська акторка та співачка[1272][1273].
- Хлевінський Валерій Михайлович, 77, радянський і російський актор та педагог, Народний артист Росії (2002)[1274].
- Бісерка Цвеїч, 97, югославська та сербська співачка (мецо-сопрано)[1275].

### 6 січня
- Гаразд Володимир Степанович, 54, український політик та громадський діяч; COVID-19[1276].

### 5 січня
- Колін Белл, 74, британський футболіст[1277].
- Гасик Михайло Іванович, 91, радянський та український науковець, фахівець у галузі електрометалургії[1278].
- Міхаїл Желев, 77, болгарський легкоатлет[1279].
- Корпонай Тиберій Тиберійович, 62, радянський і український футболіст та тренер[1280].
- Луць Володимир Васильович, 87, радянський та український правознавець[1281].
- Павлишин Стефанія Стефанівна, 90, українська музикознавиця[1282].
- Джон Річардсон, 86, британський актор; COVID-19[1283].
- Стрелко Володимир Васильович, 83, радянський та український хімік[1284].

### 4 січня
- Бутенко Анатолій Іванович, 82, український економіст та політик[1285].
- Мартінус Велтман, 89, нідерландський фізик, лауреат Нобелівської премії з фізики (1999, спільно з Герардом т'Гофтом)[1286].
- Готра Зенон Юрійович, 78, український науковець, фахівець у галузі електротехніки[1287].

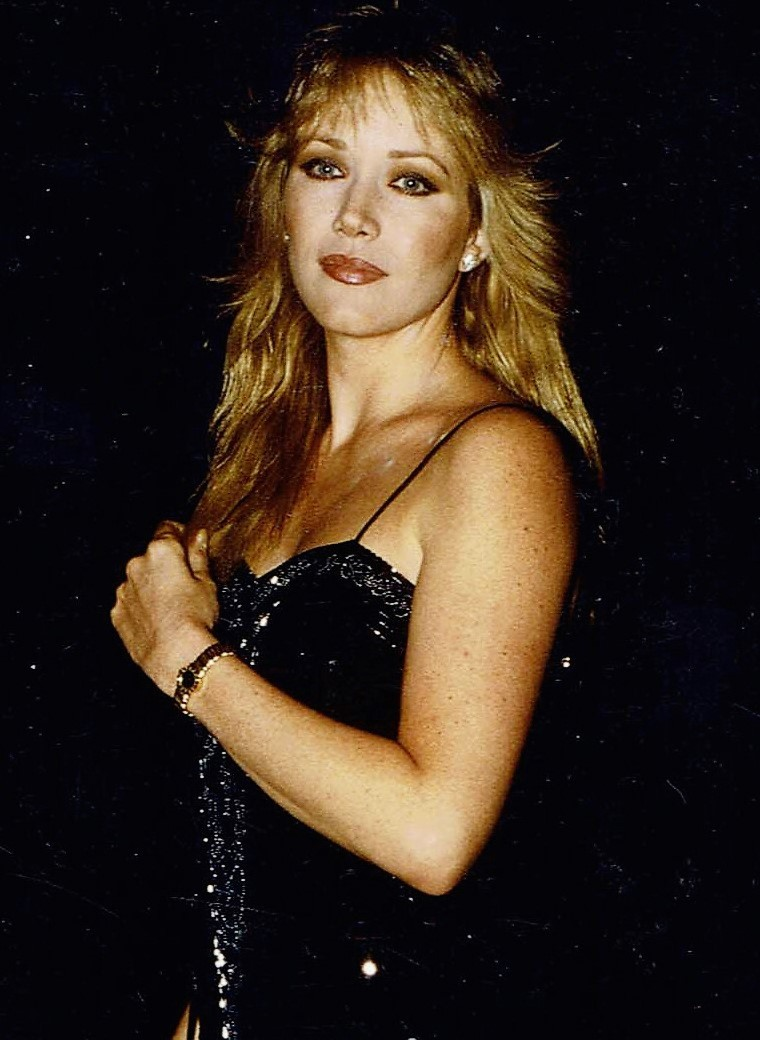
Американська акторка та модель Таня Робертс у 1982 році

- Таня Робертс, 65, американська акторка та модель[1288].
- Альбер Ру, 85, британський шеф-кухар та ресторатор французького походження[1289].

### 3 січня
- Айріс Вестман, 115, американська довгожителька[1290].
- Дудко Тарас Миколайович, 80, радянський, український і російський психіатр та нарколог[1291].
- Іщенко Михайло Єфремович, 87, український кардіолог, краєзнавець, журналіст та громадський діяч[1292].
- Корнієнко Леонід Якович, 88, український економіст та політік.
- Джеррі Марсден, 78, британський рок-музикант, засновник біг-біт-гурту Gerry and the Pacemakers[1293].
- Барбара Шеллі, 88, британська акторка; COVID-19[1294].

### 2 січня
- Вальтер Антон Антонович, 87, радянський і український геолог та мінералог.
- Корєнєв Володимир Борисович, 80, радянський і російський актор та педагог, Народний артист Росії (1998); COVID-19[1295].
- Кравчук Ірина Сергіївна, 87, радянська та українська акторка, Заслужена артистка Української РСР (1978).
- Модібо Кейта, 78, малійський політик, Прем'єр-міністр Малі (2002, 2015—2017)[1296].
- Сорокіна Тамара Опанасівна, 89, радянська і російська співачка (сопрано) та педагогиня, Народна артистка Росії (1973)[1297].
- Тарасова Олександра Станіславівна, 48, українська співачка (сопрано) та волонтерка; COVID-19[1298].

### 1 січня
- Виноградов Михайло Вікторович, 83, радянський і російський психіатр та криміналіст; COVID-19[1299].
- Данилов Олег Данилович, 71, радянський і російський драматург та сценарист; COVID-19[1300].
- Карлуш ду Карму, 81, португальський співак у жанрі фаду[1301].
- Рябий Микола Олександрович, 84, український письменник, публіцист та перекладач[1302].